# 岐阜市
岐阜市（ぎふし）は、岐阜県の中南部に位置する市。岐阜県の県庁所在地および人口が最多の市で、中核市に指定されている。
政令指定都市でないものの、面積の割に人口が多いため人口密度は全国の都道府県庁所在地の中で10位である。これは政令指定都市である熊本市や北九州市、札幌市などよりも高い。東海3県の中では名古屋市、豊田市に次ぐ人口である。
2006年に柳津町を編入した。柳津町の他にも岐阜市に隣接する羽島市・北方町・岐南町・笠松町を岐阜市に編入する計画（岐阜広域合併協議会）が存在したが、羽島市が住民投票の反対によって合併協議会から離脱した事で交渉が頓挫した。また岐阜市で産業廃棄物の不法投棄が発覚した事件により岐阜市行政への不満が高まった事から、編入が実現しなかった。その為、編入に賛成した柳津町のみが岐阜市に編入された。

## 概要
岐阜市は濃尾平野の北方に位置し、市域の北東から南西に長良川が貫流しており、旧市街地は長良川扇状地に形成された。扇状地よりも下流側には、旧河道や自然堤防、後背湿地などの微地形がみられる。
長良川は日本三大清流の一つと言われている。長良川の中流流域が1985年に「名水百選」に選ばれた。1998年には「日本の水浴場55選」に、2001年には「日本の水浴場88選」に選定されており、選内で唯一河川で選定されている。また、1300年以上の歴史を持つ長良川の鵜飼でも知られ、日本の音風景100選にも選ばれている。
古代から長良川を利用した水運が行われ、扇状地の扇頂部にあたる中河原湊（川原町地区）、長良湊（鵜飼屋地区）、鏡島湊（鏡島地区）は経済活動の拠点として栄えた。中世末期（戦国時代）には、斎藤道三や織田信長が金華山や山麓に城や居館を築き、その西側に城下町が発展した。近世（江戸時代）には政治の拠点は加納城に移ったが、尾張藩は水運の要所として中河原湊付近に長良川役所を設置し、商業都市へと変貌した。長良川の水運はさらに盛行し、材木、和紙、糸等を扱う問屋業や、美濃和紙や竹を材料とする提灯や団扇などの手工業が発達し、特に提灯や団扇はその後も岐阜市の伝統産業となっている。南部に位置する旧加納町は、加納藩の城下町と同時に中山道の宿場町でもあり、加納宿は今でもその面影を残している。
工場の海外流出などで現在は全盛期と比較して衰退したものの、戦後は愛知県一宮市や岐阜県羽島市などから布を仕入れ服を作って売る繊維産業で栄えた。昭和半ば頃の全盛期には岐阜の既製服は作れば売れる時代となり、大阪、東京と共に日本三大ファッション産地と呼ばれた。昭和36年に開催された岐阜メードは、既製服の総合展示会として全国初だった。
岐阜駅 - 名古屋駅間が快速列車で20分程度の距離と近いことから、中京圏（名古屋都市圏）に属し、名古屋市の衛星都市・ベッドタウン的な性格を持つ。実際に駅前には住宅機能を持つ３棟の超高層ビル（岐阜シティータワー43・岐阜スカイウィング37・岐阜イーストライジング24）が駅から伸びるペデストリアンデッキに接続して建っており、さらに金華橋通りを挟む34階建てのツインタワーが2028年度完成予定である。一方で岐阜県の県庁所在地であり、岐阜県の行政・商業・情報の拠点としても機能している。県内随一の繁華街であった柳ヶ瀬地区や今も栄える名鉄岐阜駅周辺にはかつてパルコ、メルサ、長崎屋など多くの百貨店や商業施設があったが、最後まで残った岐阜髙島屋が2024年7月31日に閉店したことにより、岐阜県は山形県・徳島県・島根県に次ぐ全国で4番目の百貨店のない県となった。三大都市圏では初めての事例である。

### 名称の由来
織田信長が、美濃国を攻略した際に、稲葉山の城下の井ノ口を岐阜と改めたとするのが定説だが、異論も一部にある。

## 地理

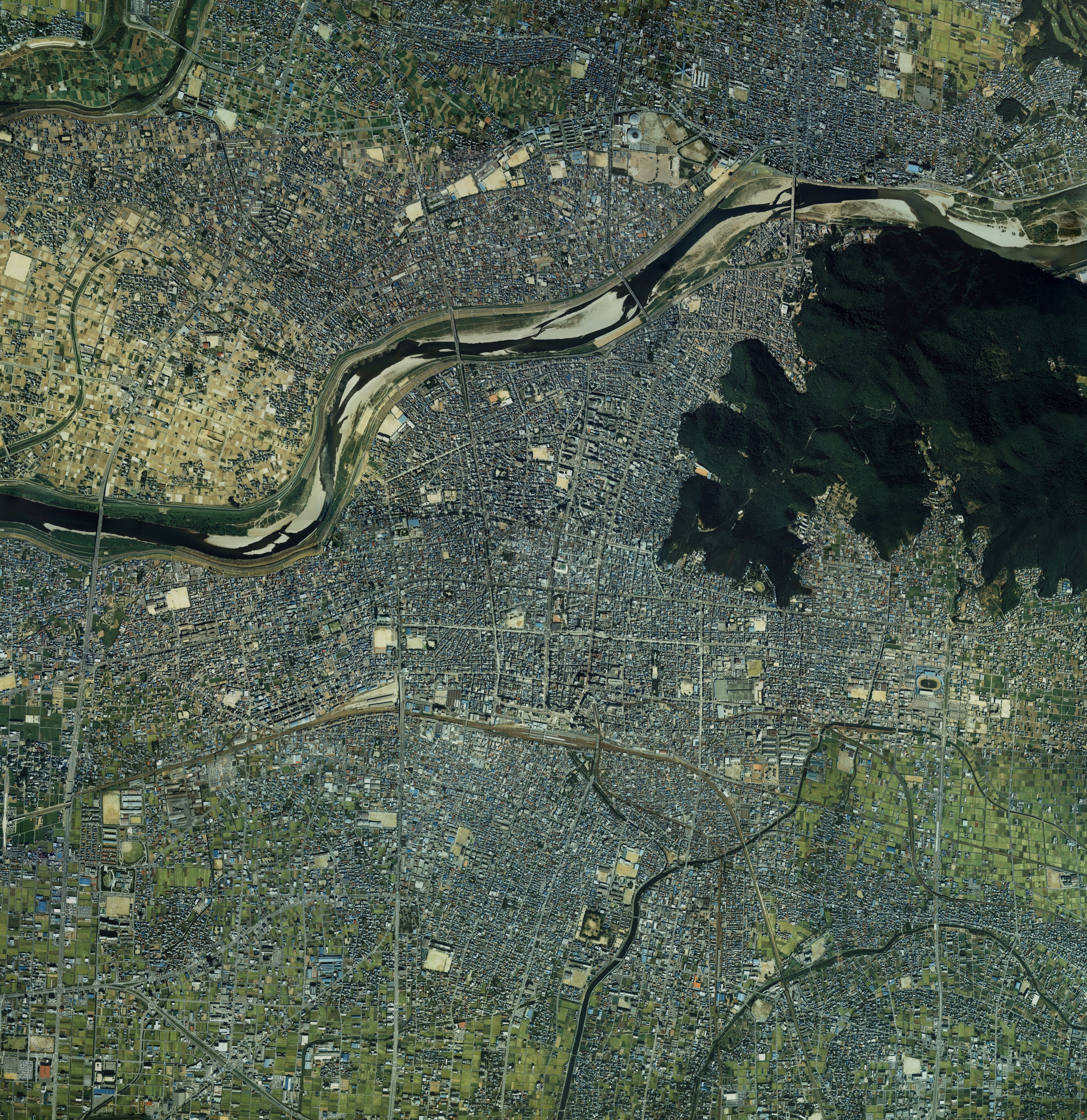
岐阜市中心部周辺の空中写真。1987年撮影の24枚を合成作成。。

### 地形

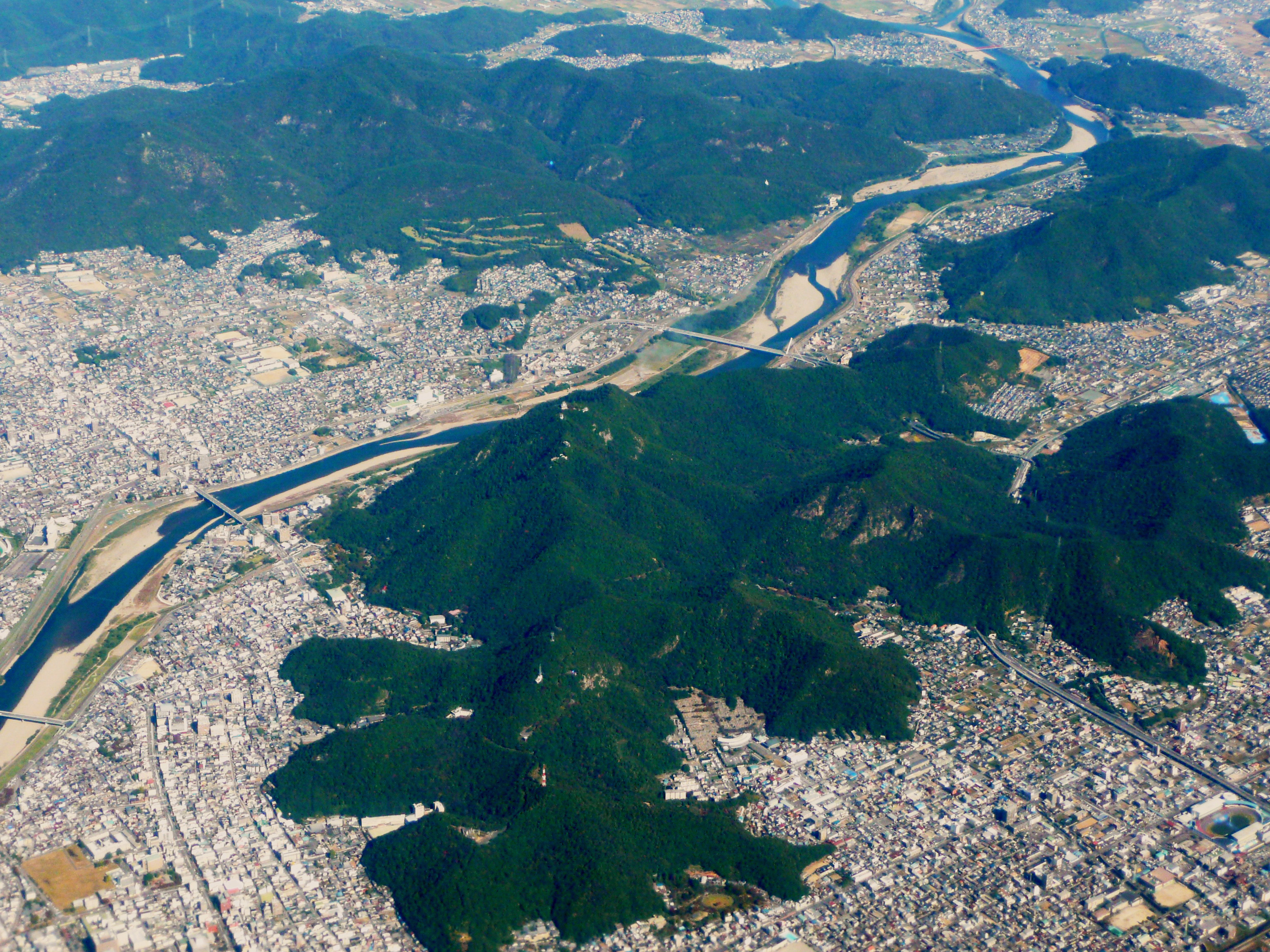
金華山

#### 山岳
主な山
- 金華山
- 百々ヶ峰
- 鷺山
- 御望山
- 権現山

#### 河川

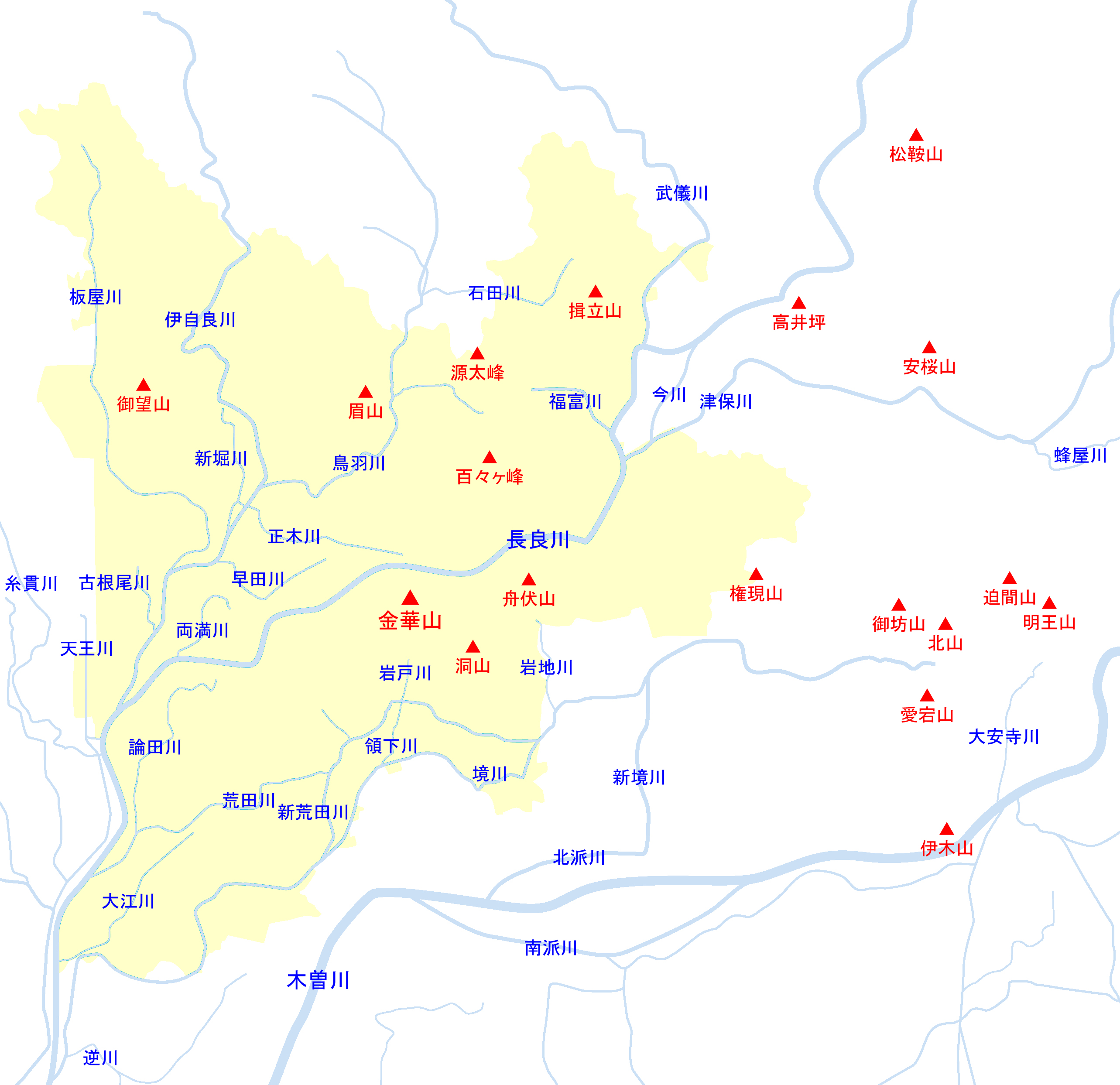
岐阜市周辺主要河川の位置関係図

主な川
- 長良川
- 武儀川
- 津保川
- 伊自良川
- 鳥羽川
- 板屋川
- 荒田川
- 論田川
- 大江川
- 境川
- 天王川

### 気候
概ね太平洋岸気候の特徴を示すが、夏は暑く冬は寒い内陸性気候の特徴も示す。海岸に位置する愛知県や三重県などと比べ、夏は直射日光で最高気温が高く、市が含まれる美濃地方は日本有数の猛暑地帯となっている。熱帯夜も大都市である京都市とほぼ同じ日数となっており、非常に蒸し暑い。一方で冬は寒く、名古屋よりも最低気温は低い。冬の平年の降雪量・最深積雪量は関東以西の太平洋側主要都市では最も多い。これは、日本海若狭湾からの距離が太平洋側の平野部としては非常に近く、冬型の気圧配置となって強い寒気が流れ込んだ際、風向きによっては日本海寒帯気団収束帯で発達した雪雲が両白山地・伊吹山地を越えて流れ込みやすいためである。
ケッペンの気候区分ではCfa（温暖湿潤気候）となる。
- 観測史上最高気温：39.8(℃)（2007年8月16日）
- 観測史上最低気温：-14.3(℃)（1927年1月24日）
- 観測史上最深積雪：58cm（1936年2月1日）
- 日照時間年平均値：2,108.6時間（全都道府県庁所在地中7位タイ）
- 夏日最多日数：161日（2024年（令和6年））
- 真夏日最多日数：96日（2023年（令和5年））
- 猛暑日最多日数：43日（2024年（令和6年））
- 熱帯夜最多日数：54日（2024年（令和6年））
- 冬日最多日数：102日（1884年（明治17年））

| 岐阜地方気象台（岐阜市加納二之丸、標高13m）の気候            | 岐阜地方気象台（岐阜市加納二之丸、標高13m）の気候 | 岐阜地方気象台（岐阜市加納二之丸、標高13m）の気候 | 岐阜地方気象台（岐阜市加納二之丸、標高13m）の気候 | 岐阜地方気象台（岐阜市加納二之丸、標高13m）の気候 | 岐阜地方気象台（岐阜市加納二之丸、標高13m）の気候 | 岐阜地方気象台（岐阜市加納二之丸、標高13m）の気候 | 岐阜地方気象台（岐阜市加納二之丸、標高13m）の気候 | 岐阜地方気象台（岐阜市加納二之丸、標高13m）の気候 | 岐阜地方気象台（岐阜市加納二之丸、標高13m）の気候 | 岐阜地方気象台（岐阜市加納二之丸、標高13m）の気候 | 岐阜地方気象台（岐阜市加納二之丸、標高13m）の気候 | 岐阜地方気象台（岐阜市加納二之丸、標高13m）の気候 | 岐阜地方気象台（岐阜市加納二之丸、標高13m）の気候 |
| 月                                                           | 1月                                               | 2月                                               | 3月                                               | 4月                                               | 5月                                               | 6月                                               | 7月                                               | 8月                                               | 9月                                               | 10月                                              | 11月                                              | 12月                                              | 年                                                |
| ------------------------------------------------------------ | ------------------------------------------------- | ------------------------------------------------- | ------------------------------------------------- | ------------------------------------------------- | ------------------------------------------------- | ------------------------------------------------- | ------------------------------------------------- | ------------------------------------------------- | ------------------------------------------------- | ------------------------------------------------- | ------------------------------------------------- | ------------------------------------------------- | ------------------------------------------------- |
| 最高気温記録 °C （°F）                                       | 20.4 (68.7)                                       | 22.2 (72)                                         | 25.8 (78.4)                                       | 30.8 (87.4)                                       | 33.7 (92.7)                                       | 38.2 (100.8)                                      | 39.6 (103.3)                                      | 39.8 (103.6)                                      | 37.7 (99.9)                                       | 33.5 (92.3)                                       | 26.7 (80.1)                                       | 22.1 (71.8)                                       | 39.8 (103.6)                                      |
| 平均最高気温 °C （°F）                                       | 9.1 (48.4)                                        | 10.3 (50.5)                                       | 14.2 (57.6)                                       | 20.0 (68)                                         | 24.7 (76.5)                                       | 27.8 (82)                                         | 31.6 (88.9)                                       | 33.4 (92.1)                                       | 29.2 (84.6)                                       | 23.6 (74.5)                                       | 17.5 (63.5)                                       | 11.6 (52.9)                                       | 21.1 (70)                                         |
| 日平均気温 °C （°F）                                         | 4.6 (40.3)                                        | 5.4 (41.7)                                        | 9.0 (48.2)                                        | 14.5 (58.1)                                       | 19.4 (66.9)                                       | 23.2 (73.8)                                       | 27.0 (80.6)                                       | 28.3 (82.9)                                       | 24.5 (76.1)                                       | 18.7 (65.7)                                       | 12.5 (54.5)                                       | 7.0 (44.6)                                        | 16.2 (61.2)                                       |
| 平均最低気温 °C （°F）                                       | 0.7 (33.3)                                        | 1.2 (34.2)                                        | 4.2 (39.6)                                        | 9.4 (48.9)                                        | 14.6 (58.3)                                       | 19.3 (66.7)                                       | 23.5 (74.3)                                       | 24.6 (76.3)                                       | 20.8 (69.4)                                       | 14.5 (58.1)                                       | 8.1 (46.6)                                        | 3.0 (37.4)                                        | 12.0 (53.6)                                       |
| 最低気温記録 °C （°F）                                       | −14.3 (6.3)                                       | −13.7 (7.3)                                       | −6.7 (19.9)                                       | −2.8 (27)                                         | 1.7 (35.1)                                        | 6.8 (44.2)                                        | 12.8 (55)                                         | 14.0 (57.2)                                       | 8.3 (46.9)                                        | 0.8 (33.4)                                        | −2.4 (27.7)                                       | −8.7 (16.3)                                       | −14.3 (6.3)                                       |
| 降水量 mm （inch）                                           | 65.9 (2.594)                                      | 77.5 (3.051)                                      | 132.4 (5.213)                                     | 162.4 (6.394)                                     | 192.6 (7.583)                                     | 223.7 (8.807)                                     | 270.9 (10.665)                                    | 169.5 (6.673)                                     | 242.7 (9.555)                                     | 161.6 (6.362)                                     | 87.1 (3.429)                                      | 74.5 (2.933)                                      | 1,860.7 (73.256)                                  |
| 降雪量 cm （inch）                                           | 14 (5.5)                                          | 10 (3.9)                                          | 1 (0.4)                                           | 0 (0)                                             | 0 (0)                                             | 0 (0)                                             | 0 (0)                                             | 0 (0)                                             | 0 (0)                                             | 0 (0)                                             | 0 (0)                                             | 9 (3.5)                                           | 34 (13.4)                                         |
| 平均降水日数 （≥0.5 mm）                                     | 9.0                                               | 9.3                                               | 10.4                                              | 10.5                                              | 10.9                                              | 12.6                                              | 13.8                                              | 10.7                                              | 12.5                                              | 9.6                                               | 7.8                                               | 10.1                                              | 127.2                                             |
| 平均降雪日数                                                 | 12.3                                              | 9.5                                               | 4.5                                               | 0.2                                               | 0.0                                               | 0.0                                               | 0.0                                               | 0.0                                               | 0.0                                               | 0.0                                               | 0.0                                               | 7.1                                               | 33.4                                              |
| % 湿度                                                       | 66                                                | 62                                                | 58                                                | 59                                                | 63                                                | 70                                                | 73                                                | 69                                                | 70                                                | 67                                                | 67                                                | 68                                                | 66                                                |
| 平均月間日照時間                                             | 161.3                                             | 165.7                                             | 196.2                                             | 200.0                                             | 205.4                                             | 160.1                                             | 166.5                                             | 202.4                                             | 163.7                                             | 172.8                                             | 158.8                                             | 155.6                                             | 2,108.6                                           |
| 出典：気象庁（平均値：1991年 - 2020年、極値：1883年 - 現在） |                                                   |                                                   |                                                   |                                                   |                                                   |                                                   |                                                   |                                                   |                                                   |                                                   |                                                   |                                                   |                                                   |

### 地域
岐阜駅周辺 - 柳ヶ瀬
柳ヶ瀬 (岐阜市)も参照。

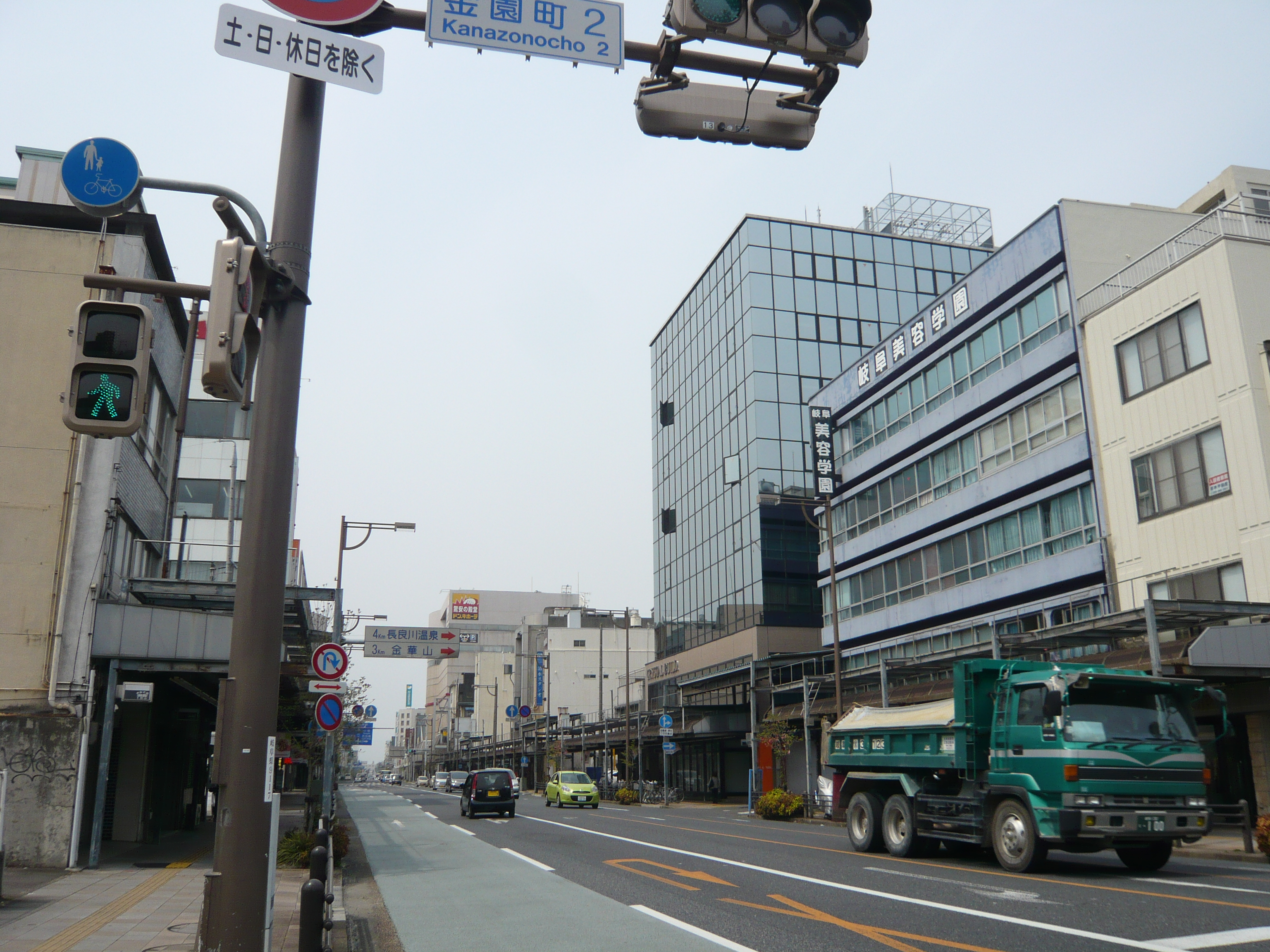
岐阜市中心市街地の金園町

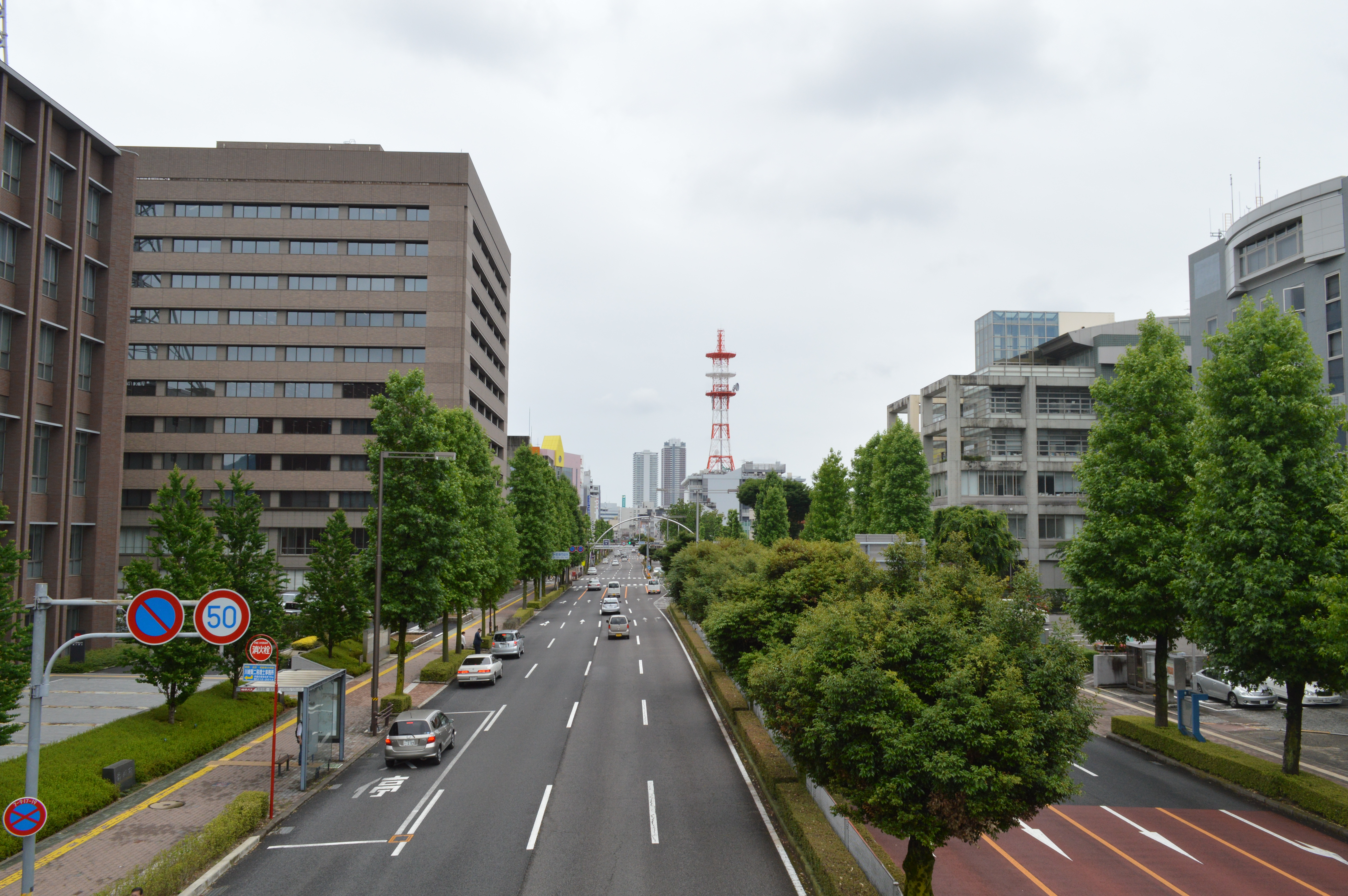
金華橋通

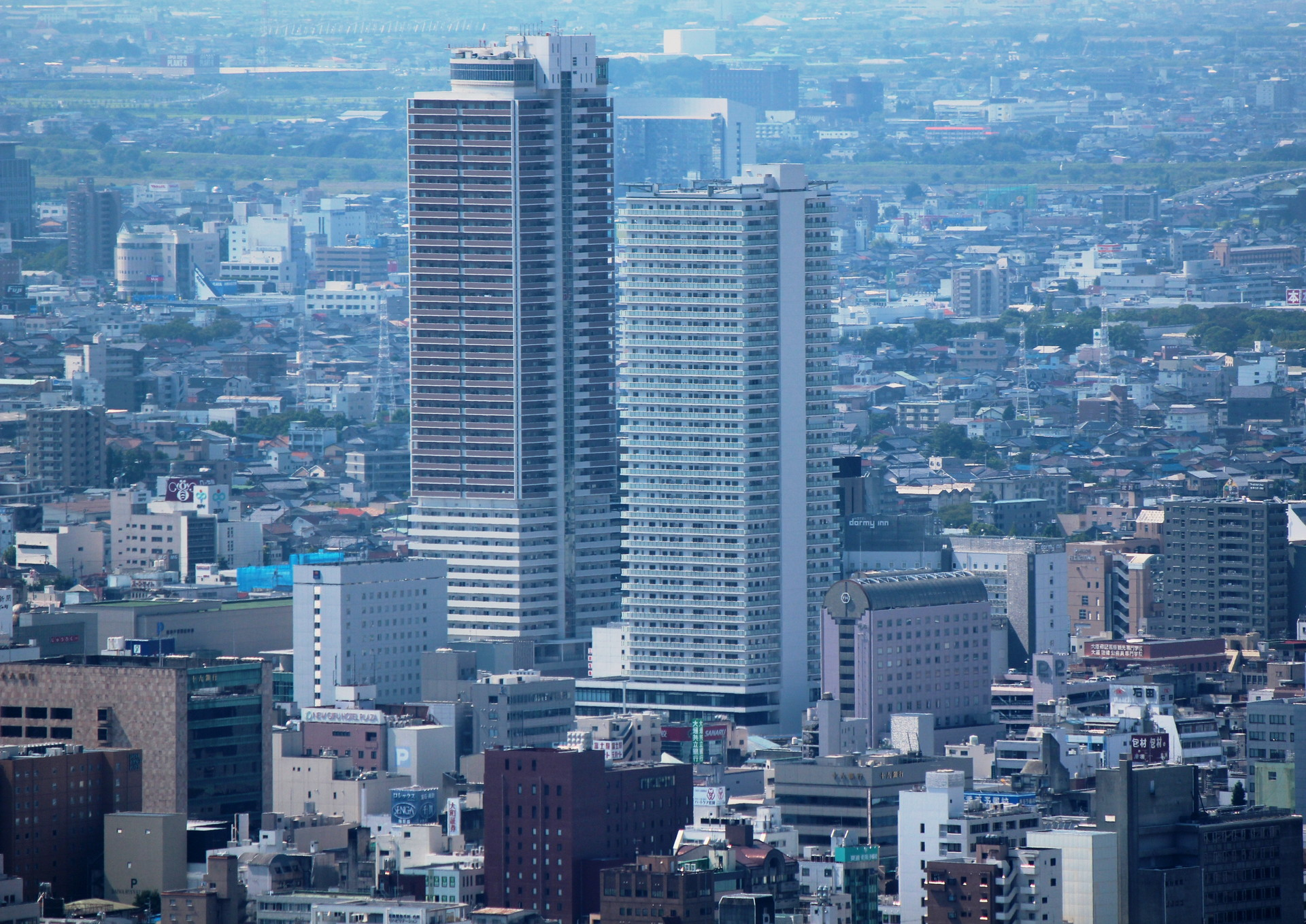
再開発により建てられた岐阜シティタワーと岐阜スカイウイング

岐阜市の中心市街地であり、オフィスや商業施設が立ち並ぶエリアである。中心市街地の空洞化が著しく、柳ヶ瀬の再活性化が市の重要課題になっている。
近年、岐阜駅前は、名古屋都心部などへの鉄道アクセスのよさなど利便性が見直され、オフィスビルや高層マンションの建設など再開発事業（高島屋南市街地再開発事業や岐阜駅北中央地区再開発事業）が展開。
金華山周辺

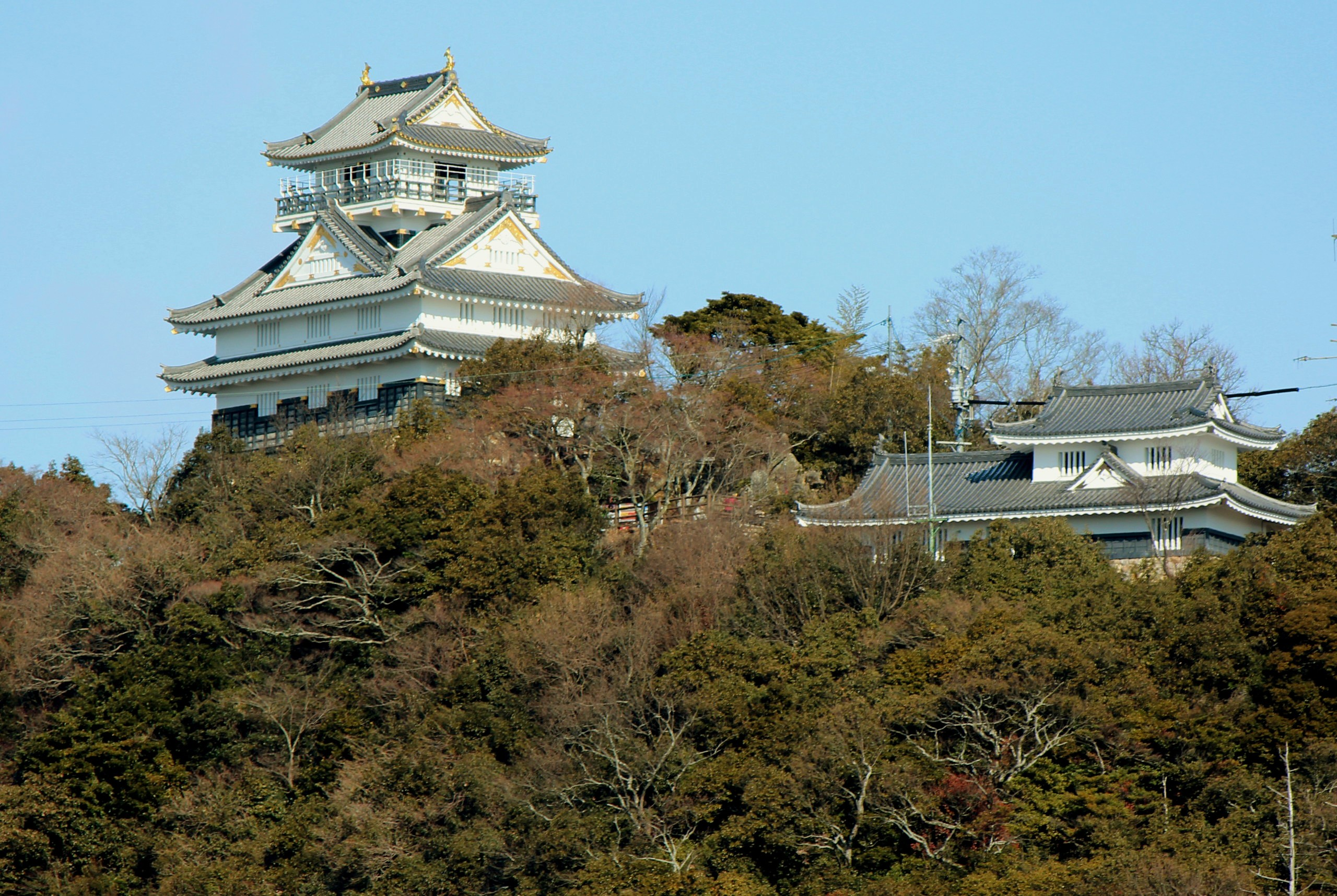
岐阜城天守閣

伊奈葉神社南の山から、西に暗渠となった区割りの堀で区切られた北の区域は、かつて戦国時代からの旧岐阜町にあたる。
金華山、岐阜城、長良川温泉などの観光資源を抱える風光明媚なエリアである。金華山の袂にある伊奈波神社から米屋町周辺では大正年間の旧家屋や洋館などが建ち並び、長良川鵜飼いが実施される鵜飼い船の乗り込み口周辺の玉井町筋（湊町、玉井町、元浜町）は米屋町同様に旧家屋が複数建ち並ぶ。
南部

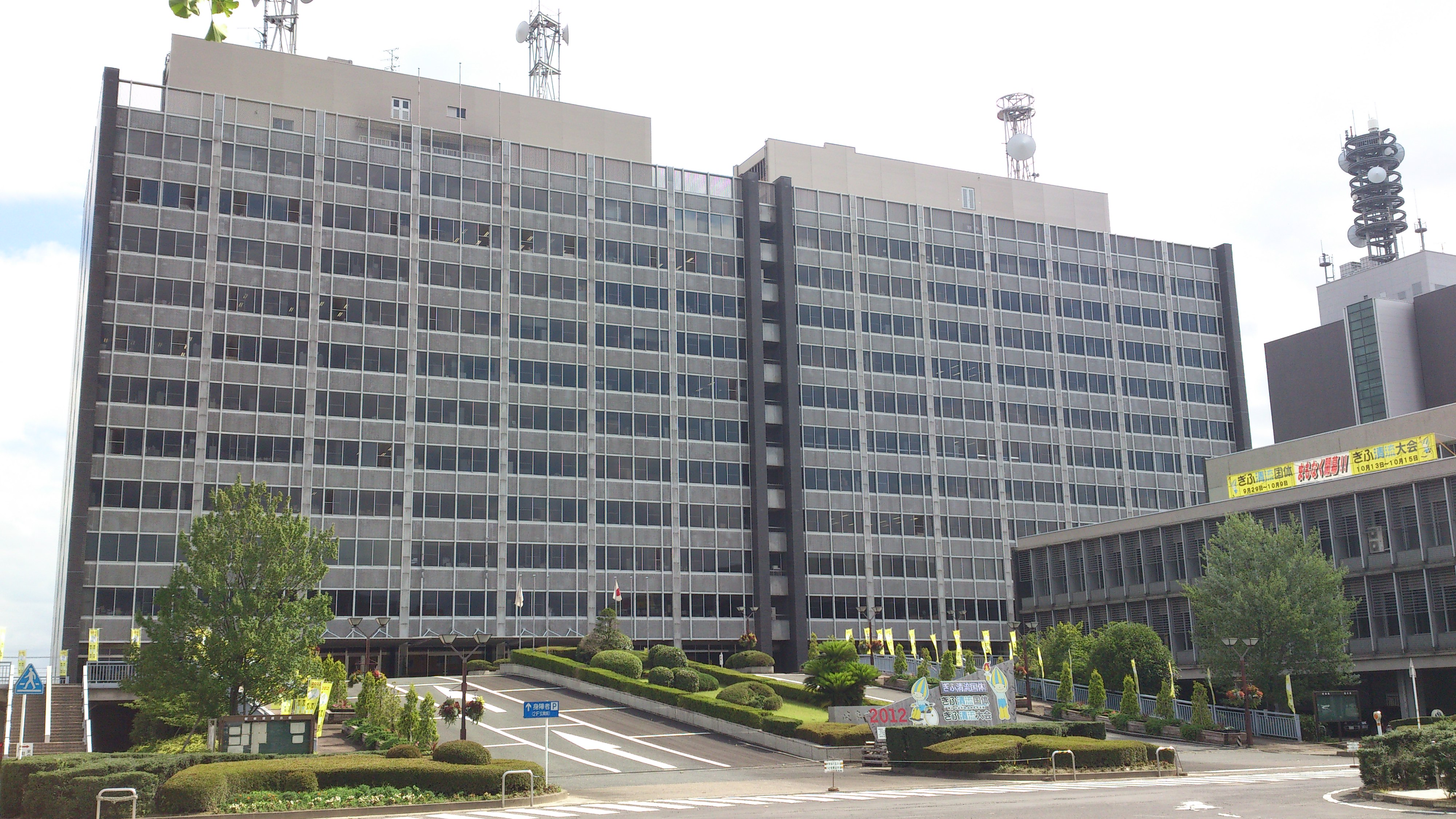
岐阜県庁

岐阜の大動脈でもある国道21号がエリアの東西を貫いており、各務原市との境界付近に東海北陸自動車道岐阜各務原インターチェンジが設置されている。ロードサイドには各種郊外型店舗が林立し、カラフルタウン岐阜など、郊外型の大型商業施設も立地している。岐阜県庁舎、岐阜県警察本部、福祉・農業会館など県関連の官公庁のほか、岐阜県美術館、岐阜県図書館、県民ふれあい会館などの文化施設もこのエリアに所在する。
北部

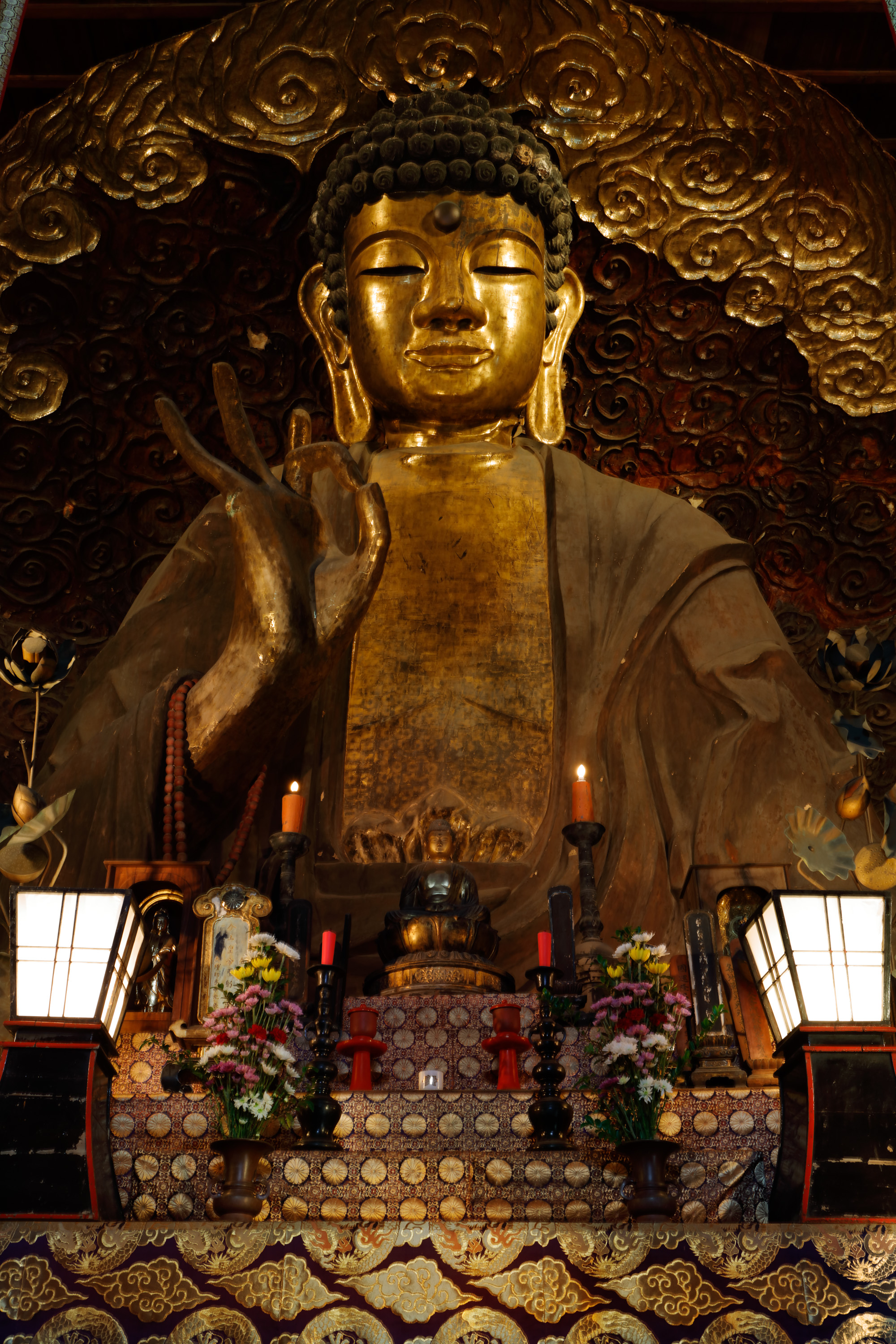
岐阜大仏

濃尾平野の北端で標高の低い山が点在し、山を切り開いた団地（例：大洞団地、三田洞団地など）が数多く見られる。長良川河畔の岐阜メモリアルセンターには長良川陸上競技場や長良川球場など各種スポーツ施設があり、スポーツのイベント会場として広く利用されている。このエリアには畜産センターや岐阜ファミリーパークなどの大型の公園、岐阜大学、岐阜運転者講習センター、岐阜刑務所など大型の公共施設が多い。マーサ21（イオン岐阜店）など大型商業施設も立地している。また、岐阜大学そばに東海環状自動車道岐阜インターチェンジ、岐阜ファミリーパークそばに同じく岐阜三輪スマートインターチェンジが設置されている。

#### 地区一覧
岐阜市は統計などでは50の地区（地域区分）に分けられる。これらの地区は小学校の学区に準ずるが、一部の地区は2000年代の小学校の統廃合以前の小学校の学区で区分されている。各地名についてはTemplate:岐阜市の町・字および岐阜市の地名を参照。
中心部

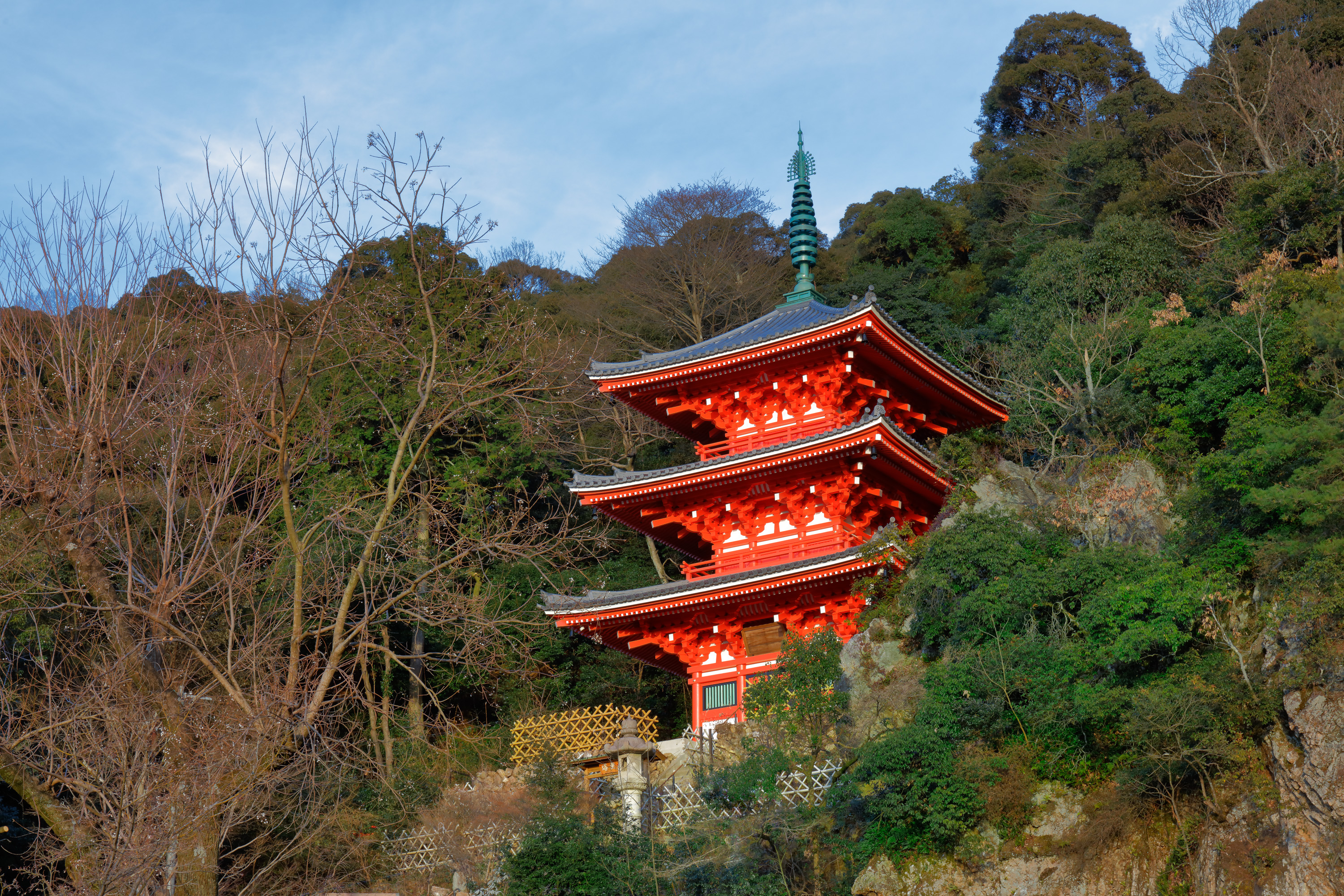
岐阜公園の三重塔

- 金華・京町・明徳・徹明・梅林・白山・華陽・本郷・木之本

西部
- 網代・方県・西郷・黒野・木田・七郷・合渡

北部
- 岩野田・岩野田北・常磐・鷺山・長良西・長良・長良東

北東部
- 三輪北・三輪南・藍川

東部
- 芥見・芥見東・芥見南・岩

日光
- 早田、則武、城西、島

南東部
- 日野・長森西・長森北・長森東・長森南

南部
- 厚見・加納※加納東とも表記[10]・加納西・茜部

南西部
- 三里・本荘・鏡島・市橋・鶉・日置江・柳津

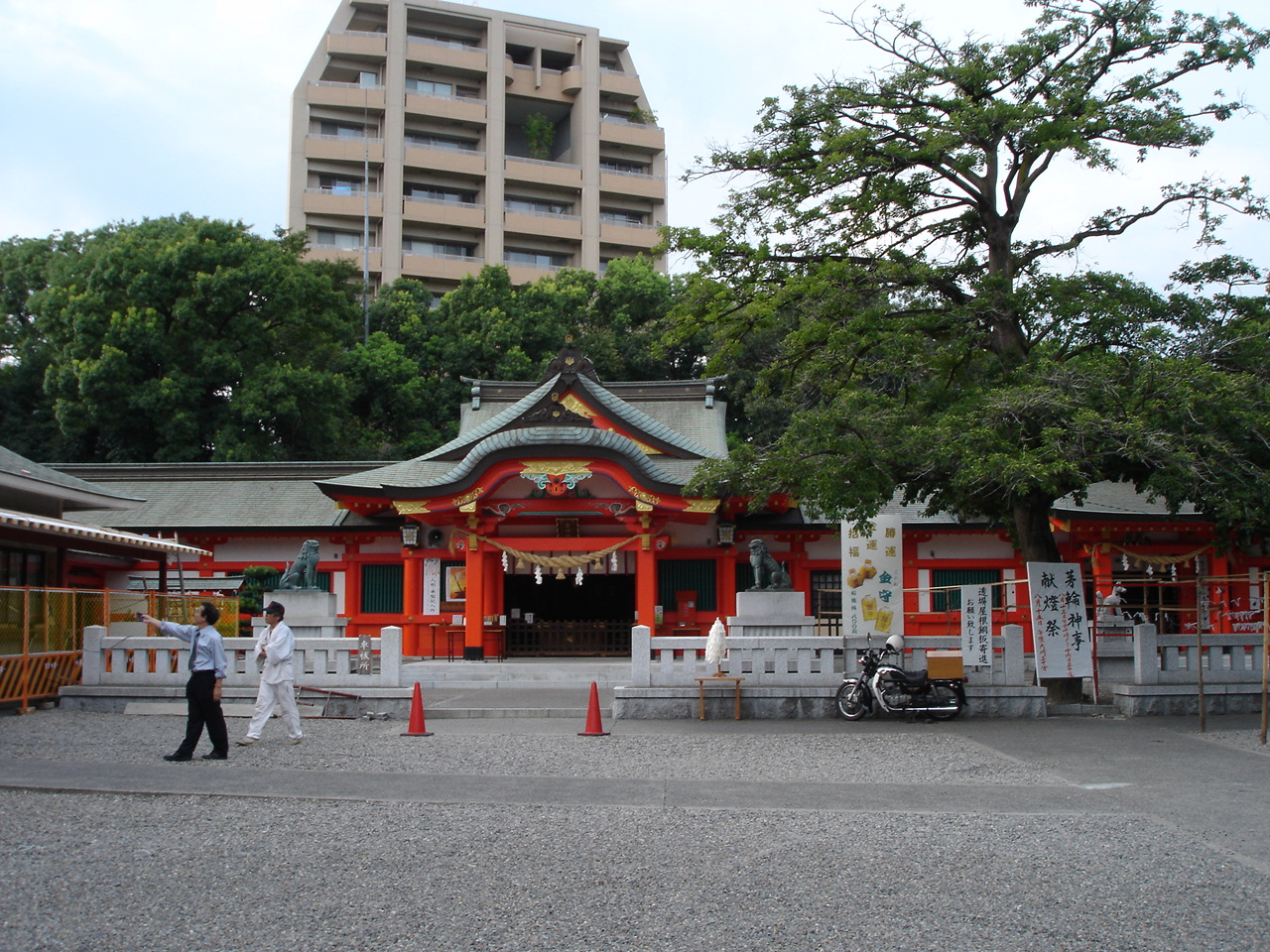
金神社（金町）
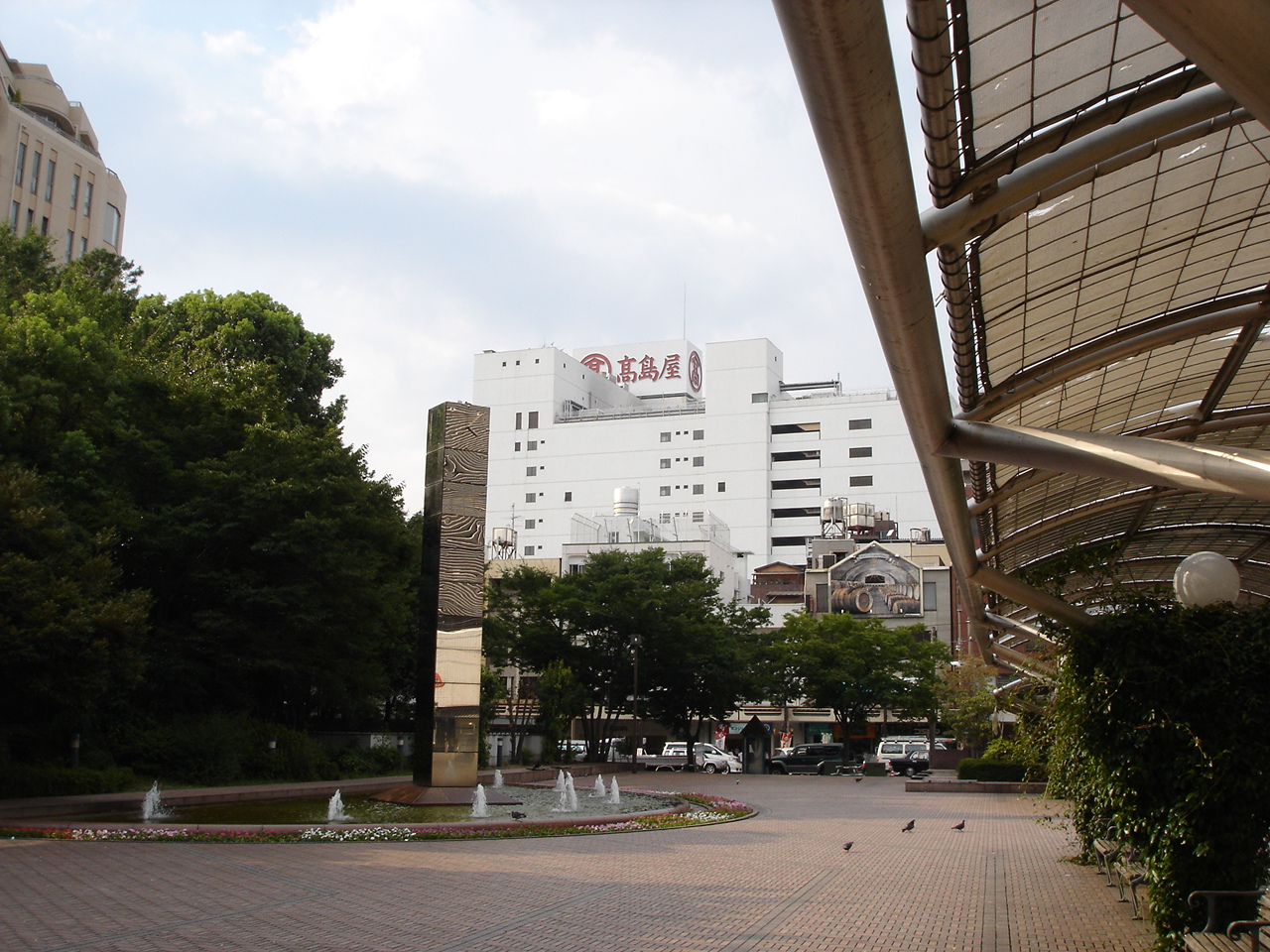
金公園（金町）
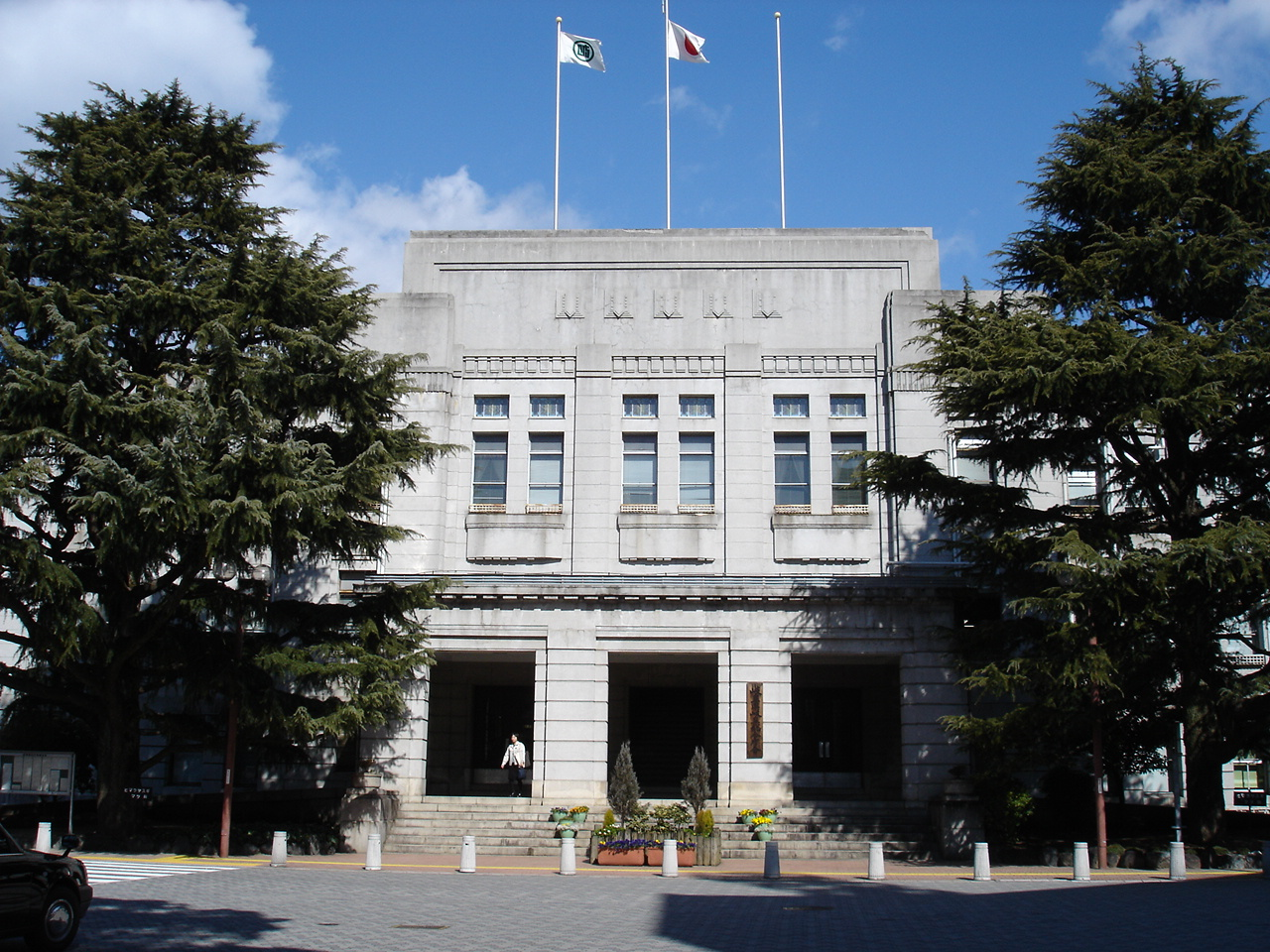
岐阜総合庁舎（司町）
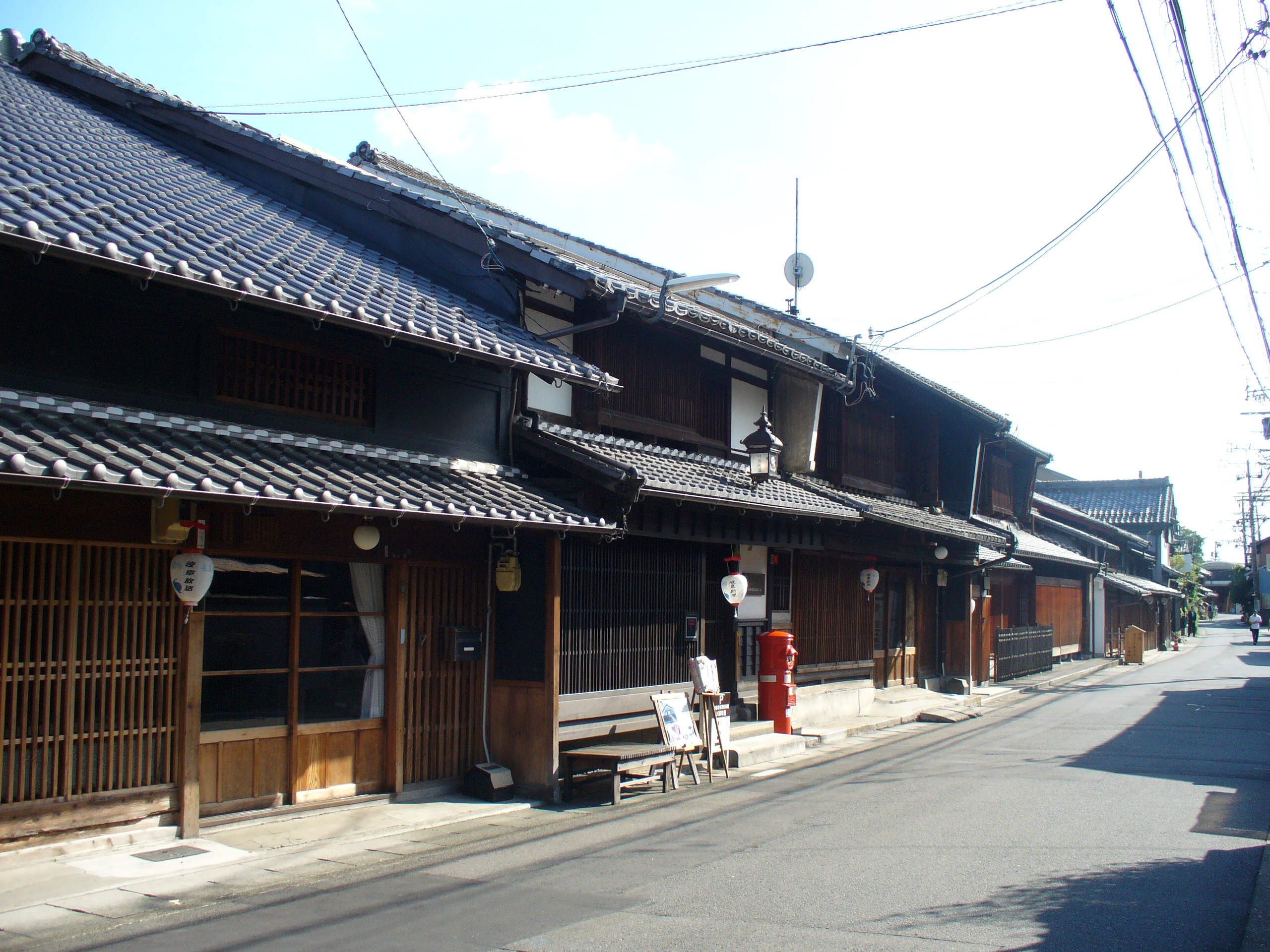
川原町界隈
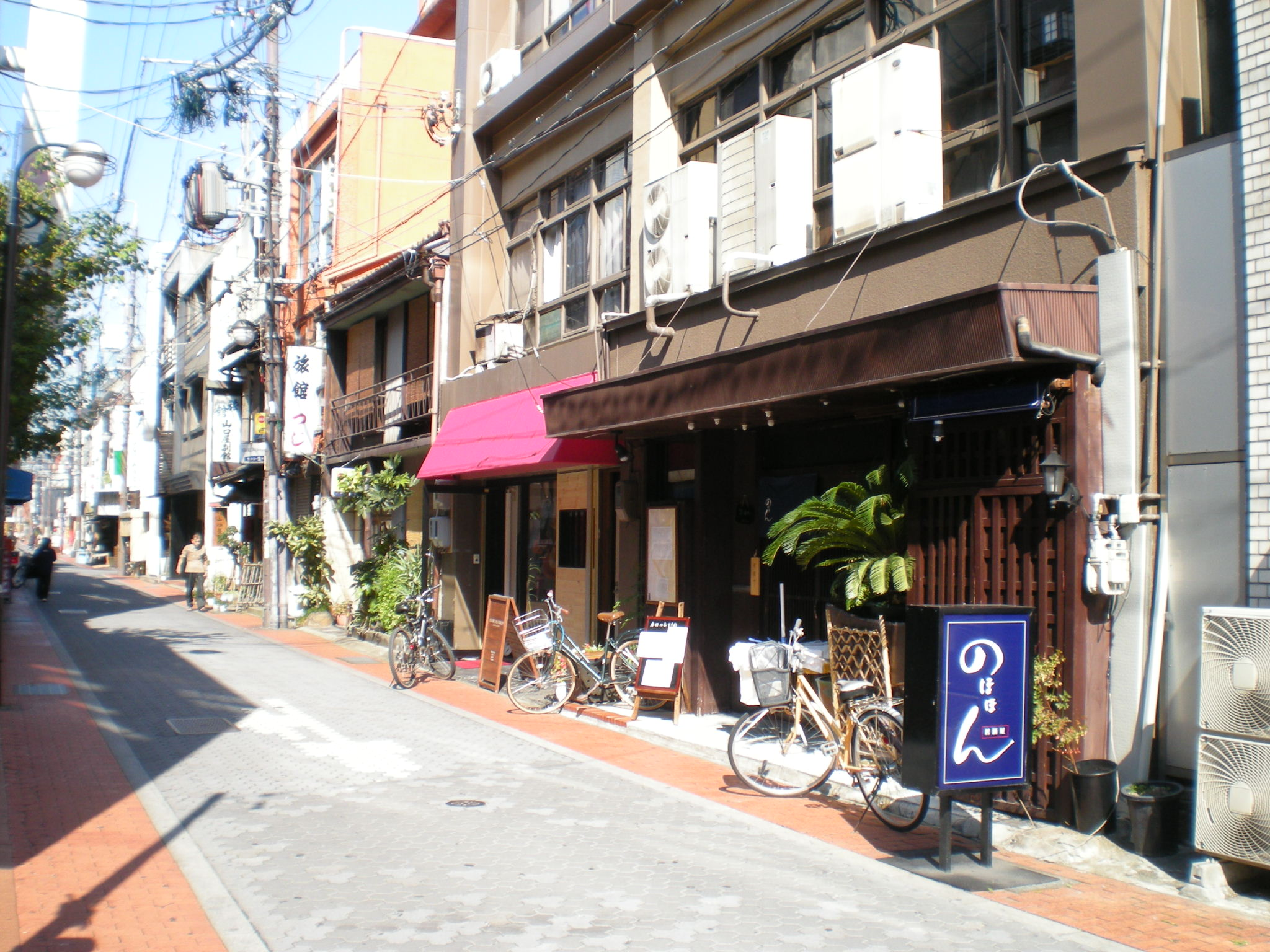
玉宮町界隈
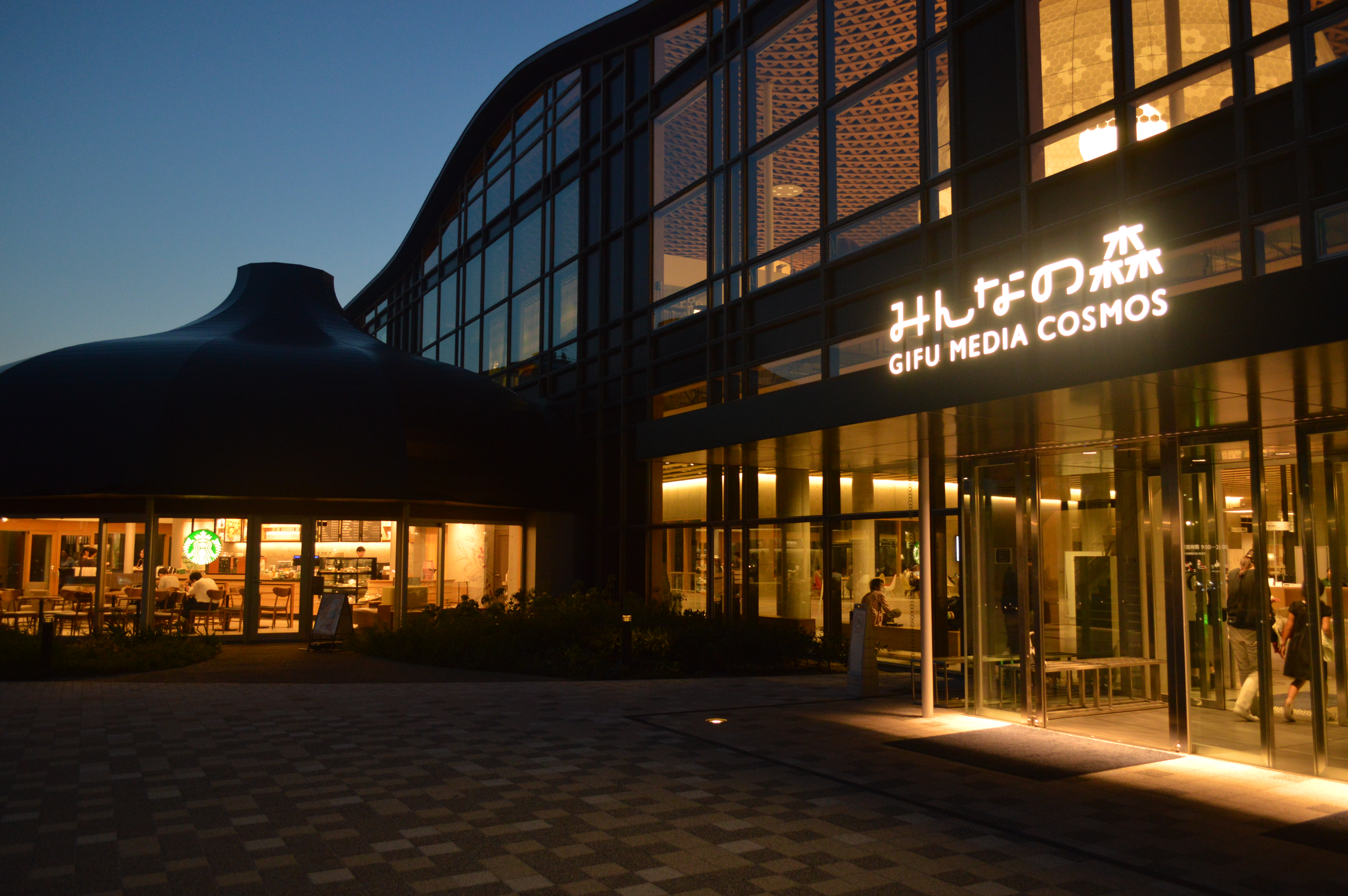
みんなの森 ぎふメディアコスモス
柳ヶ瀬商店街

#### 備考
- 市内中心部から4kmほど離れた鷺山地区は、第二次世界大戦終戦後の1948年ごろから市が復興市営住宅として整備したが、入居優先で地番や住所を整備しなかったため、同番地（1769-2番地）に250世帯400人以上が暮らしている。地区内では公的文書には使用出来ない6つの独自町名（通称町名）が存在していた。2019年2月4日、住居表示実施により隣接する地区を含め鷺山南に変更[11]。
- 鷺山1769の2独自（通称）町名[12]
  - 鷺山玉川町
  - 鷺山白鷺町
  - 鷺山向井町
  - 鷺山緑ヶ丘
  - 鷺山中洲

### 人口
岐阜市の人口は1980年代の約42万人をピークに、緩やかに減少傾向となっている。2022年の令和初期の東海三県の都市では名古屋市、豊田市に次いで3番目に人口が多い。
| |                                        |  |
| 岐阜市と全国の年齢別人口分布（2005年） | 岐阜市の年齢・男女別人口分布（2005年） |  |
| ■紫色 ― 岐阜市 ■緑色 ― 日本全国 | ■青色 ― 男性 ■赤色 ― 女性              |  |
| 岐阜市（に相当する地域）の人口の推移 \| 1970年（昭和45年） \| 394,813人 \| \| \| 1975年（昭和50年） \| 418,176人 \| \| \| 1980年（昭和55年） \| 420,231人 \| \| \| 1985年（昭和60年） \| 422,174人 \| \| \| 1990年（平成2年） \| 421,149人 \| \| \| 1995年（平成7年） \| 418,574人 \| \| \| 2000年（平成12年） \| 415,085人 \| \| \| 2005年（平成17年） \| 413,367人 \| \| \| 2010年（平成22年） \| 413,136人 \| \| \| 2015年（平成27年） \| 406,735人 \| \| \| 2020年（令和2年） \| 402,557人 \| \| |                                        |  |
| 総務省統計局 国勢調査より |                                        |  |
| 1970年（昭和45年） | 394,813人                              |  |
| 1975年（昭和50年） | 418,176人                              |  |
| 1980年（昭和55年） | 420,231人                              |  |
| 1985年（昭和60年） | 422,174人                              |  |
| 1990年（平成2年） | 421,149人                              |  |
| 1995年（平成7年） | 418,574人                              |  |
| 2000年（平成12年） | 415,085人                              |  |
| 2005年（平成17年） | 413,367人                              |  |
| 2010年（平成22年） | 413,136人                              |  |
| 2015年（平成27年） | 406,735人                              |  |
| 2020年（令和2年） | 402,557人                              |  |

### 隣接自治体
岐阜県
- 関市
- 山県市
- 本巣市
- 瑞穂市
- 羽島市

- 各務原市
- 大垣市
- 本巣郡：北方町
- 羽島郡：笠松町
- 羽島郡：岐南町

## 歴史

### 近代以前
弥生時代・古墳時代
琴塚古墳など弥生時代後期を代表する大規模な古墳が見られる。
飛鳥時代
老洞・朝倉須恵器窯跡など須恵器の製造が行われた窯跡が発見されるなど、窯業が盛んだったことが分かる。
戦国時代
「岐阜を制する者は、日本を制する」と言われるように、日本の中部に位置する岐阜は、日本を統一する人によって都合が良い立地の地域で、
200年以上、有力守護大名である七頭の土岐氏による支配下にあったが、家臣の斎藤道三が反乱を起こし、1542年に美濃国統一。稲葉山の山頂に稲葉山城を築城し、城下町「井ノ口」を整備。美濃国から全国統一への展望を思い描いた。
また同じころ、隣国尾張国で急成長する織田信長と斎藤道三の娘である濃姫が政略結婚し、周辺諸国の大名に対し、強力な軍事同盟を誇示した。
しかし、16世紀半ばとなると、斎藤義龍によるクーデターで斎藤道三は倒されたが、間もなく斎藤義龍も病死してしまい、斎藤氏は衰退する。
その機に乗じて、織田信長が美濃攻略に成功し、織田信長により支配される。
1567年に織田信長は仏教の僧侶と相談した後に、「井ノ口」の地名を、中国の伝説上の皇帝である炎帝が本拠としたとされる岐山と孔子の生誕地である曲阜から文字を取り「岐阜」と改名した。その際に稲葉山の名称も「金華山」と改名し今日に至る。
岐阜の経済はこのころ、織田信長の拡大する勢力の中心に位置していたため、大きく成長した。
また、商工業者・芸能者の営業販売の独占を行っていた「座」を撤廃して、市民が自由に経済活動のできる「楽市楽座」を実施。
ポルトガルのイエズス会宣教師ルイス・フロイスによると、当時の岐阜城下は「賑やかなバビロニア」と表現されるほど栄えた。
江戸時代

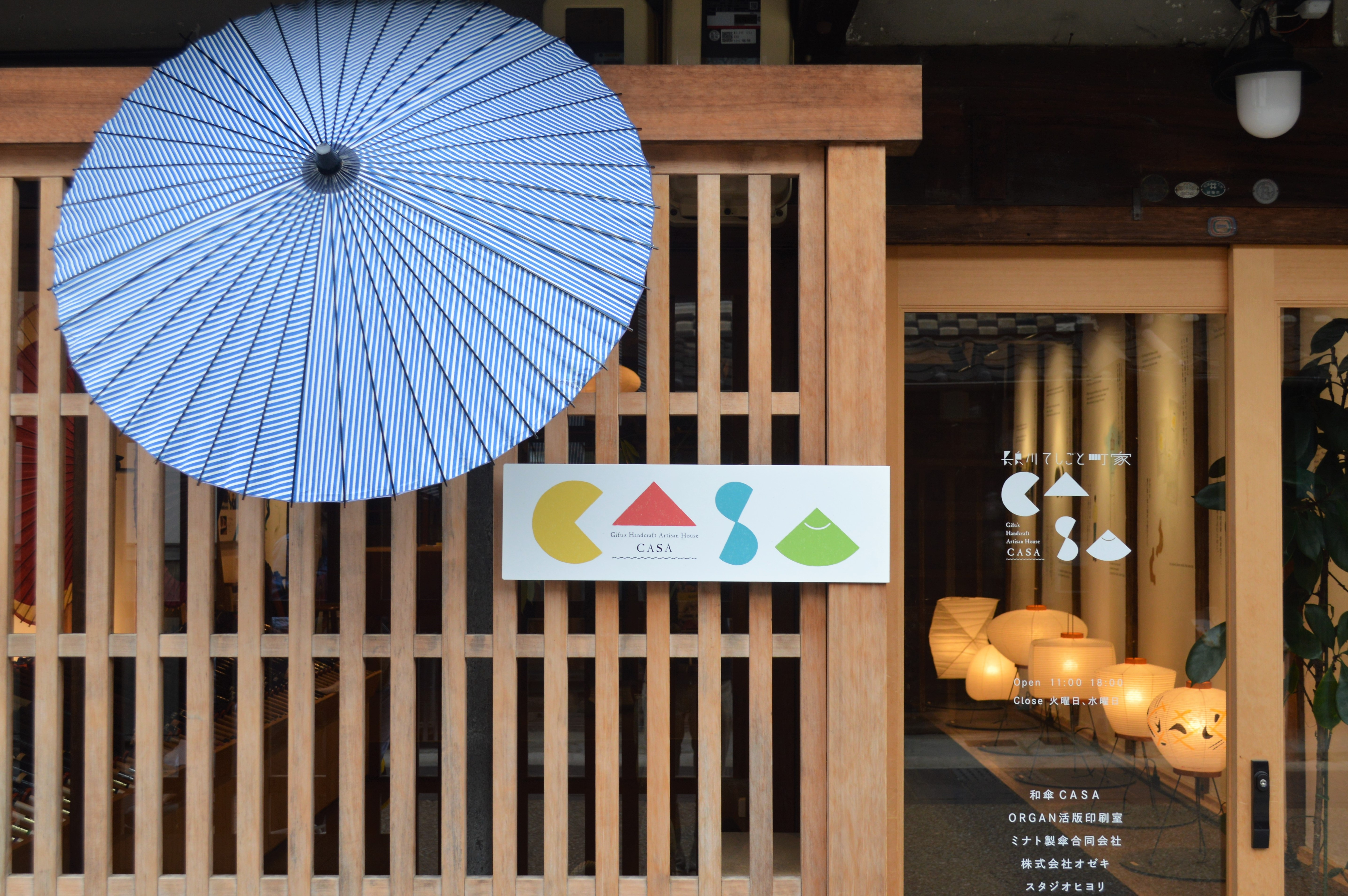
岐阜和傘の販売所

江戸時代になると、江戸幕府は江戸までの街道を整備し、五街道の1つである中山道が確立された。
一国一城令により岐阜城は廃城とされ、新たに築城された加納城の城下町に加納宿が設置し、美濃国最大の宿場町となり、岐阜和傘などの伝統工芸品が製造される。また、大河である長良川の手前にも河渡宿が設置され、川を渡る人々が往来や滞在をして繁栄した。

### 近代以降
明治時代・大正時代
- 1889年（明治22年）7月1日 - 市制施行。人口2万5,750人、面積10km2。
- 1891年（明治24年）10月28日 - 濃尾地震。死者245名、負傷者1,260名、家屋全半壊3,993戸、全半焼2,343戸。市域の約37%を焼失する。
- 1909年（明治42年）8月27日 - 岐阜市章制定。
- 1917年（大正6年） - 現住人口：53,781名[13]。

昭和時代
- 1936年（昭和11年）3月25日から5月15日まで岐阜公園と長良川畔で、戦前の国内では最後期の博覧会「躍進日本大博覧会」が開催された。
- 1945年（昭和20年）
  - 7月9日 - 岐阜空襲。死者863名、負傷者520名、焼失戸数2万426戸。
  - 9月27日 - 市内にアメリカ軍第25歩兵師団が進駐[14]。
- 1946年（昭和21年）
  - 7月25日 - 岐阜刑務所内で受刑者300人が食糧事情の改善などを求めて騒擾。7人が脱走し、4人が逮捕[15]。
  - 10月24日 - 昭和天皇が岐阜市役所などに行幸（昭和天皇の戦後巡幸の一環）[16]。
- 1957年（昭和32年）4月8日 - 昭和天皇、香淳皇后が市内に行幸啓。翌日にかけて岐阜県農事試験場などを視察[17]。
- 1966年（昭和41年）2月1日 - 新市庁舎（現在の本庁舎）が今沢町に完成。
- 1973年（昭和48年）
  - 3月27日 - 岐阜市民憲章制定。
  - 7月7日 - 柳ヶ瀬で大火。繁華街の110軒が全半焼[18]。
- 1978年（昭和53年）2月8日 - イタリアのフィレンツェ市と姉妹都市提携を結ぶ。
- 1979年（昭和54年）
  - 2月11日 - 中華人民共和国 浙江省の杭州市と友好都市提携を結ぶ。
  - 3月15日 - 市制90周年を記念し「岐阜市民の歌」を制定。
- 1982年（昭和57年）2月22日 - ブラジル サンパウロ州のカンピーナス市と姉妹都市提携を結ぶ。
- 1988年（昭和63年）5月11日 - アメリカ合衆国 オハイオ州のシンシナティ市と姉妹都市提携を結ぶ。
  - 7月8日から9月18日まで長良福光で、地方博の「ぎふ中部未来博」が開催された。来場者数は407万人。

平成時代
- 1994年（平成6年）3月22日 - オーストリアのウィーン市マイドリング区（12区）と姉妹都市提携を結ぶ。
- 1996年（平成8年）4月1日 - 中核市に指定される。
- 2007年（平成19年）5月28日 - カナダ オンタリオ州のサンダーベイ市と姉妹都市提携を結ぶ。
- 2015年（平成27年）7月18日 - みんなの森 ぎふメディアコスモス開館。
- 2017年（平成29年） - 『岐阜市信長公450プロジェクト』（織田信長の岐阜入城・岐阜命名450周年記念事業）を1年間にわたって開催[19]。

令和時代
- 2021年（令和3年）5月3日 - 岐阜市司町地内に新庁舎が開庁[20]。

### 行政区域の変遷
現在の市域はかつての方県郡、厚見郡の全域及び山県郡、各務郡、本巣郡、羽栗郡の一部にあたる。
- 1889年（明治22年）7月1日 - 厚見郡岐阜町[注釈 1]・小熊村・今泉村・稲束村・富茂登村および上加納村[注釈 2]の北半分が合併し市制施行する。
- 1903年（明治36年）4月1日 - 稲葉郡上加納村を編入。
- 1931年（昭和6年）4月1日 - 稲葉郡本荘村・日野村を編入。
- 1932年（昭和7年）7月1日 - 稲葉郡長良村を編入。
- 1934年（昭和9年）12月5日 - 稲葉郡島村を編入。
- 1935年（昭和10年）6月15日 - 稲葉郡三里村・鷺山村を編入。
- 1940年（昭和15年）
  - 2月11日 - 稲葉郡加納町・則武村を編入。
  - 7月1日 - 稲葉郡南長森村・北長森村・木田村・常磐村を編入。
- 1949年（昭和24年）7月1日 - 山県郡岩野田村を編入。
- 1950年（昭和25年）
  - 8月20日 - 稲葉郡黒野村・方県村・茜部村・鶉村・市橋村、本巣郡七郷村・西郷村を編入[21]。
  - 12月10日 - 稲葉郡岩村を編入[21]。
- 1955年（昭和30年）2月11日 - 稲葉郡鏡島村・厚見村を編入[21]。
- 1958年（昭和33年）4月1日 - 稲葉郡日置江村・芥見村を編入[21]。
- 1959年（昭和34年）4月1日 - 本巣郡合渡村を編入[21]。
- 1961年（昭和36年）4月1日 - 山県郡三輪村を編入[21]。
- 1963年（昭和38年）4月1日 - 本巣郡網代村を編入[21]。
- 1969年（昭和44年）2月1日 - 本巣郡本巣町（現・本巣市）大字外山の一部（伊洞地区）を編入[21]。
- 1974年（昭和49年）4月1日 - 羽島郡笠松町桜町、羽衣町の一部と境界変更[21]。
- 1989年（平成元年）6月1日 - 本巣郡北方町と境界変更。
- 1998年（平成10年）10月1日 - 武儀郡武芸川町（現・関市）との境界確定。
- 1999年（平成11年）9月1日 - 山県郡高富町（現・山県市）と境界変更。
- 2006年（平成18年）1月1日 - 羽島郡柳津町を編入[21]。

| 郡     | 明治以前   | 明治以前   | 明治初年 - 明治22年      | 明治22年 7月1日 町村制施行 | 明治22年 - 明治30年         | 明治30年 4月1日 | 明治30年 - 昭和20年          | 昭和21年 - 昭和40年                                | 昭和21年 - 昭和40年         | 昭和41年 - 明治64年         | 平成元年 - 現在             | 現在   |
| ------ | ---------- | ---------- | ------------------------ | -------------------------- | --------------------------- | --------------- | ---------------------------- | -------------------------------------------------- | --------------------------- | --------------------------- | --------------------------- | ------ |
| 本巣郡 | 木倉村     | 伊洞地区   | 明治7年9月 外山村        | 外山村                     | 外山村                      | 本巣郡 外山村   | 外山村                       | 昭和31年9月30日 本巣村                             | 昭和35年4月1日 町制 本巣町  | 昭和44年2月1日 岐阜市に編入 | 岐阜市                      | 岐阜市 |
| 本巣郡 | 奥村       | 奥村       | 奥村                     | 本巣郡 網代村              | 網代村                      | 本巣郡 網代村   | 網代村                       | 網代村                                             | 昭和38年4月1日 岐阜市に編入 | 岐阜市                      | 岐阜市                      | 岐阜市 |
| 本巣郡 | 西秋沢村   | 西秋沢村   | 西秋沢村                 | 本巣郡 網代村              | 網代村                      | 本巣郡 網代村   | 網代村                       | 網代村                                             | 昭和38年4月1日 岐阜市に編入 | 岐阜市                      | 岐阜市                      | 岐阜市 |
| 方県郡 | 秋沢村     | 秋沢村     | 秋沢村                   | 本巣郡 網代村              | 網代村                      | 本巣郡 網代村   | 網代村                       | 網代村                                             | 昭和38年4月1日 岐阜市に編入 | 岐阜市                      | 岐阜市                      | 岐阜市 |
| 方県郡 | 則松村     | 則松村     | 則松村                   | 本巣郡 網代村              | 網代村                      | 本巣郡 網代村   | 網代村                       | 網代村                                             | 昭和38年4月1日 岐阜市に編入 | 岐阜市                      | 岐阜市                      | 岐阜市 |
| 方県郡 | 雛倉村     | 雛倉村     | 雛倉村                   | 本巣郡 網代村              | 網代村                      | 本巣郡 網代村   | 網代村                       | 網代村                                             | 昭和38年4月1日 岐阜市に編入 | 岐阜市                      | 岐阜市                      | 岐阜市 |
| 方県郡 | 河渡村     | 河渡村     | 河渡村                   | 河渡村                     | 河渡村                      | 本巣郡 合渡村   | 合渡村                       | 合渡村                                             | 昭和34年4月1日 岐阜市に編入 | 岐阜市                      | 岐阜市                      | 岐阜市 |
| 方県郡 | 寺田村     | 寺田村     | 寺田村                   | 寺田村                     | 寺田村                      | 本巣郡 合渡村   | 合渡村                       | 合渡村                                             | 昭和34年4月1日 岐阜市に編入 | 岐阜市                      | 岐阜市                      | 岐阜市 |
| 方県郡 | 曽我屋村   | 曽我屋村   | 曽我屋村                 | 曽我屋村                   | 曽我屋村                    | 本巣郡 合渡村   | 合渡村                       | 合渡村                                             | 昭和34年4月1日 岐阜市に編入 | 岐阜市                      | 岐阜市                      | 岐阜市 |
| 方県郡 | 一日市場村 | 一日市場村 | 一日市場村               | 一日市場村                 | 一日市場村                  | 本巣郡 合渡村   | 合渡村                       | 合渡村                                             | 昭和34年4月1日 岐阜市に編入 | 岐阜市                      | 岐阜市                      | 岐阜市 |
| 山県郡 | 中屋村     | 中屋村     | 中屋村                   | 北春近村                   | 北春近村                    | 山県郡 春近村   | 春近村                       | 昭和31年4月1日 三輪村                              | 昭和36年4月1日 岐阜市に編入 | 岐阜市                      | 岐阜市                      | 岐阜市 |
| 山県郡 | 茂地村     | 茂地村     | 茂地村                   | 北春近村                   | 北春近村                    | 山県郡 春近村   | 春近村                       | 昭和31年4月1日 三輪村                              | 昭和36年4月1日 岐阜市に編入 | 岐阜市                      | 岐阜市                      | 岐阜市 |
| 山県郡 | 古市場村   | 古市場村   | 古市場村                 | 北春近村                   | 北春近村                    | 山県郡 春近村   | 春近村                       | 昭和31年4月1日 三輪村                              | 昭和36年4月1日 岐阜市に編入 | 岐阜市                      | 岐阜市                      | 岐阜市 |
| 山県郡 | 森村       | 森村       | 森村                     | 南春近村                   | 南春近村                    | 山県郡 春近村   | 春近村                       | 昭和31年4月1日 三輪村                              | 昭和36年4月1日 岐阜市に編入 | 岐阜市                      | 岐阜市                      | 岐阜市 |
| 山県郡 | 世保村     | 世保村     | 世保村                   | 南春近村                   | 南春近村                    | 山県郡 春近村   | 春近村                       | 昭和31年4月1日 三輪村                              | 昭和36年4月1日 岐阜市に編入 | 岐阜市                      | 岐阜市                      | 岐阜市 |
| 山県郡 | 溝口村     | 溝口村     | 溝口村                   | 南春近村                   | 南春近村                    | 山県郡 春近村   | 春近村                       | 昭和31年4月1日 三輪村                              | 昭和36年4月1日 岐阜市に編入 | 岐阜市                      | 岐阜市                      | 岐阜市 |
| 山県郡 | 北野村     | 北野村     | 北野村                   | 山県村                     | 山県村                      | 山県郡 山県村   | 山県村                       | 昭和31年4月1日 三輪村                              | 昭和36年4月1日 岐阜市に編入 | 岐阜市                      | 岐阜市                      | 岐阜市 |
| 山県郡 | 門屋村     | 門屋村     | 門屋村                   | 山県村                     | 山県村                      | 山県郡 山県村   | 山県村                       | 昭和31年4月1日 三輪村                              | 昭和36年4月1日 岐阜市に編入 | 岐阜市                      | 岐阜市                      | 岐阜市 |
| 山県郡 | 岩村       | 岩村       | 岩村                     | 山県村                     | 山県村                      | 山県郡 山県村   | 山県村                       | 昭和31年4月1日 三輪村                              | 昭和36年4月1日 岐阜市に編入 | 岐阜市                      | 岐阜市                      | 岐阜市 |
| 山県郡 | 三輪村     | 三輪村     | 明治8年10月 三輪村       | 山県村                     | 山県村                      | 山県郡 山県村   | 山県村                       | 昭和31年4月1日 三輪村                              | 昭和36年4月1日 岐阜市に編入 | 岐阜市                      | 岐阜市                      | 岐阜市 |
| 山県郡 | 宮上村     |            | 明治8年10月 三輪村       | 山県村                     | 山県村                      | 山県郡 山県村   | 山県村                       | 昭和31年4月1日 三輪村                              | 昭和36年4月1日 岐阜市に編入 | 岐阜市                      | 岐阜市                      | 岐阜市 |
| 山県郡 | 福富村     | 福富村     | 福富村                   | 厳美村                     | 厳美村                      | 山県郡 厳美村   | 厳美村                       | 昭和31年4月1日 三輪村                              | 昭和36年4月1日 岐阜市に編入 | 岐阜市                      | 岐阜市                      | 岐阜市 |
| 山県郡 | 岩井村     | 岩井村     | 岩井村                   | 厳美村                     | 厳美村                      | 山県郡 厳美村   | 厳美村                       | 昭和31年4月1日 三輪村                              | 昭和36年4月1日 岐阜市に編入 | 岐阜市                      | 岐阜市                      | 岐阜市 |
| 山県郡 | 加野村     | 加野村     | 加野村                   | 厳美村                     | 厳美村                      | 山県郡 厳美村   | 厳美村                       | 昭和31年4月1日 三輪村                              | 昭和36年4月1日 岐阜市に編入 | 岐阜市                      | 岐阜市                      | 岐阜市 |
| 山県郡 | 石原村     | 石原村     | 石原村                   | 厳美村                     | 厳美村                      | 山県郡 厳美村   | 厳美村                       | 昭和31年4月1日 芥見村に編入                        | 昭和33年4月1日 岐阜市に編入 | 岐阜市                      | 岐阜市                      | 岐阜市 |
| 山県郡 | 太郎丸村   | 太郎丸村   | 太郎丸村                 | 厳美村                     | 厳美村                      | 山県郡 厳美村   | 厳美村                       | 昭和31年4月1日 芥見村に編入                        | 昭和33年4月1日 岐阜市に編入 | 岐阜市                      | 岐阜市                      | 岐阜市 |
| 各務郡 | 芥見村     | [ 注釈 4 ] | 芥見村                   | 芥見村                     | 芥見村                      | 芥見村          | 芥見村                       | 芥見村                                             | 昭和33年4月1日 岐阜市に編入 | 岐阜市                      | 岐阜市                      | 岐阜市 |
| 各務郡 | 大洞村     | 大洞村     | 大洞村                   | 大洞村                     | 大洞村                      | 芥見村          | 芥見村                       | 芥見村                                             | 昭和33年4月1日 岐阜市に編入 | 岐阜市                      | 岐阜市                      | 岐阜市 |
| 各務郡 | 岩田村     | 岩田村     | 岩田村                   | 岩田村                     | 岩田村                      | 岩村            | 岩村                         | 昭和25年12月10日 岐阜市に編入                      | 岐阜市                      | 岐阜市                      | 岐阜市                      | 岐阜市 |
| 各務郡 | 岩滝村     | 岩滝村     | 岩滝村                   | 岩滝村                     | 岩滝村                      | 岩村            | 岩村                         | 昭和25年12月10日 岐阜市に編入                      | 岐阜市                      | 岐阜市                      | 岐阜市                      | 岐阜市 |
| 方県郡 | 上尻毛村   | 上尻毛村   | 上尻毛村                 | 七郷村                     | 七郷村                      | 本巣郡 七郷村   | 七郷村                       | 昭和25年8月20日 岐阜市に編入                       | 岐阜市                      | 岐阜市                      | 岐阜市                      | 岐阜市 |
| 方県郡 | 川部村     | 川部村     | 川部村                   | 七郷村                     | 七郷村                      | 本巣郡 七郷村   | 七郷村                       | 昭和25年8月20日 岐阜市に編入                       | 岐阜市                      | 岐阜市                      | 岐阜市                      | 岐阜市 |
| 方県郡 | 又丸村     | 又丸村     | 又丸村                   | 七郷村                     | 七郷村                      | 本巣郡 七郷村   | 七郷村                       | 昭和25年8月20日 岐阜市に編入                       | 岐阜市                      | 岐阜市                      | 岐阜市                      | 岐阜市 |
| 方県郡 | 東改田村   | 東改田村   | 東改田村                 | 七郷村                     | 七郷村                      | 本巣郡 七郷村   | 七郷村                       | 昭和25年8月20日 岐阜市に編入                       | 岐阜市                      | 岐阜市                      | 岐阜市                      | 岐阜市 |
| 方県郡 | 西改田村   | 西改田村   | 西改田村                 | 七郷村                     | 七郷村                      | 本巣郡 七郷村   | 七郷村                       | 昭和25年8月20日 岐阜市に編入                       | 岐阜市                      | 岐阜市                      | 岐阜市                      | 岐阜市 |
| 方県郡 | 小西郷村   | 小西郷村   | 小西郷村                 | 七郷村                     | 七郷村                      | 本巣郡 七郷村   | 七郷村                       | 昭和25年8月20日 岐阜市に編入                       | 岐阜市                      | 岐阜市                      | 岐阜市                      | 岐阜市 |
| 方県郡 | 下西郷村   | 下西郷村   | 下西郷村                 | 七郷村                     | 七郷村                      | 本巣郡 西郷村   | 西郷村                       | 昭和25年8月20日 岐阜市に編入                       | 岐阜市                      | 岐阜市                      | 岐阜市                      | 岐阜市 |
| 方県郡 | 中西郷村   | 中西郷村   | 中西郷村                 | 中西郷村                   | 中西郷村                    | 本巣郡 西郷村   | 西郷村                       | 昭和25年8月20日 岐阜市に編入                       | 岐阜市                      | 岐阜市                      | 岐阜市                      | 岐阜市 |
| 方県郡 | 上西郷村   | 上西郷村   | 上西郷村                 | 上西郷村                   | 上西郷村                    | 本巣郡 西郷村   | 西郷村                       | 昭和25年8月20日 岐阜市に編入                       | 岐阜市                      | 岐阜市                      | 岐阜市                      | 岐阜市 |
| 方県郡 | 小野村     | 小野村     | 小野村                   | 小野村                     | 小野村                      | 本巣郡 西郷村   | 西郷村                       | 昭和25年8月20日 岐阜市に編入                       | 岐阜市                      | 岐阜市                      | 岐阜市                      | 岐阜市 |
| 方県郡 | 中村       | 中村       | 中村                     | 中村                       | 中村                        | 本巣郡 西郷村   | 西郷村                       | 昭和25年8月20日 岐阜市に編入                       | 岐阜市                      | 岐阜市                      | 岐阜市                      | 岐阜市 |
| 方県郡 | 黒野村     | 黒野村     | 黒野村                   | 黒野村                     | 黒野村                      | 鵜飼村          | 明治31年9月 改称 黒野村      | 昭和25年8月20日 岐阜市に編入                       | 岐阜市                      | 岐阜市                      | 岐阜市                      | 岐阜市 |
| 方県郡 | 下鵜飼村   | 下鵜飼村   | 下鵜飼村                 | 下鵜飼村                   | 下鵜飼村                    | 鵜飼村          | 明治31年9月 改称 黒野村      | 昭和25年8月20日 岐阜市に編入                       | 岐阜市                      | 岐阜市                      | 岐阜市                      | 岐阜市 |
| 方県郡 | 御望村     | 御望村     | 御望村                   | 御望村                     | 御望村                      | 鵜飼村          | 明治31年9月 改称 黒野村      | 昭和25年8月20日 岐阜市に編入                       | 岐阜市                      | 岐阜市                      | 岐阜市                      | 岐阜市 |
| 方県郡 | 洞村       | 洞村       | 洞村                     | 洞村                       | 洞村                        | 鵜飼村          | 明治31年9月 改称 黒野村      | 昭和25年8月20日 岐阜市に編入                       | 岐阜市                      | 岐阜市                      | 岐阜市                      | 岐阜市 |
| 方県郡 | 交人村     | 交人村     | 交人村                   | 交人村                     | 交人村                      | 鵜飼村          | 明治31年9月 改称 黒野村      | 昭和25年8月20日 岐阜市に編入                       | 岐阜市                      | 岐阜市                      | 岐阜市                      | 岐阜市 |
| 方県郡 | 折立村     | 折立村     | 折立村                   | 折立村                     | 折立村                      | 鵜飼村          | 明治31年9月 改称 黒野村      | 昭和25年8月20日 岐阜市に編入                       | 岐阜市                      | 岐阜市                      | 岐阜市                      | 岐阜市 |
| 方県郡 | 今川村     | 今川村     | 今川村                   | 今川村                     | 今川村                      | 鵜飼村          | 明治31年9月 改称 黒野村      | 昭和25年8月20日 岐阜市に編入                       | 岐阜市                      | 岐阜市                      | 岐阜市                      | 岐阜市 |
| 方県郡 | 古市場村   | 古市場村   | 古市場村                 | 古市場村                   | 古市場村                    | 鵜飼村          | 明治31年9月 改称 黒野村      | 昭和25年8月20日 岐阜市に編入                       | 岐阜市                      | 岐阜市                      | 岐阜市                      | 岐阜市 |
| 方県郡 | 芦敷村     | 芦敷村     | 明治8年6月 安食村        | 安食村                     | 安食村                      | 方県村          | 方県村                       | 昭和25年8月20日 岐阜市に編入                       | 岐阜市                      | 岐阜市                      | 岐阜市                      | 岐阜市 |
| 方県郡 | 村山村     |            | 明治8年6月 安食村        | 安食村                     | 安食村                      | 方県村          | 方県村                       | 昭和25年8月20日 岐阜市に編入                       | 岐阜市                      | 岐阜市                      | 岐阜市                      | 岐阜市 |
| 方県郡 | 彦坂村     | 彦坂村     | 彦坂村                   | 彦坂村                     | 彦坂村                      | 方県村          | 方県村                       | 昭和25年8月20日 岐阜市に編入                       | 岐阜市                      | 岐阜市                      | 岐阜市                      | 岐阜市 |
| 方県郡 | 佐野村     | 佐野村     | 佐野村                   | 佐野村                     | 佐野村                      | 方県村          | 方県村                       | 昭和25年8月20日 岐阜市に編入                       | 岐阜市                      | 岐阜市                      | 岐阜市                      | 岐阜市 |
| 方県郡 | 石谷村     | 石谷村     | 石谷村                   | 石谷村                     | 石谷村                      | 方県村          | 方県村                       | 昭和25年8月20日 岐阜市に編入                       | 岐阜市                      | 岐阜市                      | 岐阜市                      | 岐阜市 |
| 方県郡 | 岩利村     | 岩利村     | 岩利村                   | 岩利村                     | 岩利村                      | 方県村          | 方県村                       | 昭和25年8月20日 岐阜市に編入                       | 岐阜市                      | 岐阜市                      | 岐阜市                      | 岐阜市 |
| 方県郡 | 岩崎村     | 岩崎村     | 岩崎村                   | 岩崎村                     | 岩崎村                      | 山県郡 岩野田村 | 岩野田村                     | 昭和24年7月1日 岐阜市に編入                        | 岐阜市                      | 岐阜市                      | 岐阜市                      | 岐阜市 |
| 方県郡 | 三田洞村   | 三田洞村   | 三田洞村                 | 三田洞村                   | 三田洞村                    | 山県郡 岩野田村 | 岩野田村                     | 昭和24年7月1日 岐阜市に編入                        | 岐阜市                      | 岐阜市                      | 岐阜市                      | 岐阜市 |
| 方県郡 | 東粟野村   | 東粟野村   | 明治8年1月 粟野村        | 粟野村                     | 粟野村                      | 山県郡 岩野田村 | 岩野田村                     | 昭和24年7月1日 岐阜市に編入                        | 岐阜市                      | 岐阜市                      | 岐阜市                      | 岐阜市 |
| 方県郡 | 西粟野村   |            | 明治8年1月 粟野村        | 粟野村                     | 粟野村                      | 山県郡 岩野田村 | 岩野田村                     | 昭和24年7月1日 岐阜市に編入                        | 岐阜市                      | 岐阜市                      | 岐阜市                      | 岐阜市 |
| 方県郡 | 木田村     | 木田村     | 木田村                   | 木田村                     | 木田村                      | 木田村          | 昭和15年6月1日 岐阜市に編入  | 岐阜市                                             | 岐阜市                      | 岐阜市                      | 岐阜市                      | 岐阜市 |
| 方県郡 | 下尻毛村   | 下尻毛村   | 下尻毛村                 | 下尻毛村                   | 下尻毛村                    | 木田村          | 昭和15年6月1日 岐阜市に編入  | 岐阜市                                             | 岐阜市                      | 岐阜市                      | 岐阜市                      | 岐阜市 |
| 方県郡 | 打越村     | 打越村     | 打越村                   | 打越村                     | 打越村                      | 常磐村          | 昭和15年6月1日 岐阜市に編入  | 岐阜市                                             | 岐阜市                      | 岐阜市                      | 岐阜市                      | 岐阜市 |
| 方県郡 | 上城田寺村 | 上城田寺村 | 明治8年1月 城田寺村      | 城田寺村                   | 城田寺村                    | 常磐村          | 昭和15年6月1日 岐阜市に編入  | 岐阜市                                             | 岐阜市                      | 岐阜市                      | 岐阜市                      | 岐阜市 |
| 方県郡 | 下城田寺村 |            | 明治8年1月 城田寺村      | 城田寺村                   | 城田寺村                    | 常磐村          | 昭和15年6月1日 岐阜市に編入  | 岐阜市                                             | 岐阜市                      | 岐阜市                      | 岐阜市                      | 岐阜市 |
| 方県郡 | 上土居村   | 上土居村   | 上土居村                 | 上土居村                   | 上土居村                    | 常磐村          | 昭和15年6月1日 岐阜市に編入  | 岐阜市                                             | 岐阜市                      | 岐阜市                      | 岐阜市                      | 岐阜市 |
| 方県郡 | 椿洞村     | 椿洞村     | 椿洞村                   | 椿洞村                     | 椿洞村                      | 常磐村          | 昭和15年6月1日 岐阜市に編入  | 岐阜市                                             | 岐阜市                      | 岐阜市                      | 岐阜市                      | 岐阜市 |
| 方県郡 | 則武村     | 則武村     | 則武村                   | 則武村                     | 則武村                      | 則武村          | 昭和15年2月11日 岐阜市に編入 | 岐阜市                                             | 岐阜市                      | 岐阜市                      | 岐阜市                      | 岐阜市 |
| 方県郡 | 鷺山村     | 鷺山村     | 鷺山村                   | 鷺山村                     | 鷺山村                      | 鷺山村          | 昭和10年6月15日 岐阜市に編入 | 岐阜市                                             | 岐阜市                      | 岐阜市                      | 岐阜市                      | 岐阜市 |
| 方県郡 | 正木村     | 正木村     | 正木村                   | 正木村                     | 正木村                      | 鷺山村          | 昭和10年6月15日 岐阜市に編入 | 岐阜市                                             | 岐阜市                      | 岐阜市                      | 岐阜市                      | 岐阜市 |
| 方県郡 | 下土居村   | 下土居村   | 下土居村                 | 下土居村                   | 下土居村                    | 鷺山村          | 昭和10年6月15日 岐阜市に編入 | 岐阜市                                             | 岐阜市                      | 岐阜市                      | 岐阜市                      | 岐阜市 |
| 方県郡 | 上福光村   | 上福光村   | 明治8年6月 長良村        | 長良村                     | 長良村                      | 長良村          | 昭和7年7月1日 岐阜市に編入   | 岐阜市                                             | 岐阜市                      | 岐阜市                      | 岐阜市                      | 岐阜市 |
| 方県郡 | 真福寺村   |            | 明治8年6月 長良村        | 長良村                     | 長良村                      | 長良村          | 昭和7年7月1日 岐阜市に編入   | 岐阜市                                             | 岐阜市                      | 岐阜市                      | 岐阜市                      | 岐阜市 |
| 方県郡 | 中福光村   | 中福光村   | 福光村                   | 福光村                     | 福光村                      | 長良村          | 昭和7年7月1日 岐阜市に編入   | 岐阜市                                             | 岐阜市                      | 岐阜市                      | 岐阜市                      | 岐阜市 |
| 方県郡 | 雄総村     | 雄総村     | 雄総村                   | 雄総村                     | 雄総村                      | 長良村          | 昭和7年7月1日 岐阜市に編入   | 岐阜市                                             | 岐阜市                      | 岐阜市                      | 岐阜市                      | 岐阜市 |
| 方県郡 | 志段見村   | 志段見村   | 志段見村                 | 志段見村                   | 志段見村                    | 長良村          | 昭和7年7月1日 岐阜市に編入   | 岐阜市                                             | 岐阜市                      | 岐阜市                      | 岐阜市                      | 岐阜市 |
| 厚見郡 | 古津村     | 古津村     | 古津村                   | 方県郡 古津村              | 古津村                      | 長良村          | 昭和7年7月1日 岐阜市に編入   | 岐阜市                                             | 岐阜市                      | 岐阜市                      | 岐阜市                      | 岐阜市 |
| 厚見郡 | 加納町     | [ 注釈 5 ] | 加納町                   | 東加納町                   | 東加納町                    | 加納町          | 昭和15年2月11日 岐阜市に編入 | 岐阜市                                             | 岐阜市                      | 岐阜市                      | 岐阜市                      | 岐阜市 |
| 厚見郡 | 加納町     | [ 注釈 6 ] | 加納町                   | 西加納町                   | 西加納町                    | 加納町          | 昭和15年2月11日 岐阜市に編入 | 岐阜市                                             | 岐阜市                      | 岐阜市                      | 岐阜市                      | 岐阜市 |
| 厚見郡 | 下加納村   | 下加納村   | 下加納村                 | 下加納村                   | 下加納村                    | 加納町          | 昭和15年2月11日 岐阜市に編入 | 岐阜市                                             | 岐阜市                      | 岐阜市                      | 岐阜市                      | 岐阜市 |
| 厚見郡 | 上加納村   | [ 注釈 7 ] | 上加納村                 | 上加納村                   | 上加納村                    | 上加納村        | 明治36年4月1日 岐阜市に編入  | 岐阜市                                             | 岐阜市                      | 岐阜市                      | 岐阜市                      | 岐阜市 |
| 厚見郡 | 上加納村   | [ 注釈 2 ] | 上加納村                 | 岐阜市                     | 岐阜市                      | 岐阜市          | 岐阜市                       | 岐阜市                                             | 岐阜市                      | 岐阜市                      | 岐阜市                      | 岐阜市 |
| 厚見郡 | 岐阜町     | 岐阜町     | 岐阜町                   | 岐阜市                     | 岐阜市                      | 岐阜市          | 岐阜市                       | 岐阜市                                             | 岐阜市                      | 岐阜市                      | 岐阜市                      | 岐阜市 |
| 厚見郡 | 小熊村     | 小熊村     | 小熊村                   | 岐阜市                     | 岐阜市                      | 岐阜市          | 岐阜市                       | 岐阜市                                             | 岐阜市                      | 岐阜市                      | 岐阜市                      | 岐阜市 |
| 厚見郡 | 今泉村     | 今泉村     | 今泉村                   | 岐阜市                     | 岐阜市                      | 岐阜市          | 岐阜市                       | 岐阜市                                             | 岐阜市                      | 岐阜市                      | 岐阜市                      | 岐阜市 |
| 厚見郡 | 古屋敷新田 | 古屋敷新田 | 明治8年1月 稲束村        | 岐阜市                     | 岐阜市                      | 岐阜市          | 岐阜市                       | 岐阜市                                             | 岐阜市                      | 岐阜市                      | 岐阜市                      | 岐阜市 |
| 厚見郡 | 中河原新田 |            | 明治8年1月 稲束村        | 岐阜市                     | 岐阜市                      | 岐阜市          | 岐阜市                       | 岐阜市                                             | 岐阜市                      | 岐阜市                      | 岐阜市                      | 岐阜市 |
| 厚見郡 | 忠節村     | 忠節村     | 明治8年1月 富茂登村      | 岐阜市                     | 岐阜市                      | 岐阜市          | 岐阜市                       | 岐阜市                                             | 岐阜市                      | 岐阜市                      | 岐阜市                      | 岐阜市 |
| 厚見郡 | 明屋敷村   |            | 明治8年1月 富茂登村      | 岐阜市                     | 岐阜市                      | 岐阜市          | 岐阜市                       | 岐阜市                                             | 岐阜市                      | 岐阜市                      | 岐阜市                      | 岐阜市 |
| 厚見郡 | 日野村     | 日野村     | 明治7年9月 日野村        | 日野村                     | 日野村                      | 日野村          | 昭和6年4月1日 岐阜市に編入   | 岐阜市                                             | 岐阜市                      | 岐阜市                      | 岐阜市                      | 岐阜市 |
| 厚見郡 | 日野新田   |            | 明治7年9月 日野村        | 日野村                     | 日野村                      | 日野村          | 昭和6年4月1日 岐阜市に編入   | 岐阜市                                             | 岐阜市                      | 岐阜市                      | 岐阜市                      | 岐阜市 |
| 厚見郡 | 鳥屋村     | 鳥屋村     | 鳥屋村                   | 鳥屋村                     | 明治23年3月24日 改称 本荘村 | 本荘村          | 昭和6年4月1日 岐阜市に編入   | 岐阜市                                             | 岐阜市                      | 岐阜市                      | 岐阜市                      | 岐阜市 |
| 厚見郡 | 近島村     | 近島村     | 近島村                   | 近島村                     | 近島村                      | 島村            | 昭和9年12月5日 岐阜市に編入  | 岐阜市                                             | 岐阜市                      | 岐阜市                      | 岐阜市                      | 岐阜市 |
| 厚見郡 | 東島村     | 東島村     | 東島村                   | 東島村                     | 東島村                      | 島村            | 昭和9年12月5日 岐阜市に編入  | 岐阜市                                             | 岐阜市                      | 岐阜市                      | 岐阜市                      | 岐阜市 |
| 厚見郡 | 北島村     | 北島村     | 北島村                   | 北島村                     | 北島村                      | 島村            | 昭和9年12月5日 岐阜市に編入  | 岐阜市                                             | 岐阜市                      | 岐阜市                      | 岐阜市                      | 岐阜市 |
| 厚見郡 | 菅生村     | 菅生村     | 菅生村                   | 菅生村                     | 菅生村                      | 島村            | 昭和9年12月5日 岐阜市に編入  | 岐阜市                                             | 岐阜市                      | 岐阜市                      | 岐阜市                      | 岐阜市 |
| 厚見郡 | 西島村     | 西島村     | 西島村                   | 菅生村                     | 菅生村                      | 島村            | 昭和9年12月5日 岐阜市に編入  | 岐阜市                                             | 岐阜市                      | 岐阜市                      | 岐阜市                      | 岐阜市 |
| 厚見郡 | 江口村     | 江口村     | 江口村                   | 江口村                     | 江口村                      | 島村            | 昭和9年12月5日 岐阜市に編入  | 岐阜市                                             | 岐阜市                      | 岐阜市                      | 岐阜市                      | 岐阜市 |
| 厚見郡 | 萱場村     | 萱場村     | 萱場村                   | 萱場村                     | 萱場村                      | 島村            | 昭和9年12月5日 岐阜市に編入  | 岐阜市                                             | 岐阜市                      | 岐阜市                      | 岐阜市                      | 岐阜市 |
| 厚見郡 | 池ノ上村   | 池ノ上村   | 池ノ上村                 | 池ノ上村                   | 池ノ上村                    | 島村            | 昭和9年12月5日 岐阜市に編入  | 岐阜市                                             | 岐阜市                      | 岐阜市                      | 岐阜市                      | 岐阜市 |
| 厚見郡 | 早田村     | 早田村     | 早田村                   | 早田村                     | 早田村                      | 島村            | 昭和9年12月5日 岐阜市に編入  | 岐阜市                                             | 岐阜市                      | 岐阜市                      | 岐阜市                      | 岐阜市 |
| 厚見郡 | 旦ノ島村   | 旦ノ島村   | 旦ノ島村                 | 旦ノ島村                   | 旦ノ島村                    | 島村            | 昭和9年12月5日 岐阜市に編入  | 岐阜市                                             | 岐阜市                      | 岐阜市                      | 岐阜市                      | 岐阜市 |
| 厚見郡 | 中島村     | 中島村     | 明治7年9月 改称 西中島村 | 西中島村                   | 西中島村                    | 島村            | 昭和9年12月5日 岐阜市に編入  | 岐阜市                                             | 岐阜市                      | 岐阜市                      | 岐阜市                      | 岐阜市 |
| 厚見郡 | 六条村     | 六条村     | 六条村                   | 六条村                     | 六条村                      | 三里村          | 昭和10年6月15日 岐阜市に編入 | 岐阜市                                             | 岐阜市                      | 岐阜市                      | 岐阜市                      | 岐阜市 |
| 厚見郡 | 清村       | 清村       | 清村                     | 清村                       | 清村                        | 三里村          | 昭和10年6月15日 岐阜市に編入 | 岐阜市                                             | 岐阜市                      | 岐阜市                      | 岐阜市                      | 岐阜市 |
| 厚見郡 | 宇佐村     | 宇佐村     | 宇佐村                   | 宇佐村                     | 宇佐村                      | 三里村          | 昭和10年6月15日 岐阜市に編入 | 岐阜市                                             | 岐阜市                      | 岐阜市                      | 岐阜市                      | 岐阜市 |
| 厚見郡 | 岩戸村     | 岩戸村     | 岩戸村                   | 岩戸村                     | 岩戸村                      | 北長森村        | 昭和15年6月1日 岐阜市に編入  | 岐阜市                                             | 岐阜市                      | 岐阜市                      | 岐阜市                      | 岐阜市 |
| 厚見郡 | 北一色村   | 北一色村   | 北一色村                 | 北一色村                   | 北一色村                    | 北長森村        | 昭和15年6月1日 岐阜市に編入  | 岐阜市                                             | 岐阜市                      | 岐阜市                      | 岐阜市                      | 岐阜市 |
| 厚見郡 | 野一色村   | 野一色村   | 野一色村                 | 野一色村                   | 野一色村                    | 北長森村        | 昭和15年6月1日 岐阜市に編入  | 岐阜市                                             | 岐阜市                      | 岐阜市                      | 岐阜市                      | 岐阜市 |
| 厚見郡 | 左兵衛新田 | 左兵衛新田 | 左兵衛新田               | 左兵衛新田                 | 左兵衛新田                  | 北長森村        | 昭和15年6月1日 岐阜市に編入  | 岐阜市                                             | 岐阜市                      | 岐阜市                      | 岐阜市                      | 岐阜市 |
| 厚見郡 | 水海道村   | 水海道村   | 水海道村                 | 水海道村                   | 水海道村                    | 北長森村        | 昭和15年6月1日 岐阜市に編入  | 岐阜市                                             | 岐阜市                      | 岐阜市                      | 岐阜市                      | 岐阜市 |
| 厚見郡 | 岩地村     | 岩地村     | 岩地村                   | 岩地村                     | 岩地村                      | 北長森村        | 昭和15年6月1日 岐阜市に編入  | 岐阜市                                             | 岐阜市                      | 岐阜市                      | 岐阜市                      | 岐阜市 |
| 厚見郡 | 前一色村   | 前一色村   | 前一色村                 | 前一色村                   | 前一色村                    | 北長森村        | 昭和15年6月1日 岐阜市に編入  | 岐阜市                                             | 岐阜市                      | 岐阜市                      | 岐阜市                      | 岐阜市 |
| 厚見郡 | 切通村     | 切通村     | 切通村                   | 切通村                     | 切通村                      | 南長森村        | 昭和15年6月1日 岐阜市に編入  | 岐阜市                                             | 岐阜市                      | 岐阜市                      | 岐阜市                      | 岐阜市 |
| 厚見郡 | 細畑村     | 細畑村     | 細畑村                   | 細畑村                     | 細畑村                      | 南長森村        | 昭和15年6月1日 岐阜市に編入  | 岐阜市                                             | 岐阜市                      | 岐阜市                      | 岐阜市                      | 岐阜市 |
| 厚見郡 | 蔵前村     | 蔵前村     | 蔵前村                   | 蔵前村                     | 蔵前村                      | 南長森村        | 昭和15年6月1日 岐阜市に編入  | 岐阜市                                             | 岐阜市                      | 岐阜市                      | 岐阜市                      | 岐阜市 |
| 厚見郡 | 高田村     | 高田村     | 高田村                   | 高田村                     | 高田村                      | 南長森村        | 昭和15年6月1日 岐阜市に編入  | 岐阜市                                             | 岐阜市                      | 岐阜市                      | 岐阜市                      | 岐阜市 |
| 厚見郡 | 芋島村     | 芋島村     | 芋島村                   | 芋島村                     | 芋島村                      | 南長森村        | 昭和15年6月1日 岐阜市に編入  | 岐阜市                                             | 岐阜市                      | 岐阜市                      | 岐阜市                      | 岐阜市 |
| 厚見郡 | 中島村     | 中島村     | 明治7年9月 改称 東中島村 | 東中島村                   | 東中島村                    | 南長森村        | 昭和15年6月1日 岐阜市に編入  | 岐阜市                                             | 岐阜市                      | 岐阜市                      | 岐阜市                      | 岐阜市 |
| 厚見郡 | 今嶺村     | 今嶺村     | 今嶺村                   | 今嶺村                     | 今嶺村                      | 市橋村          | 市橋村                       | 昭和25年8月20日 岐阜市に編入                       | 岐阜市                      | 岐阜市                      | 岐阜市                      | 岐阜市 |
| 厚見郡 | 爪村       | 爪村       | 爪村                     | 爪村                       | 爪村                        | 市橋村          | 市橋村                       | 昭和25年8月20日 岐阜市に編入                       | 岐阜市                      | 岐阜市                      | 岐阜市                      | 岐阜市 |
| 厚見郡 | 西庄村     | 西庄村     | 西庄村                   | 西庄村                     | 西庄村                      | 市橋村          | 市橋村                       | 昭和25年8月20日 岐阜市に編入                       | 岐阜市                      | 岐阜市                      | 岐阜市                      | 岐阜市 |
| 厚見郡 | 藪田村     | 藪田村     | 藪田村                   | 藪田村                     | 藪田村                      | 市橋村          | 市橋村                       | 昭和25年8月20日 岐阜市に編入                       | 岐阜市                      | 岐阜市                      | 岐阜市                      | 岐阜市 |
| 厚見郡 | 下奈良村   | 下奈良村   | 下奈良村                 | 下奈良村                   | 下奈良村                    | 市橋村          | 市橋村                       | 昭和25年8月20日 岐阜市に編入                       | 岐阜市                      | 岐阜市                      | 岐阜市                      | 岐阜市 |
| 厚見郡 | 茜部村     | 茜部村     | 茜部村                   | 茜部村                     | 茜部村                      | 茜部村          | 茜部村                       | 昭和25年8月20日 岐阜市に編入                       | 岐阜市                      | 岐阜市                      | 岐阜市                      | 岐阜市 |
| 厚見郡 | 鶉村       | 鶉村       | 鶉村                     | 鶉村                       | 鶉村                        | 鶉村            | 鶉村                         | 昭和25年8月20日 岐阜市に編入                       | 岐阜市                      | 岐阜市                      | 岐阜市                      | 岐阜市 |
| 厚見郡 | 鏡島村     | 鏡島村     | 鏡島村                   | 鏡島村                     | 鏡島村                      | 鏡島村          | 鏡島村                       | 昭和30年2月11日 岐阜市に編入                       | 岐阜市                      | 岐阜市                      | 岐阜市                      | 岐阜市 |
| 厚見郡 | 江崎村     | 江崎村     | 江崎村                   | 江崎村                     | 江崎村                      | 鏡島村          | 鏡島村                       | 昭和30年2月11日 岐阜市に編入                       | 岐阜市                      | 岐阜市                      | 岐阜市                      | 岐阜市 |
| 厚見郡 | 領下村     | 領下村     | 領下村                   | 領下村                     | 領下村                      | 厚見村          | 厚見村                       | 昭和30年2月11日 岐阜市に編入                       | 岐阜市                      | 岐阜市                      | 岐阜市                      | 岐阜市 |
| 厚見郡 | 上川手村   | 上川手村   | 上川手村                 | 上川手村                   | 上川手村                    | 厚見村          | 厚見村                       | 昭和30年2月11日 岐阜市に編入                       | 岐阜市                      | 岐阜市                      | 岐阜市                      | 岐阜市 |
| 厚見郡 | 下川手村   | 下川手村   | 下川手村                 | 下川手村                   | 下川手村                    | 厚見村          | 厚見村                       | 昭和30年2月11日 岐阜市に編入                       | 岐阜市                      | 岐阜市                      | 岐阜市                      | 岐阜市 |
| 厚見郡 | 日置江村   | 日置江村   | 日置江村                 | 日置江村                   | 日置江村                    | 日置江村        | 日置江村                     | 日置江村                                           | 昭和33年4月1日 岐阜市に編入 | 岐阜市                      | 岐阜市                      | 岐阜市 |
| 厚見郡 | 茶屋新田   | 茶屋新田   | 茶屋新田                 | 茶屋新田                   | 茶屋新田                    | 日置江村        | 日置江村                     | 日置江村                                           | 昭和33年4月1日 岐阜市に編入 | 岐阜市                      | 岐阜市                      | 岐阜市 |
| 厚見郡 | 次木村     | 次木村     | 次木村                   | 次木村                     | 次木村                      | 日置江村        | 日置江村                     | 日置江村                                           | 昭和33年4月1日 岐阜市に編入 | 岐阜市                      | 岐阜市                      | 岐阜市 |
| 厚見郡 | 高河原村   | 高河原村   | 高河原村                 | 高河原村                   | 高河原村                    | 日置江村        | 日置江村                     | 日置江村                                           | 昭和33年4月1日 岐阜市に編入 | 岐阜市                      | 岐阜市                      | 岐阜市 |
| 厚見郡 | 佐波村     | 佐波村     | 佐波村                   | 佐波村                     | 佐波村                      | 佐波村          | 佐波村                       | 昭和31年9月26日 羽島郡柳津村に編入 同日町制 柳津町 | 柳津町                      | 柳津町                      | 平成18年1月1日 岐阜市に編入 | 岐阜市 |
| 厚見郡 | 高桑村     | 高桑村     | 高桑村                   | 高桑村                     | 高桑村                      | 佐波村          | 佐波村                       | 昭和31年9月26日 羽島郡柳津村に編入 同日町制 柳津町 | 柳津町                      | 柳津町                      | 平成18年1月1日 岐阜市に編入 | 岐阜市 |
| 羽栗郡 | 柳津村     | 柳津村     | 柳津村                   | 柳津村                     | 柳津村                      | 羽島郡 柳津村   | 柳津村                       | 昭和31年9月26日 町制 柳津町                        | 柳津町                      | 柳津町                      | 平成18年1月1日 岐阜市に編入 | 岐阜市 |

## 行政

### 行政組織
- 2006年1月1日に編入した旧羽島郡柳津町の地域をもって「柳津町地域自治区」が設置されていたが、2016年3月31日に廃止された。

### 事務所
- 岐阜市西部事務所
- 岐阜市東部事務所
- 岐阜市北部事務所
- 岐阜市南部東事務所　※岐阜市南部コミュニティセンターに併設
- 岐阜市南部西事務所
- 岐阜市日光事務所　※岐阜市日光コミュニティセンターに併設
- 岐阜市柳津地域事務所
- 岐阜市ステーションプラザ　（岐阜駅構内1階）

## 議会

### 県議会
- 定数：9名
- 選挙区：岐阜市選挙区
- 任期：2023年4月30日 - 2027年4月29日

| 議員名   | 会派名           | 備考             |
| -------- | ---------------- | ---------------- |
| 中川裕子 | 日本共産党       |                  |
| 渡辺嘉山 | 県民クラブ       | 党籍は立憲民主党 |
| 長屋光征 | 県政自民クラブ   |                  |
| 若井敦子 | 県政自民クラブ   |                  |
| 玉田和浩 | 県政自民クラブ   |                  |
| 広瀬修   | 県政自民クラブ   |                  |
| 澄川寿之 | 岐阜県議会公明党 |                  |
| 水野吉近 | 岐阜県議会公明党 |                  |
| 平野恭子 | 無所属           |                  |

### 衆議院
2022年（令和4年）公職選挙法改正に伴い、市内の旧柳津町域が岐阜1区に編入された。
- 選挙区：岐阜1区（岐阜市）
- 任期：2024年10月28日 -
- 投票日：2024年10月27日
- 当日有権者数：331,965人
- 投票率：48.67％

| 当落 | 候補者名 | 年齢 | 所属党派   | 新旧別 | 得票数    | 得票率 | 重複 |
| ---- | -------- | ---- | ---------- | ------ | --------- | ------ | ---- |
| 当   | 野田聖子 | 64   | 自由民主党 | 前     | 100,226票 | 67.47% | ○    |
|      | 山越徹   | 54   | 日本共産党 | 前     | 48,325票  | 32.53% | ○    |

## 官公庁・施設

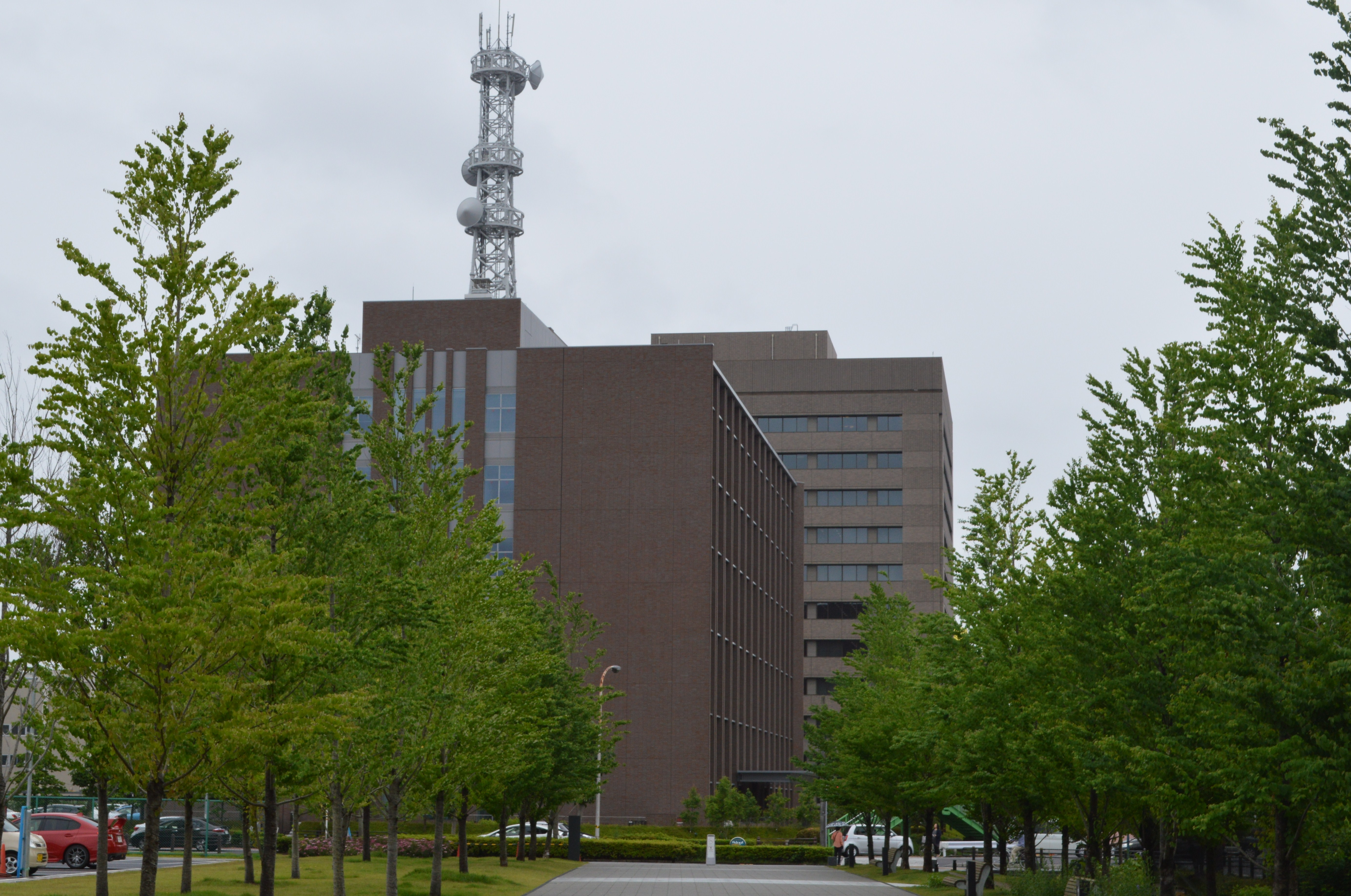
岐阜地方裁判所

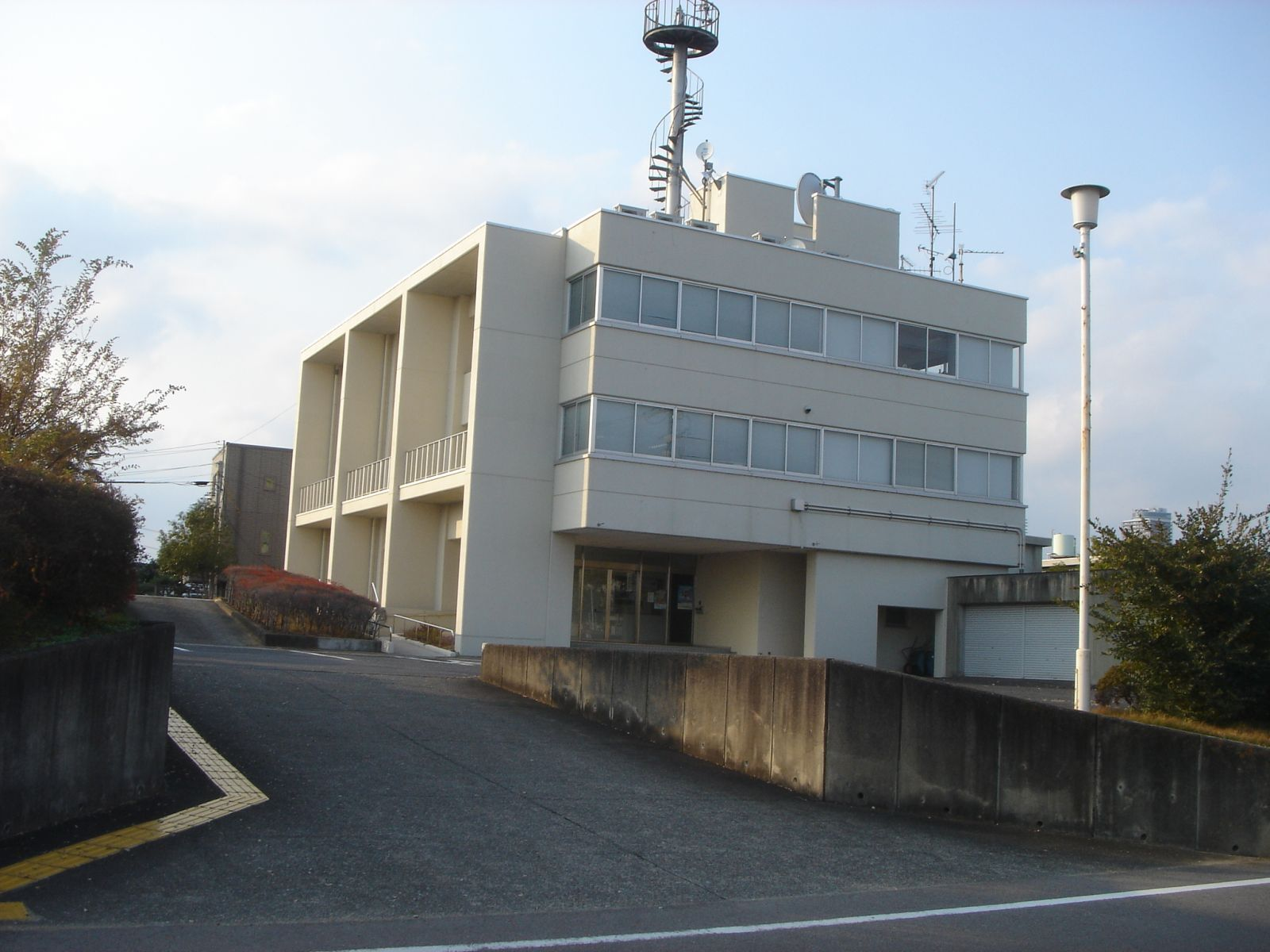
岐阜地方気象台

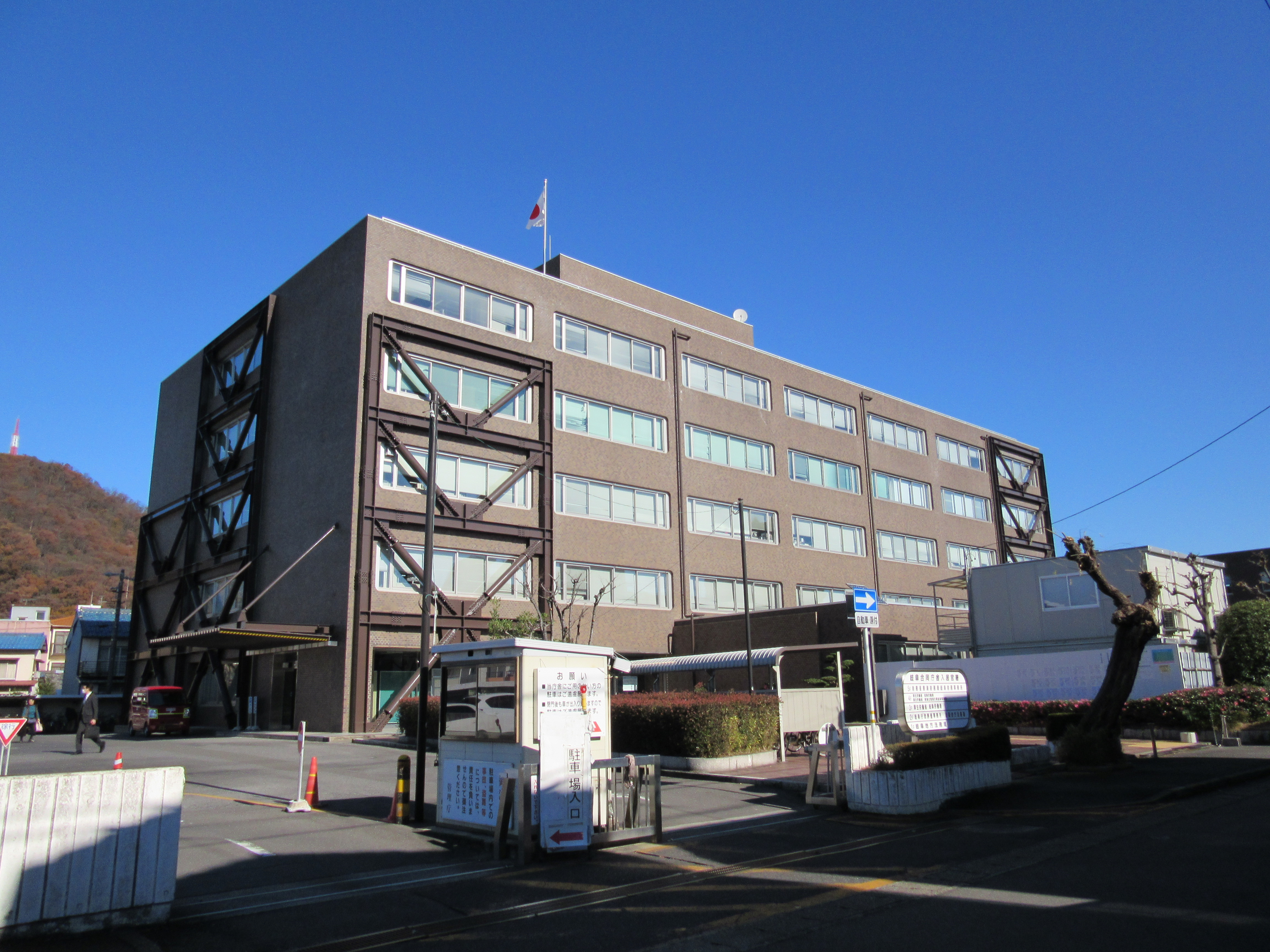
岐阜労働局

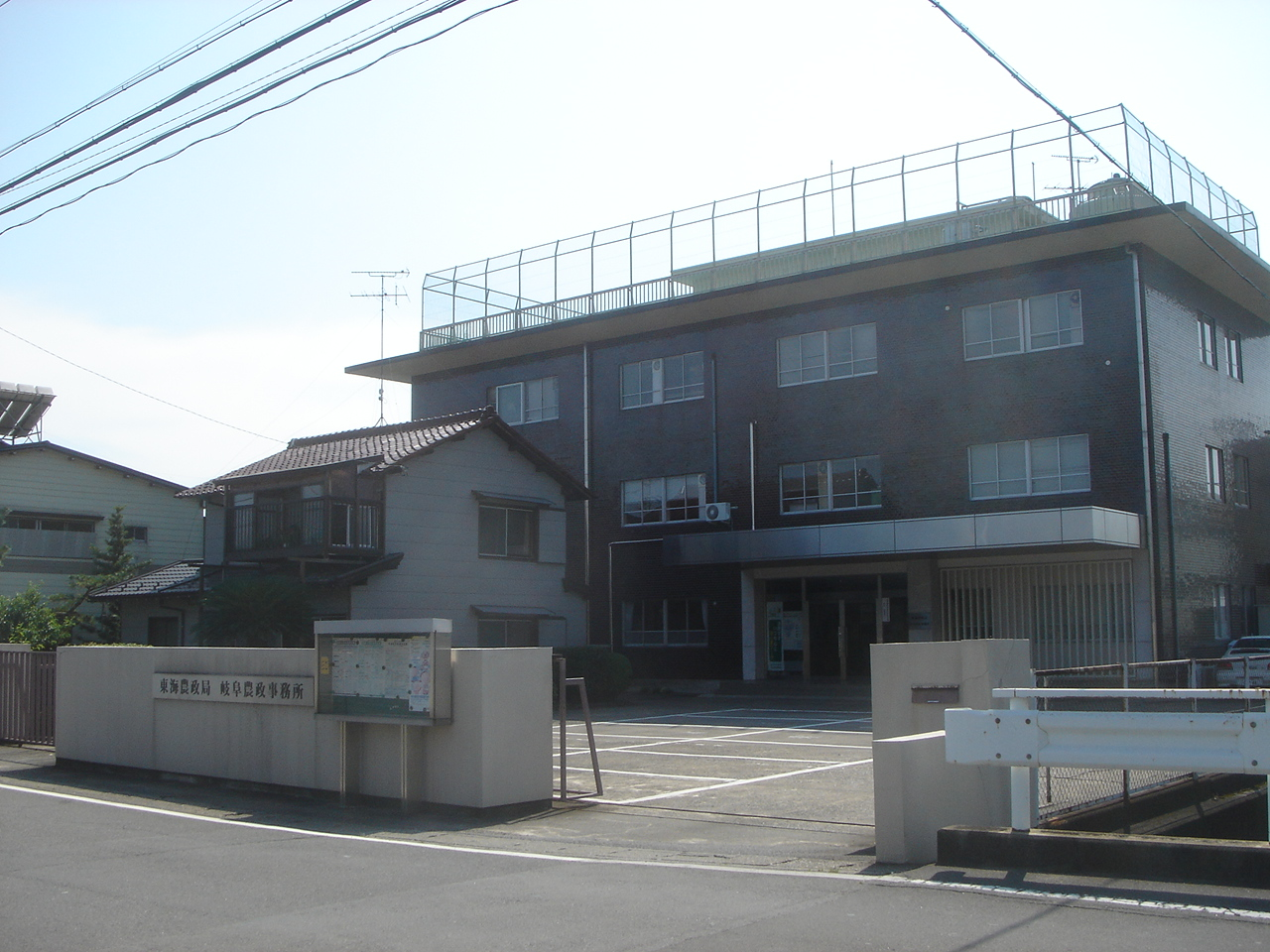
岐阜農政事務所

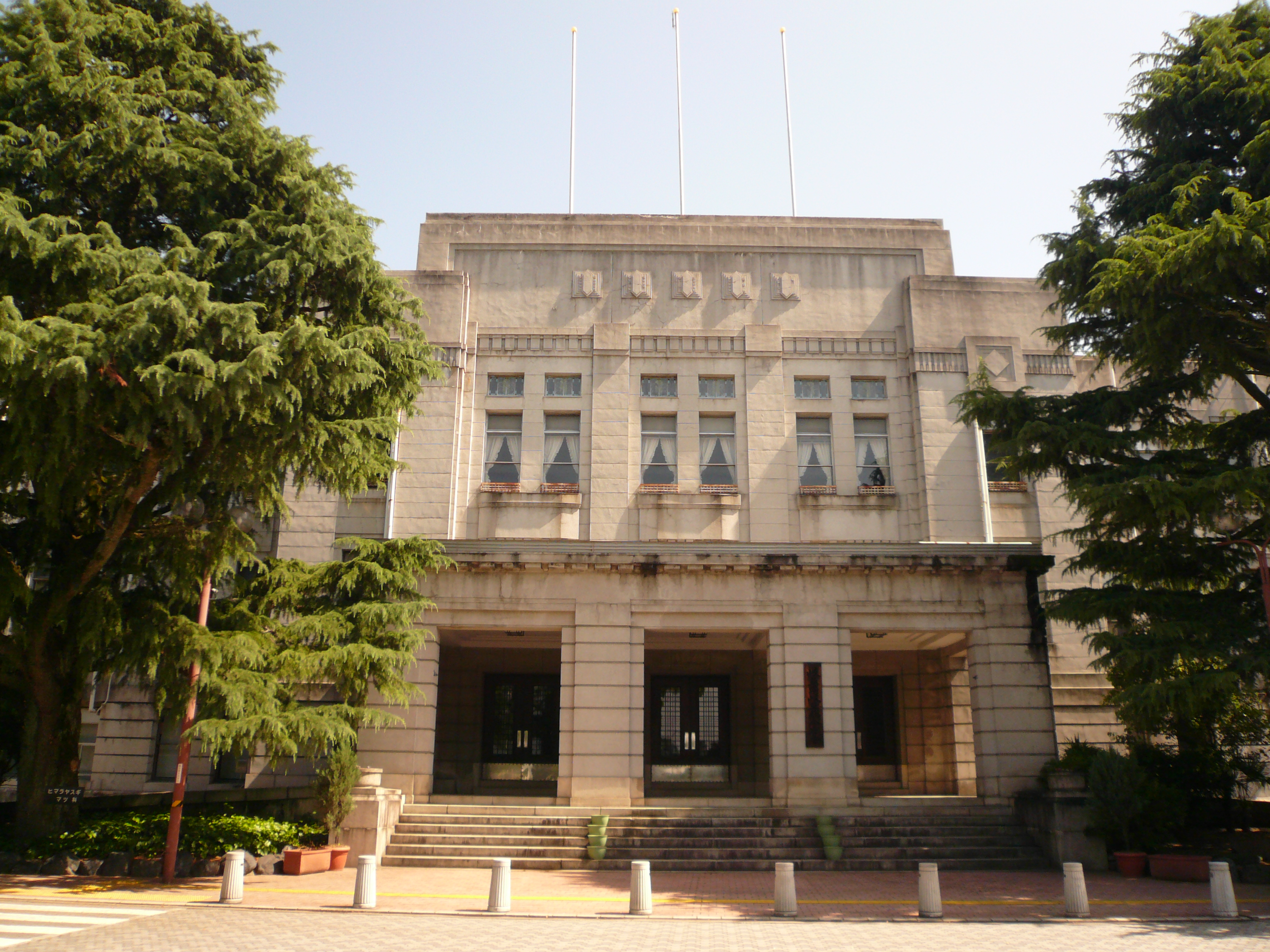
岐阜総合庁舎

### 国家機関
国家機関の一部は岐阜合同庁舎内にある。

#### 裁判所
- 岐阜地方裁判所
- 岐阜家庭裁判所
- 岐阜簡易裁判所

#### 内閣府
警察庁
- 中部管区警察局岐阜県情報通信部

#### 総務省
- 中部管区行政評価局岐阜行政監視行政相談センター

#### 法務省
- 岐阜地方法務局
- 岐阜刑務所
  - 岐阜拘置支所
- 岐阜少年鑑別所
- 岐阜保護観察所

出入国在留管理庁
- 名古屋出入国在留管理局岐阜出張所

検察庁
- 岐阜地方検察庁
- 岐阜区検察庁

#### 財務省
- 東海財務局岐阜財務事務所
- 名古屋税関岐阜政令派出所

国税庁
- 名古屋国税局岐阜北税務署
- 名古屋国税局岐阜南税務署

#### 厚生労働省
- 東海北陸厚生局岐阜事務所
- 岐阜労働局
  - 岐阜労働基準監督署
  - 岐阜公共職業安定所

日本年金機構
- 岐阜北年金事務所
- 岐阜南年金事務所

#### 農林水産省
- 東海農政局岐阜県拠点

#### 林野庁
- 中部森林管理局岐阜森林管理署
  - 岐阜森林事務所
  - 岐阜西部治山事業所

#### 国土交通省
- 中部地方整備局岐阜国道事務所
- 中部地方整備局木曽川上流河川事務所
  - 長良川第一出張所
  - 木曽川水系ダム統合管理事務所
- 中部運輸局岐阜運輸支局

気象庁
- 岐阜地方気象台

#### 防衛省
自衛隊
- 自衛隊岐阜地方協力本部
  - 岐阜募集案内所

### 施設

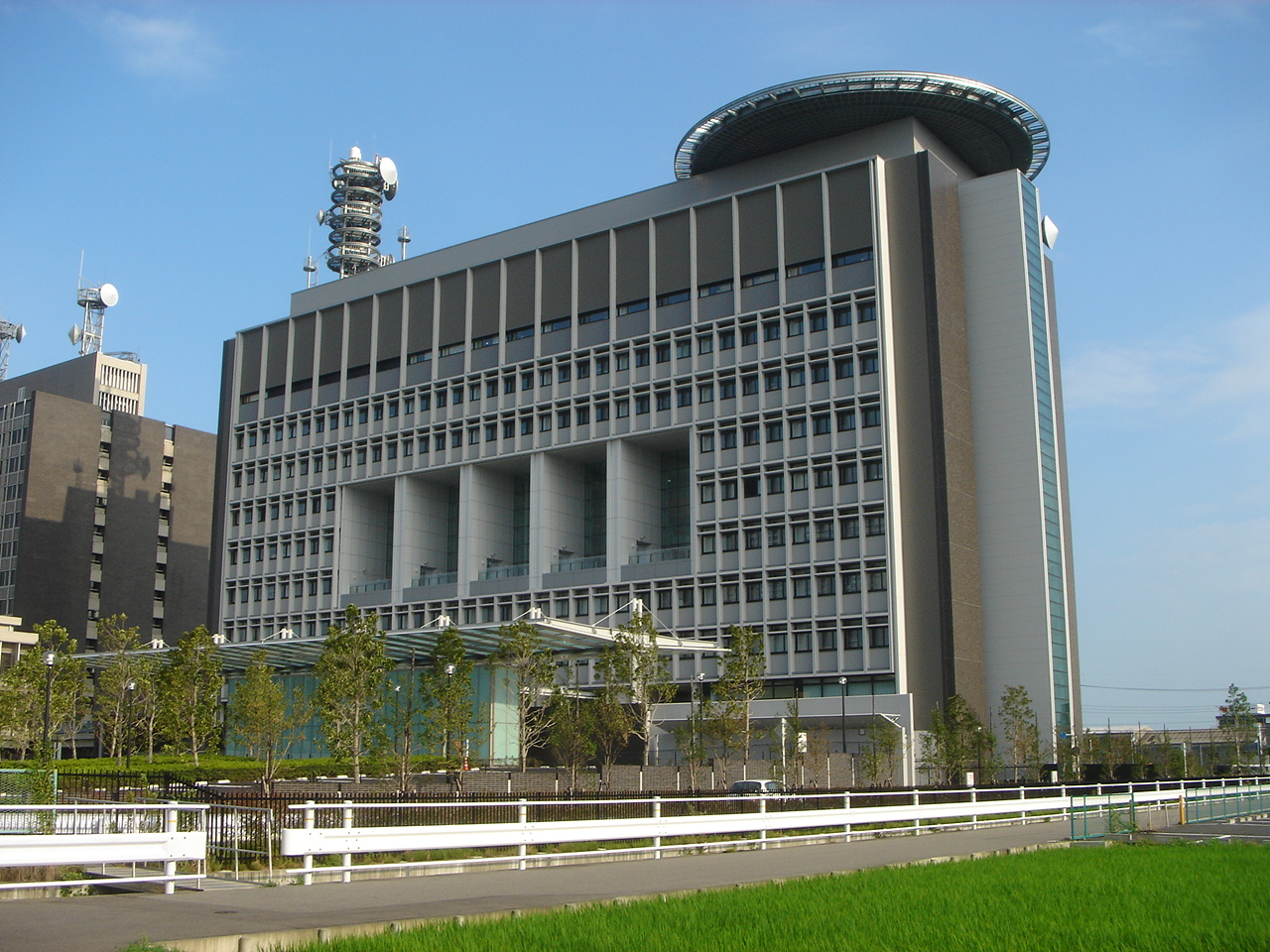
岐阜県警察

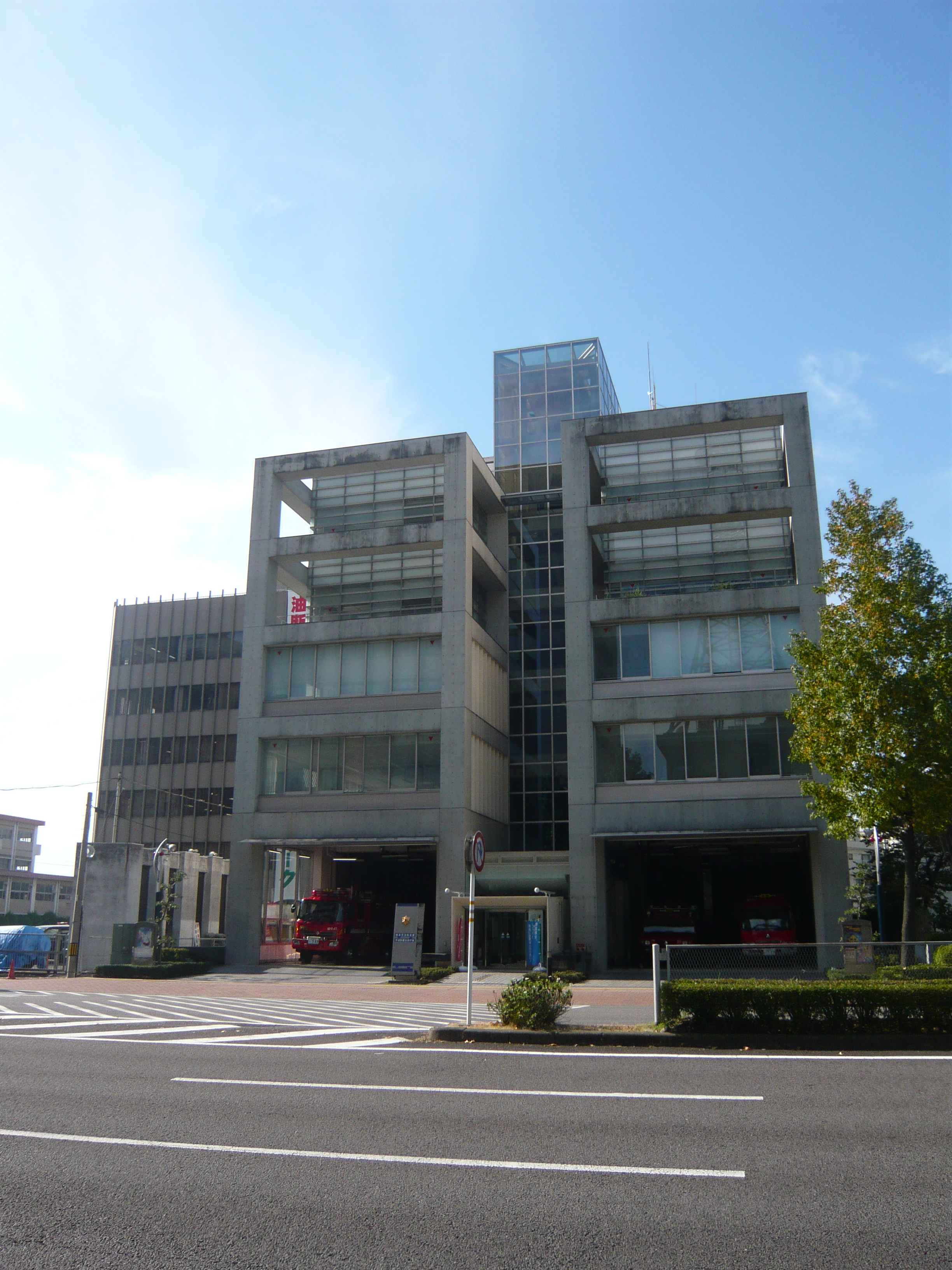
岐阜市消防本部

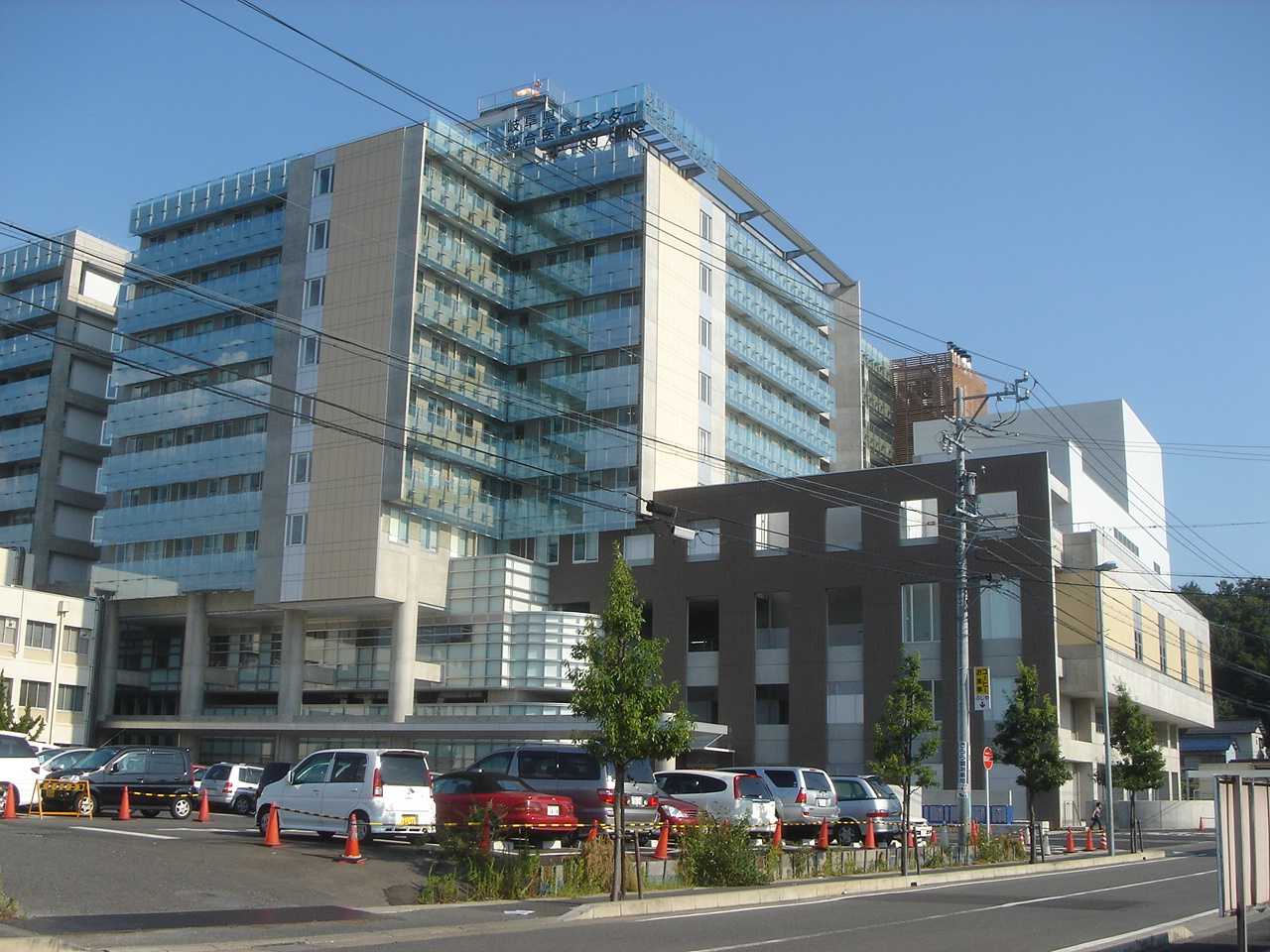
岐阜県総合医療センター

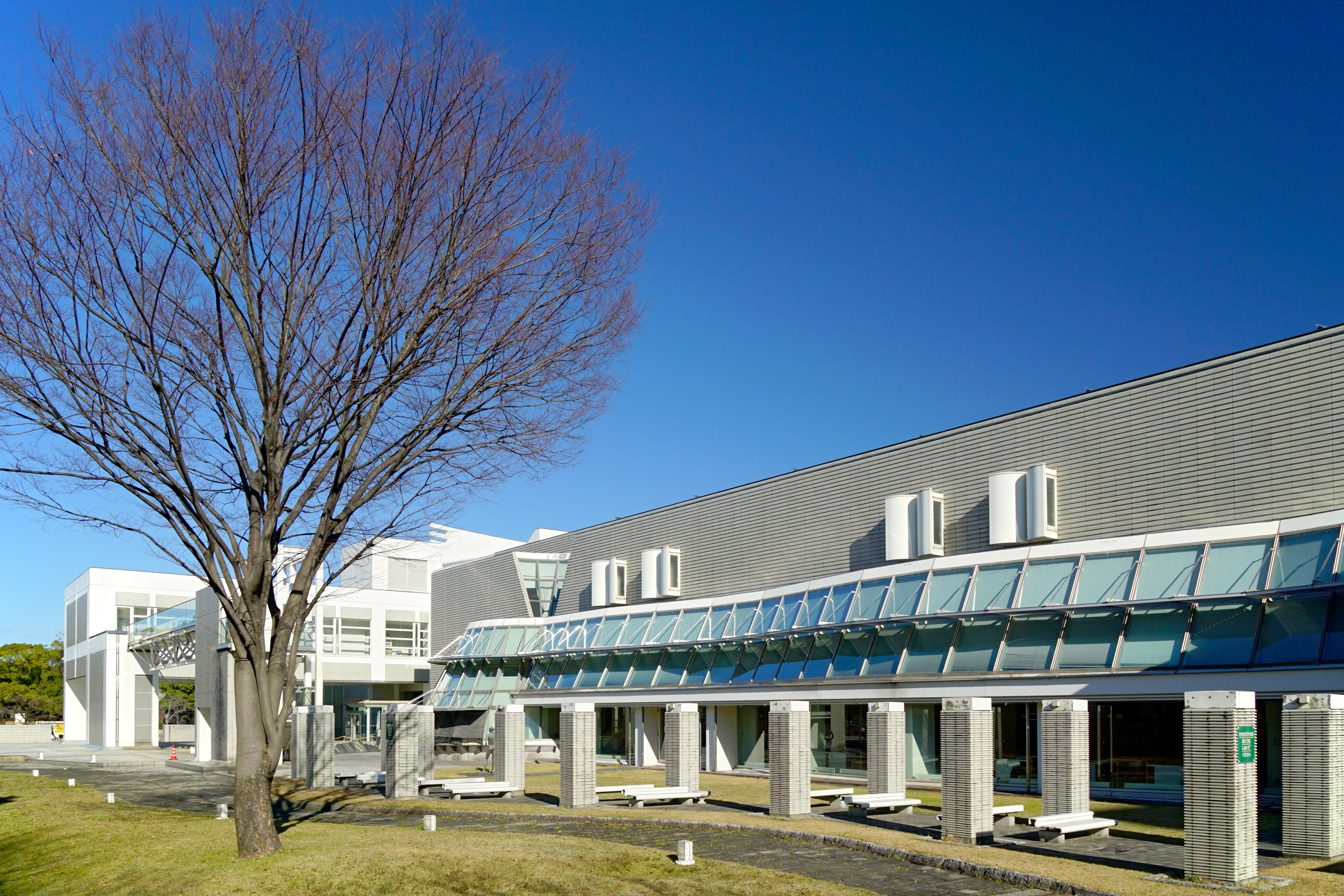
岐阜県図書館

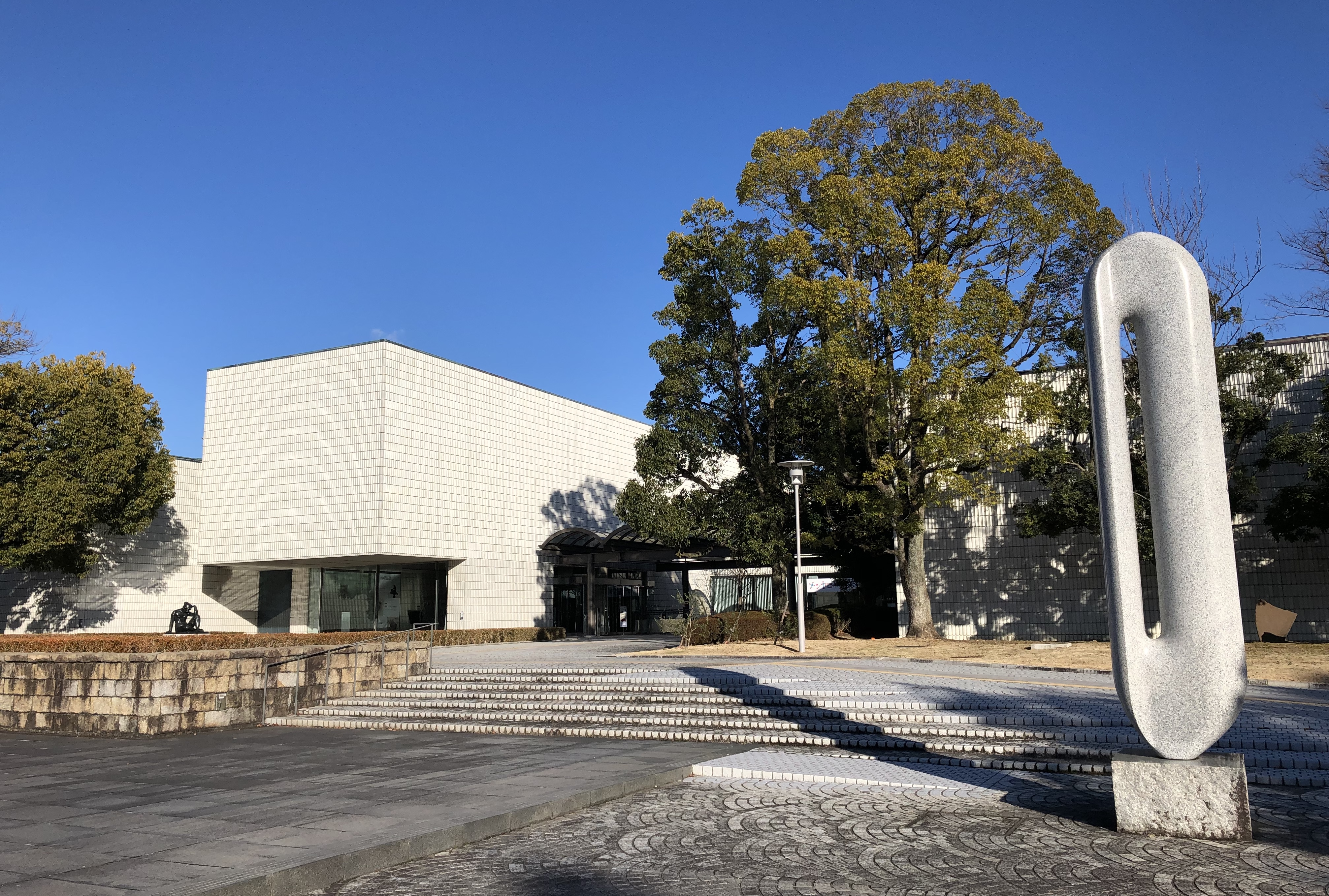
岐阜県美術館

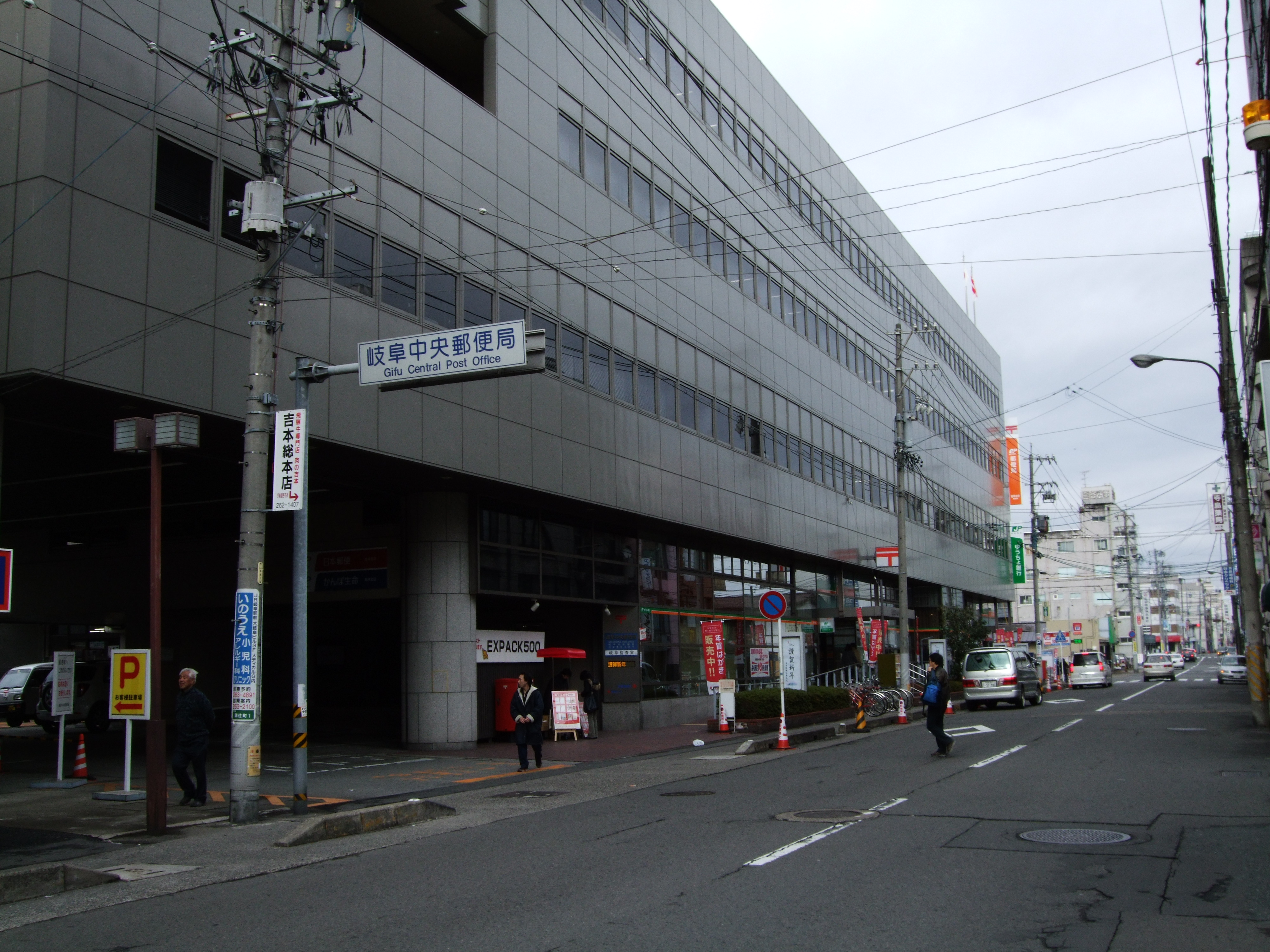
岐阜中央郵便局

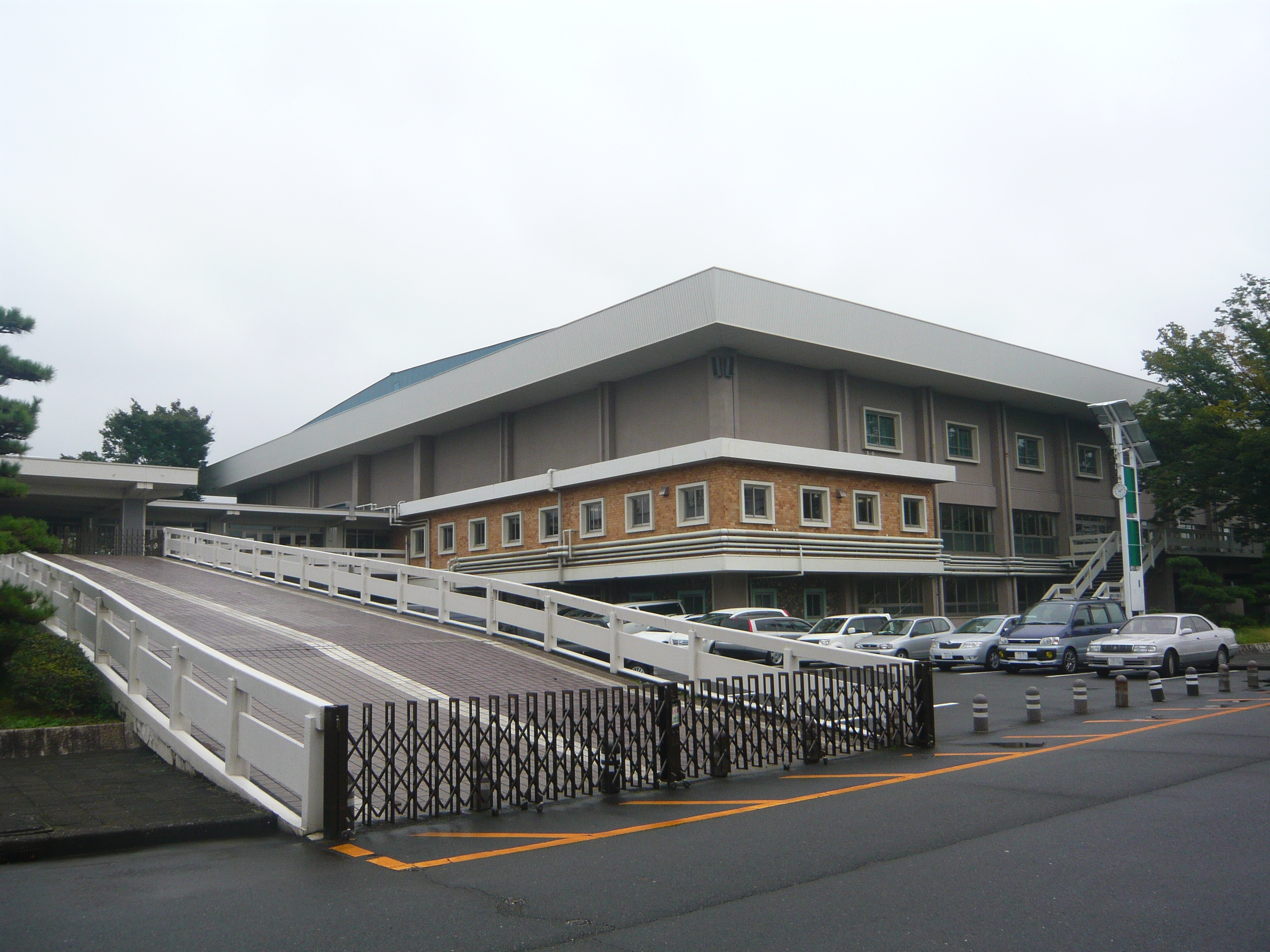
岐阜アリーナ

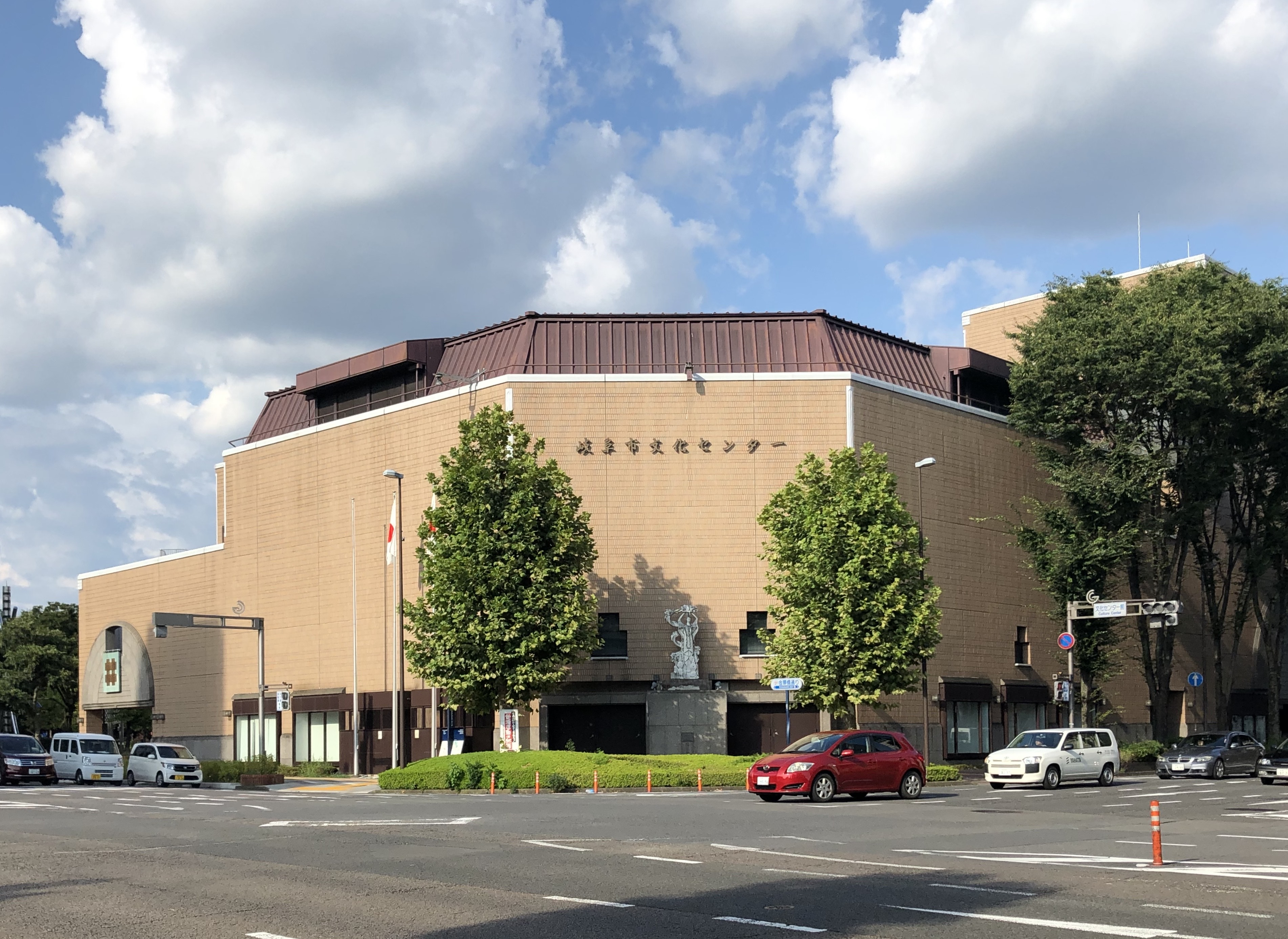
岐阜市文化センター

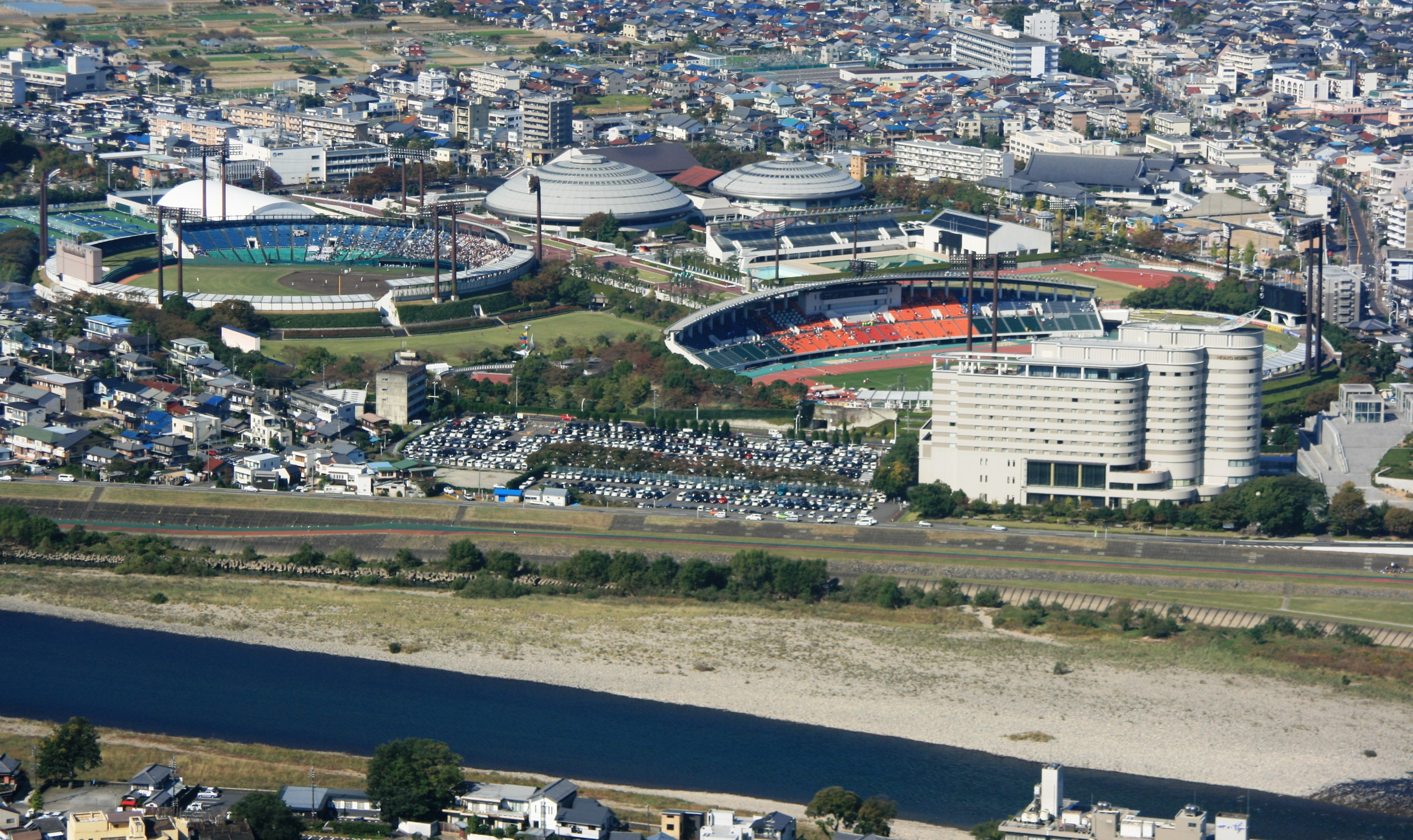
岐阜メモリアルセンター
長良川球場と長良川競技場などがある

#### 警察
本部
- 岐阜県警察

警察署
- 岐阜北警察署
- 岐阜中警察署
- 岐阜南警察署
- 岐阜羽島警察署

#### 消防
1本部4署11分署で構成されている。
岐阜市消防本部（岐阜市美江寺町2-9）
| 岐阜中消防署 （岐阜市美江寺町2-9） - 東分署 - 東南分署 - 鵜飼分署 - 精華分署 | 岐阜南消防署 （岐阜市茜部大野1-12） - 西分署 - 柳津分署 | 岐阜北消防署 （岐阜市鷺山1769-496） - 黒野分署 - 島分署 - 岩崎分署 - 三輪分署 |

消防団
- 岐阜市北消防団
- 岐阜市中消防団
- 岐阜市南消防団

#### 医療
主な病院
- 国立病院機構長良医療センター
- 岐阜大学医学部附属病院
- 岐阜県立希望が丘こども医療福祉センター
- 岐阜県総合医療センター
- 岐阜市民病院
- 岐阜赤十字病院
- 岐阜病院
- 千手堂病院
- 近石病院
- 操レディスホスピタル
- 大橋整形外科病院
- 安江病院
- 澤田病院
- 河村病院
- 操外科病院
- みどり病院
- 早徳病院
- 加納渡辺病院
- 山内ホスピタル
- 笠松病院
- 黒野病院
- 平野総合病院
- 岐阜清流病院
- 山田病院
- 岐阜ハートセンター
- 岩砂病院・岩砂マタニティ
- 柳津病院
- 岐阜南病院
- 朝日大学病院
- Y&M 藤掛第一病院
- 城南病院

#### 交流施設
- 岐阜市文化産業交流センター （じゅうろくプラザ）
- 岐阜産業会館

コミュニティセンター
- 岐阜市東部コミュニティセンター
- 岐阜市西部コミュニティセンター
- 岐阜市北部コミュニティセンター
- 岐阜市南部コミュニティセンター
- 岐阜市日光コミュニティセンター
- 岐阜市長森コミュニティセンター
- 岐阜市市橋コミュニティセンター
- 岐阜市北東部コミュニティセンター

地区公民館
- 三輪北公民館
- 三輪南公民館
- 岩野田公民館
- 岩野田北公民館
- 長良公民館
- 長良東公民館
- 長良西公民館
- 常磐公民館
- 鷺山公民館
- 藍川公民館
- 則武公民館
- 島公民館
- 早田公民館
- 城西公民館
- 黒野公民館
- 方県公民館
- 網代公民館
- 西郷公民館
- 七郷公民館
- 木田公民館
- 合渡公民館
- 金華公民館
- 京町公民館
- 明徳公民館
- 徹明公民館
- 本郷公民館
- 木之本公民館
- 梅林公民館
- 白山公民館
- 華陽公民館
- 本荘公民館
- 三里公民館
- 鏡島公民館
- 市橋公民館
- 日置江公民館
- 鶉公民館
- 茜部公民館
- 厚見公民館
- 加納東公民館
- 加納西公民館
- 芥見公民館
- 芥見東公民館
- 芥見南公民館
- 岩公民館
- 日野公民館
- 長森北公民館
- 長森南公民館
- 長森東公民館
- 長森西公民館
- 柳津公民館

#### 図書館
主な図書館
- 岐阜県図書館
- 岐阜市立図書館

#### 郵便局
主な郵便局
- 岐阜中央郵便局 - ゆうちょ銀行岐阜店、かんぽ生命保険岐阜支店を併設
- 岐阜北郵便局
- 岐阜西郵便局
- 岐阜東郵便局
- 厳美郵便局

他に隣町の笠松町にある笠松郵便局が受け持つ地域がある。

#### 文化施設
美術館・博物館
- 加藤栄三・東一記念美術館
- 岐阜市歴史博物館
- 名和昆虫博物館
- 歯の博物館　2010年閉鎖
- 岐阜県美術館
- 岐阜市科学館
- 水の資料館
- 水の体験学習館
- 岐阜天文台
- 岐阜市文化センター
- 三甲美術館
- 長良川うかいミュージアム（岐阜市長良川鵜飼伝承館）
- 鵜飼資料園
- みつばちの家
- 原三溪記念室
- 岐阜市平和資料室
- 抱石庵（久松真一記念館）

ホール・劇場
- 岐阜市文化センター
- 岐阜市民会館
- 県民ふれあい会館（OKBふれあい会館）サラマンカホール
- 長良川国際会議場
- ぎふ清流文化プラザ（旧：未来会館）長良川ホール

生涯学習施設
- ハートフルスクエアーG
- 岐阜市柳津生涯学習センター

#### 運動施設
- 岐阜メモリアルセンター
- 岐阜アリーナ

野球場
- 長良川球場
- 岐阜市八ツ草球場
- 岐阜ファミリーパーク野球場

競輪場
- 岐阜競輪場

体育館
- 岐阜市民総合体育館
- 岐阜市南部スポーツセンター
- 岐阜市東部体育館
- 岐阜市西部体育館
- 岐阜市北部体育館
- 岐阜市北西部体育館
- 岐阜市岐陽体育館　（旧・岐阜市立岐陽中学校体育館）
- 岐阜市もえぎの里多目的体育館
- 岐阜ファミリーパーク体育館
- 岐阜市体育ルーム
- 岐阜県福祉友愛アリーナ

プール
- 岐阜市南部市民プール
- 岐阜市北部市民プール
- 岐阜市本荘市民プール
- 岐阜県福祉友愛プール

運動場
- 厚八運動場（旧・岐阜市岐南町組合立厚八中学校）　※所在地は岐南町。岐南町との共同管理
- 島西運動場
- 柳津運動場
- 高桑運動広場
- 坂巻運動広場
- フィールドかけぼら
- 諏訪山運動場
- 岐陽運動場（旧・岐阜市立岐陽中学校跡地）

#### その他の施設
- 岐阜総合庁舎　※玄関部分のみ保存
- 岐阜市勤労会館
- 岐阜市勤労者ふれあいセンター（サンライフ岐阜）
- 岐阜市もえぎの里
- 岐阜市長良川防災・健康ステーション
- 柳ケ瀬健康ステーション　※2022年11月閉鎖
- 岐阜市少年自然の家
- 中山道加納宿まちづくり交流センター
- 岐阜市教育研究所

## 対外関係

### 姉妹都市･提携都市

#### 海外
姉妹都市
| 都市           | 国                 | 地域         | 年月日                    |
| -------------- | ------------------ | ------------ | ------------------------- |
| フィレンツェ市 | イタリア共和国     | トスカーナ州 | 1978年（昭和53年）2月8日  |
| 杭州市         | 中華人民共和国     | 浙江省       | 1979年（昭和54年）2月21日 |
| カンピーナス市 | ブラジル連邦共和国 | サンパウロ州 | 1982年（昭和57年）2月22日 |
| シンシナティ市 | アメリカ合衆国     | オハイオ州   | 1988年（昭和63年）5月11日 |
| マイドリング区 | オーストリア共和国 | ウィーン市   | 1994年（平成6年）3月22日  |
| サンダーベイ市 | カナダ連邦         | オンタリオ州 | 2007年（平成19年）5月28日 |

#### 国内
提携都市
| 都市   | 都道府県 | 地方     | 年月日                     |
| ------ | -------- | -------- | -------------------------- |
| 富山市 | 富山県   | 中部地方 | 2007年（平成19年）12月26日 |
| 飯田市 | 長野県   | 中部地方 | 2013年（平成25年）1月18日  |

その他
- 岐阜市青少年国際教育夢プロジェクト事業
市内在住の青少年を海外へ派遣。海外の人々とのふれあいを通じ、国際化時代に対応した青少年の育成を図ること、また、国際的視野にたち自らの将来に夢や志をもって生きようとする青少年の育成を図ることが目的[24]。
- 織田信長サミット
織田信長との関係が深い市町および関係を大切にしている市町の集まり

## 経済

### 第三次産業

#### 商業
1960年代は繊維産業が盛んであり、繁華街の柳ヶ瀬には1千もの商店や飲食店が軒を連ね、大変な賑わいがあったという。しかし、海外（特に中国など）の安い製品に押されて岐阜市のアパレル産業が衰退するのに伴って、岐阜近鉄百貨店や新岐阜百貨店、岐阜パルコ、ジャスコ、ダイエー、長崎屋、タマコシ（センサ）、岐阜メルサと中心市街地の大型商業施設が次々と閉店。名古屋の衛星都市化が加速する中、市は岐阜駅前に開発の軸を移すことを考えている。ただし柳ヶ瀬でも岐阜髙島屋の南地域の約6,500㎡にタワーマンション主体の柳ヶ瀬グラッスル35が再開発によって建設された。
主な商業施設
- 岐阜ロフト
名鉄岐阜駅内にある、大型店舗である。
- ACTIVE-G
JR岐阜駅構内西側に位置する商業・文化施設。飲食店やスポーツクラブが入居する。
- アスティ岐阜
JR岐阜駅構内中央・東側に位置する商業施設。成城石井やマツモトキヨシのほか、飲食店や本屋などが入居する。
- 岐阜シティ・タワー43

　低層部に学習塾や飲食店、衣料品店などが入居するタワーマンション主体の超高層ビル。
- オーキッドパーク
エディオン、トライアル、ニトリ、セリアなどが入居しているショッピングセンター

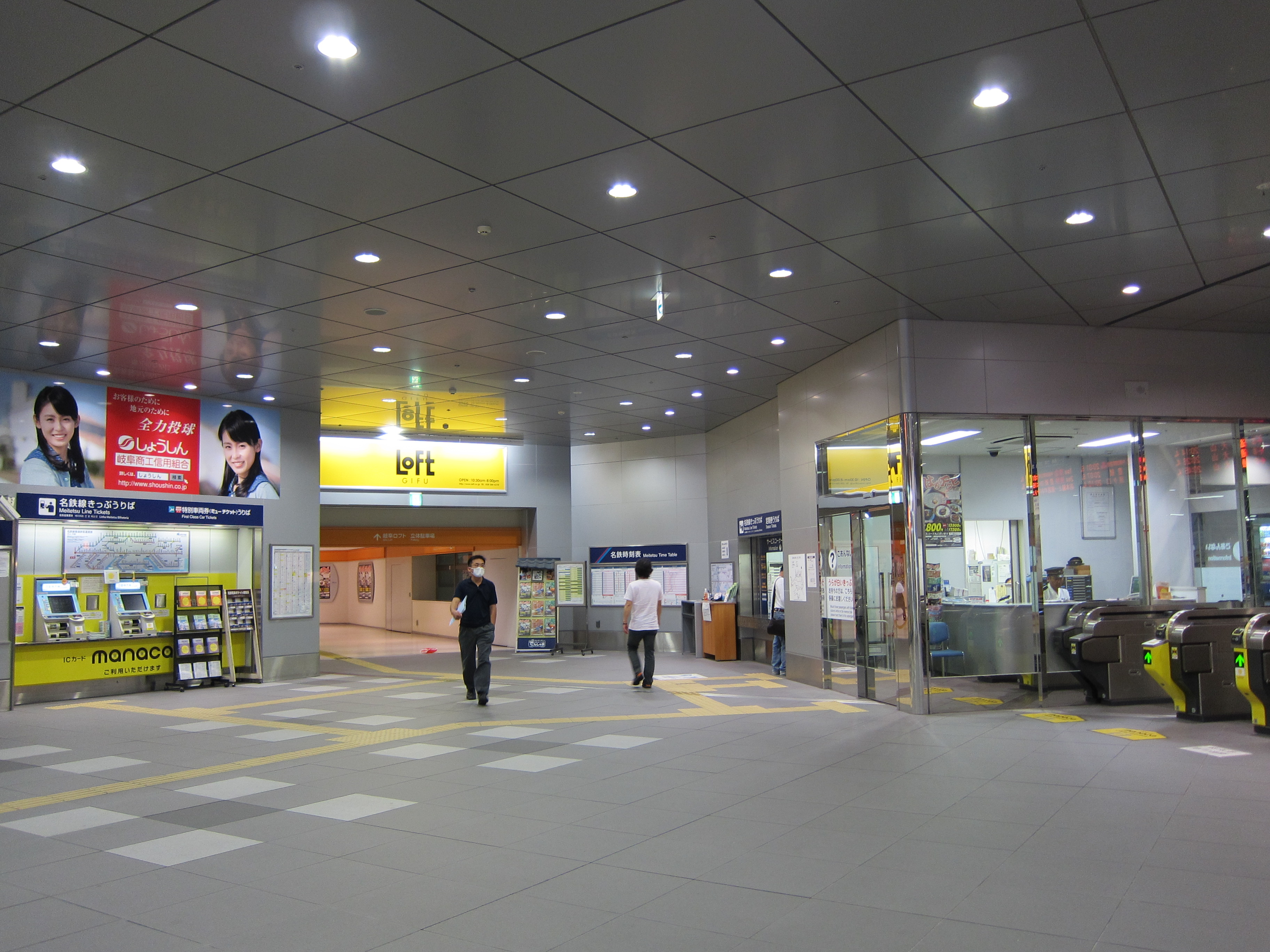
ロフト新岐阜店
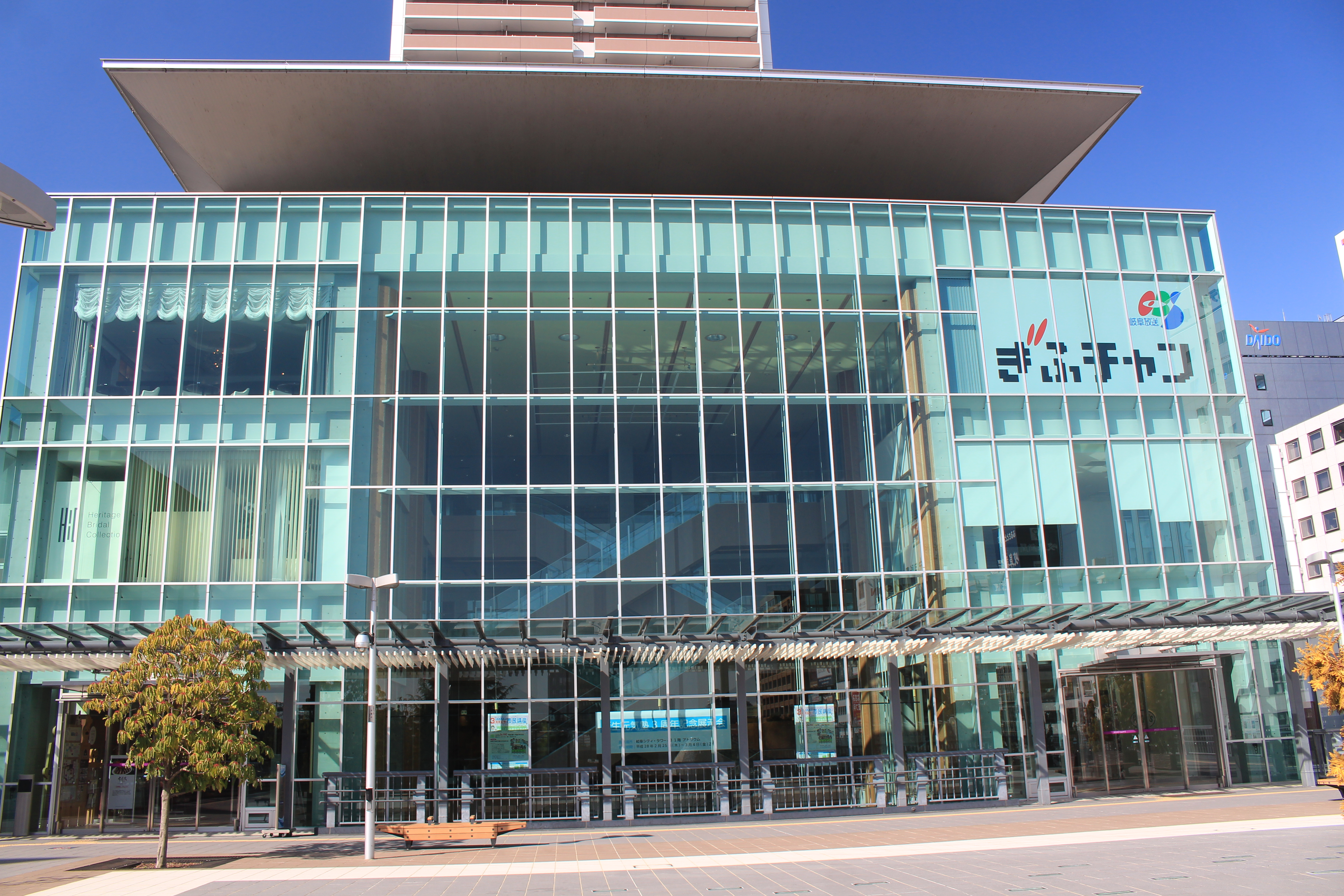
岐阜シティ・タワー43
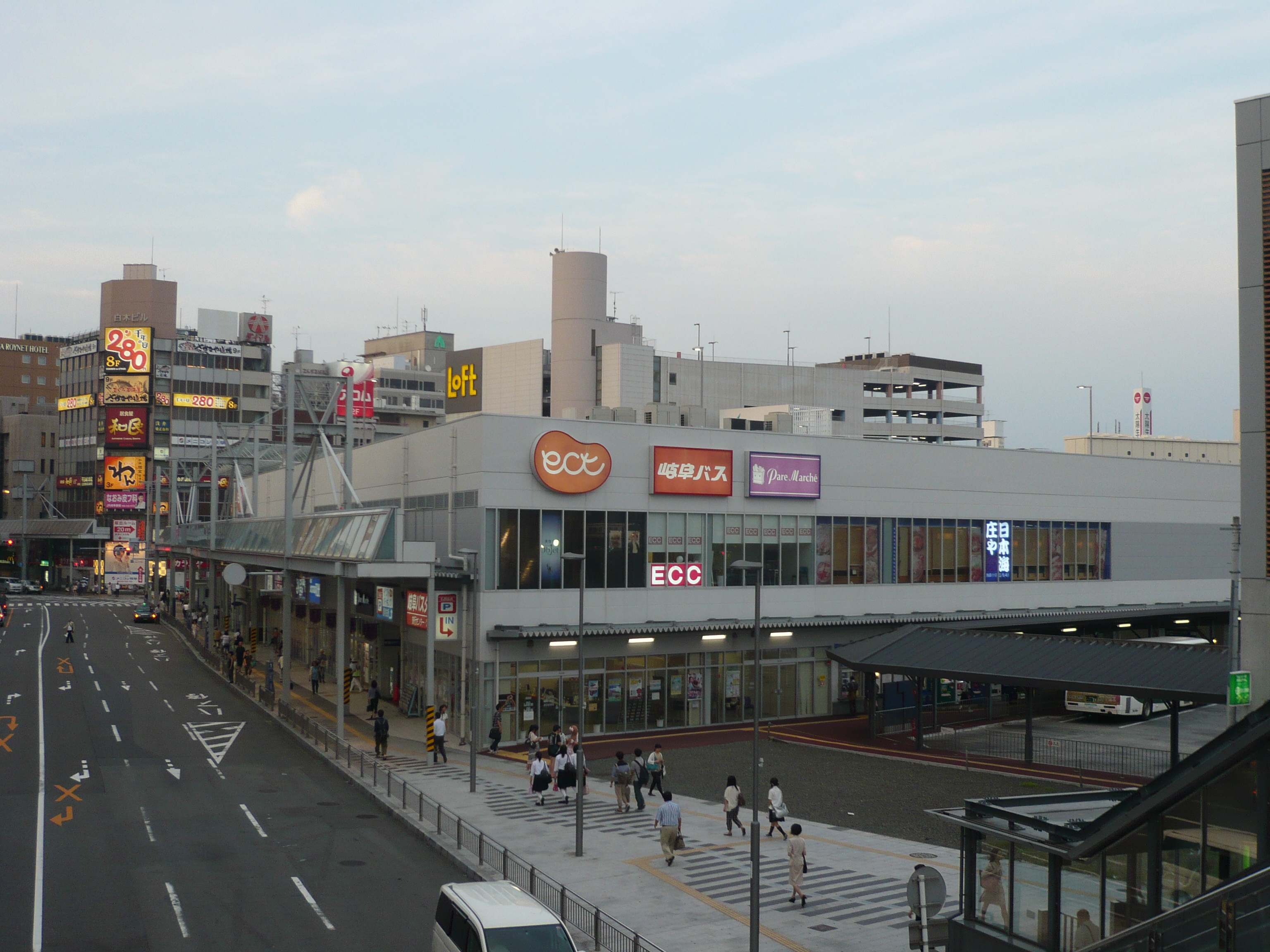
イクト
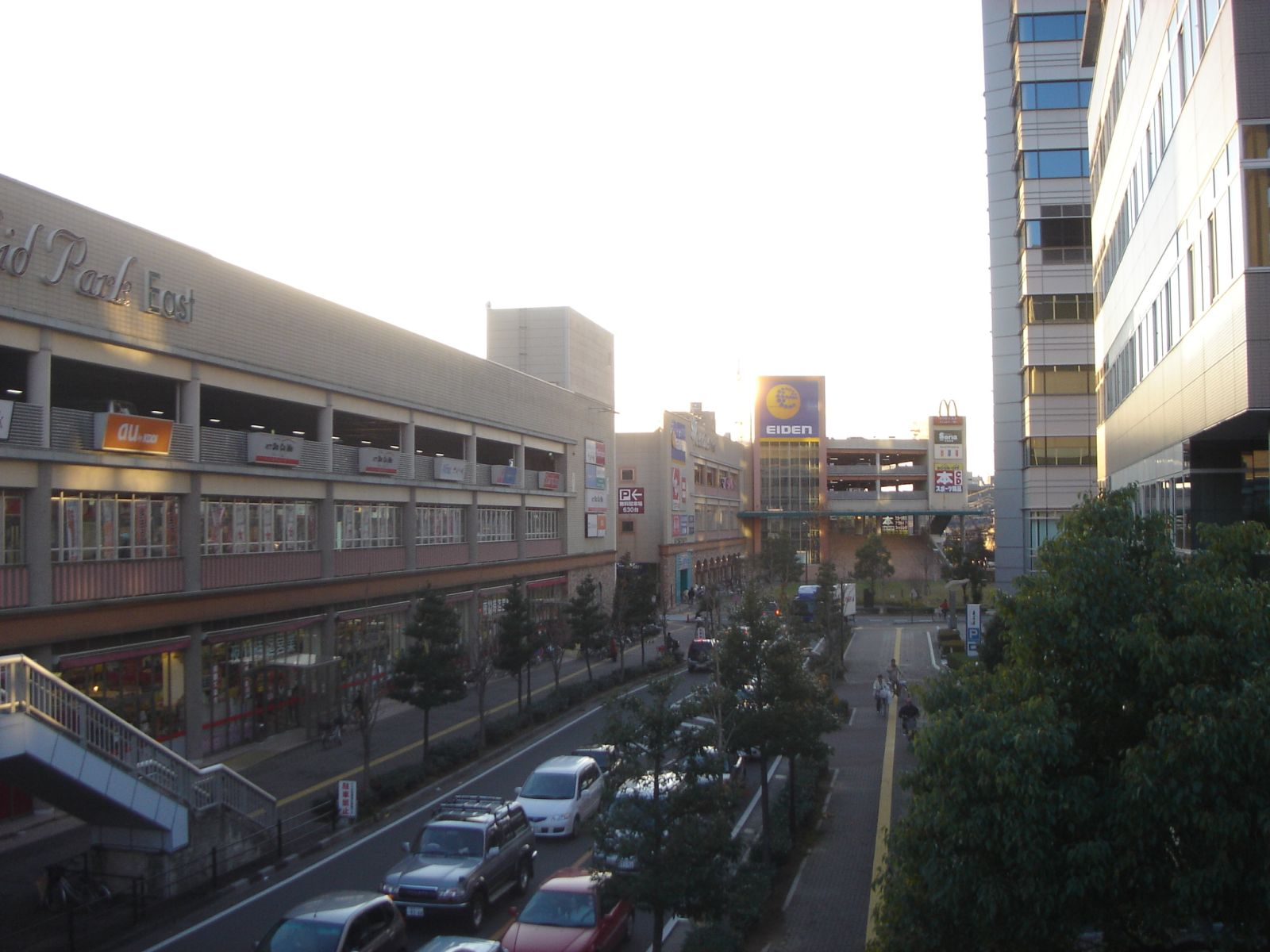
オーキッドパーク

- マーサ21 - イオン岐阜店を核店舗とする大型ショッピングセンター。
- カラフルタウン岐阜 - イトーヨーカドー柳津店を核店舗とする大型ショッピングセンター。
- MEGAドン・キホーテUNY岐阜店（旧アピタ岐阜店）
- イオン柳津店
- Vタウン長良店 - バロー長良店を核店舗とするショッピングセンター。
- Vタウン芥見店 - バロー芥見店を核店舗とするショッピングセンター。

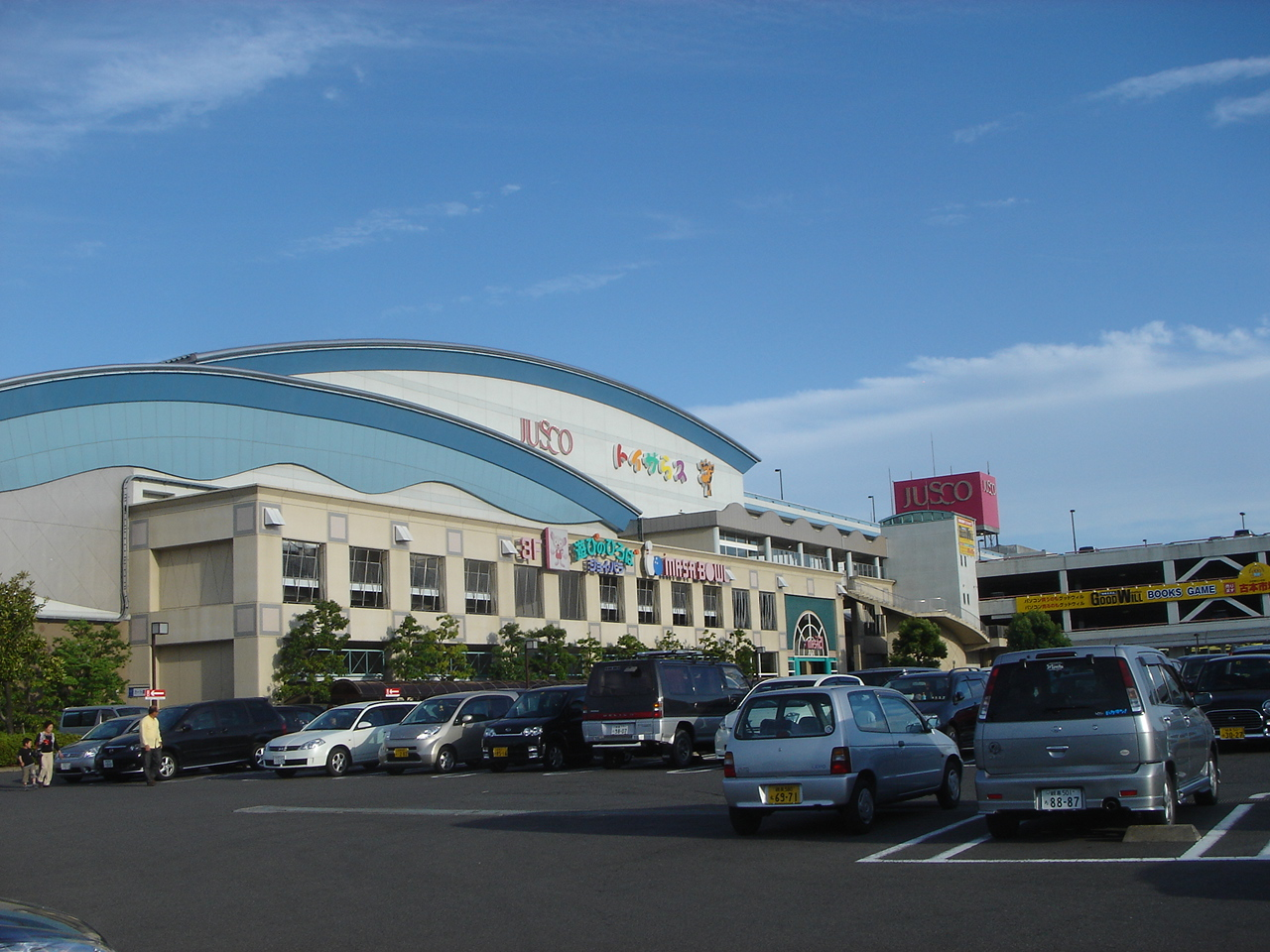
マーサ21
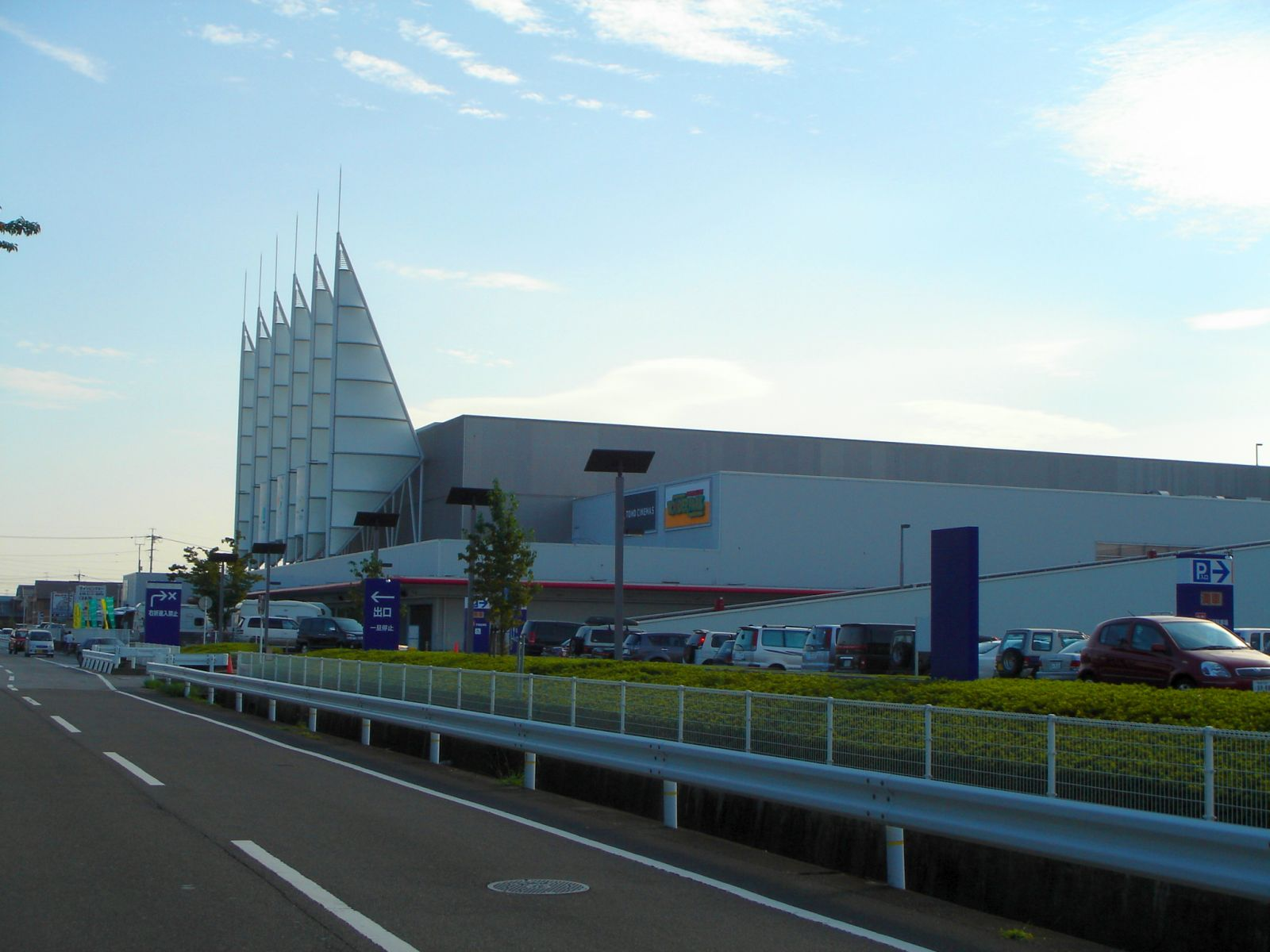
カラフルタウン岐阜
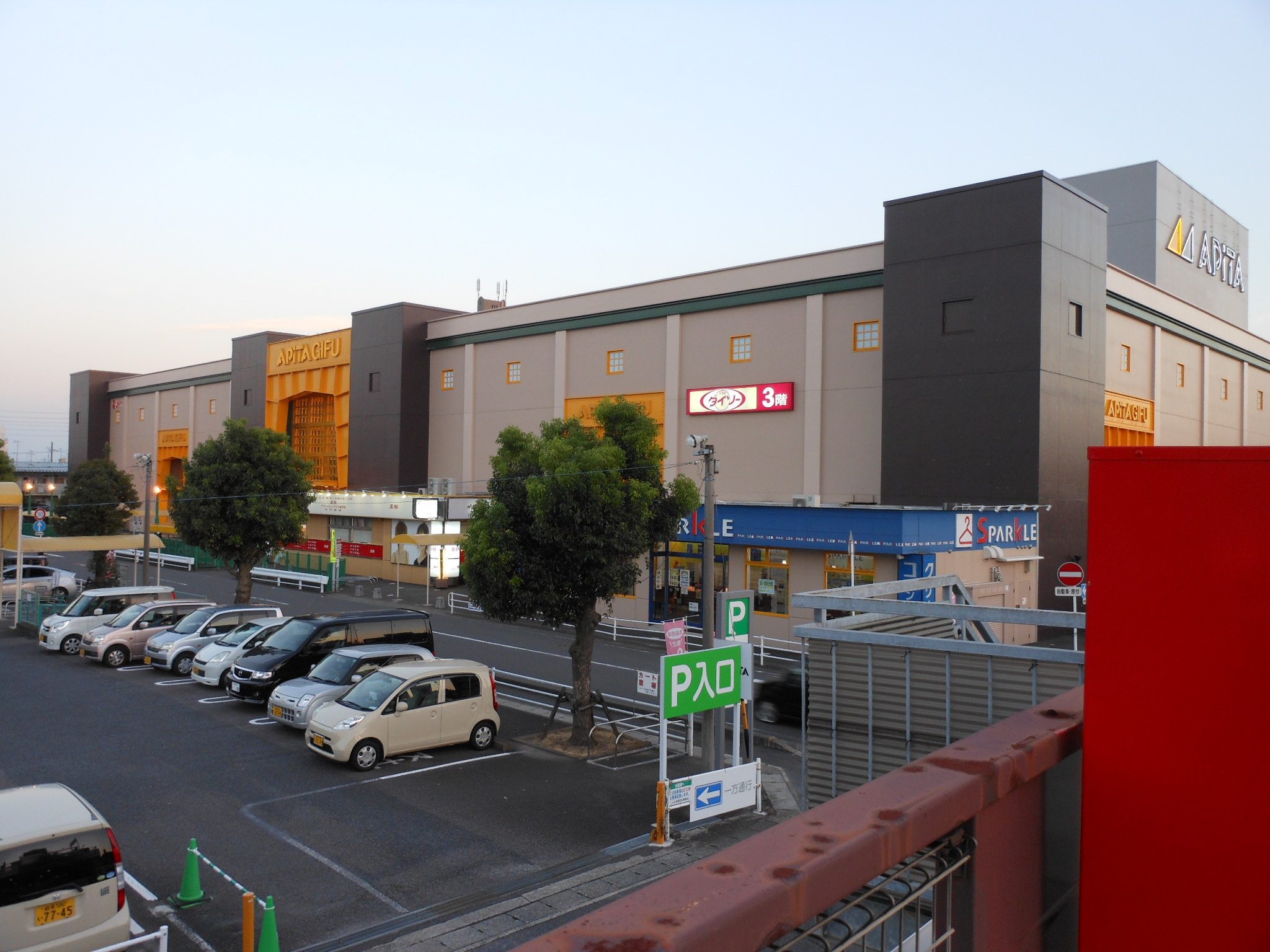
アピタ岐阜店（現・ MEGAドン・キホーテUNY岐阜店）
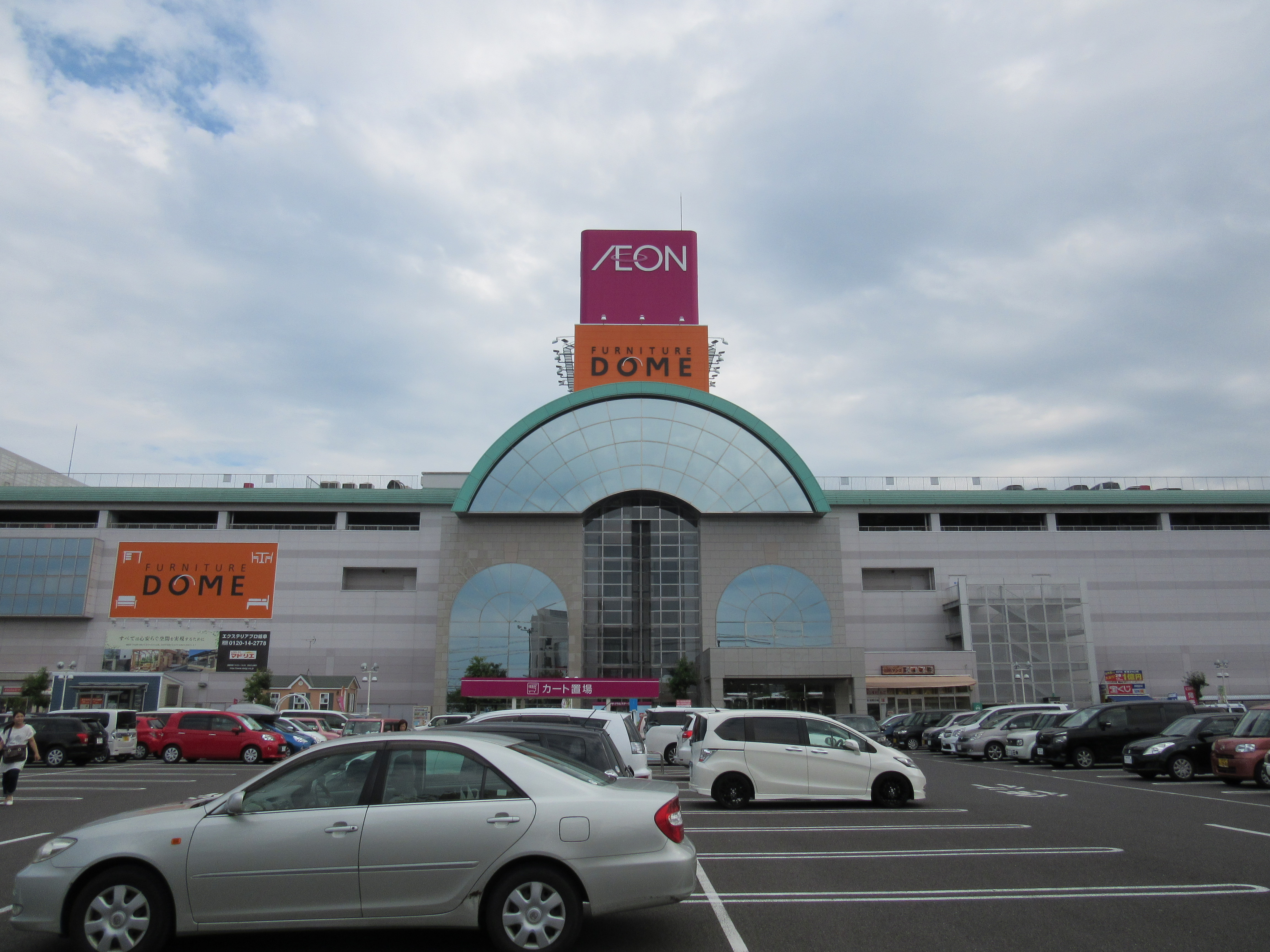
イオン柳津店

過去の商業施設
- 岐阜高島屋　(1977年9月から2024年7月まで高島屋の子会社である(株)岐阜高島屋が、柳ヶ瀬地区で営業していた百貨店。同店の閉店により岐阜県は、全国で四番目の百貨店のない都道府県になった[27])
- 岐阜メルサ （ファッション館とグルメ館があり、ファッション館8Fにはコンサートホール（名称：メルサホール）がある。名古屋鉄道系列。2009年閉館。ファッション館は空き店舗、グルメ館はシグザ神田となる。）
- 岐阜パルコ（2006年8月20日閉店 跡地はコインパーキング）
- 新岐阜百貨店（2005年12月28日閉店 - 解体 - 2007年6月名鉄岐阜駅駅舎新築竣工、跡地には商業施設イクト）
  - イクト（2009年9月6日から2024年9月29日まで名鉄岐阜駅にあった商業施設。スーパーマーケットのパレマルシェや衣料品店、英会話教室などが入居していた。
- 岐阜近鉄百貨店（現：岐阜中日ビル）
- ダイエー岐阜店（現：ライオンズマンション）
- 長崎屋岐阜店（広場として整備される予定）
- 岐阜センサ（ファッション専門店ビル）：タマコシ（現・平和堂）の倒産による閉店 - 平成29年度（2017年）に解体・更地化された（現プレサンスロジェ岐阜長良橋通り)

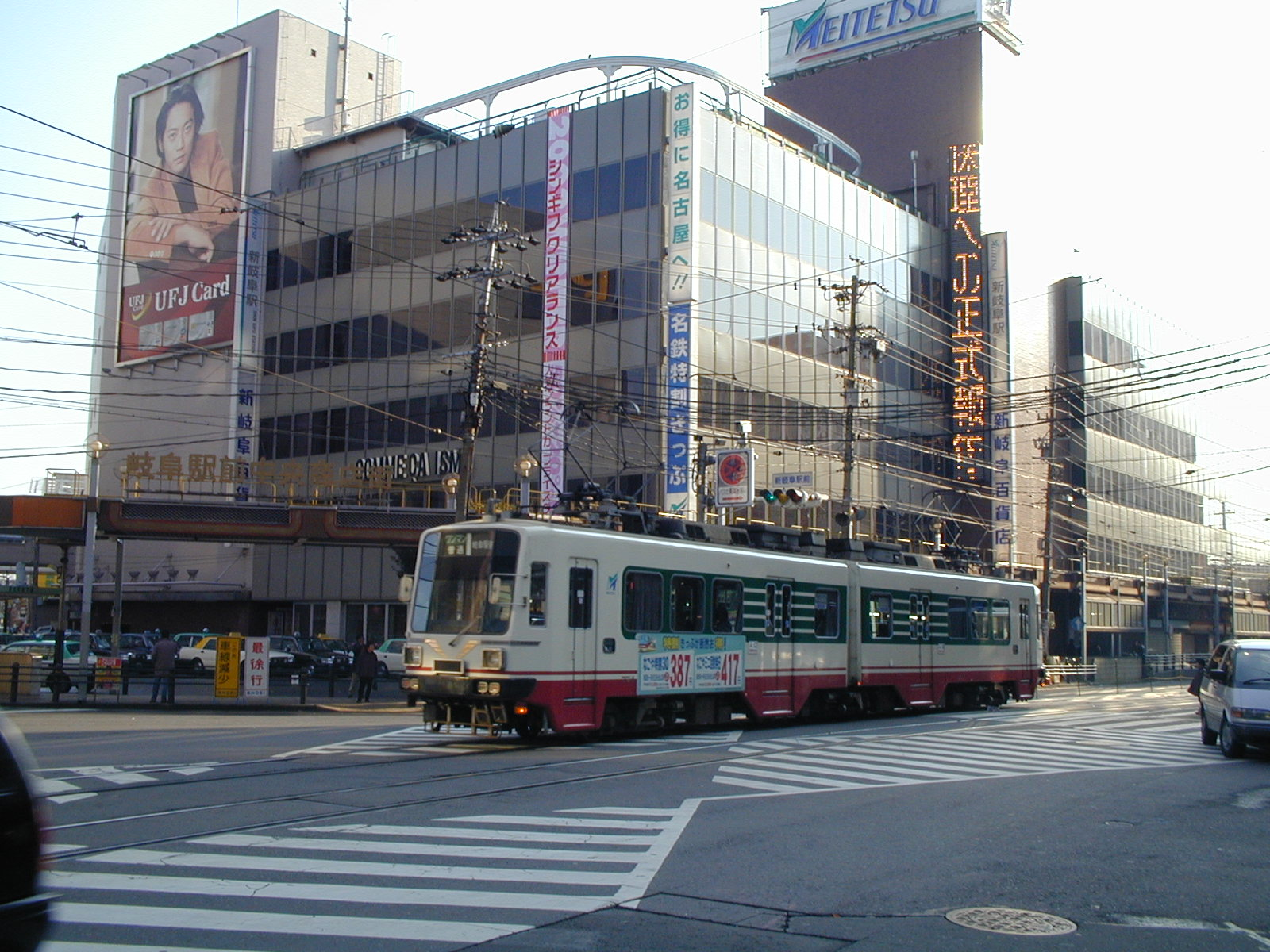
新岐阜百貨店
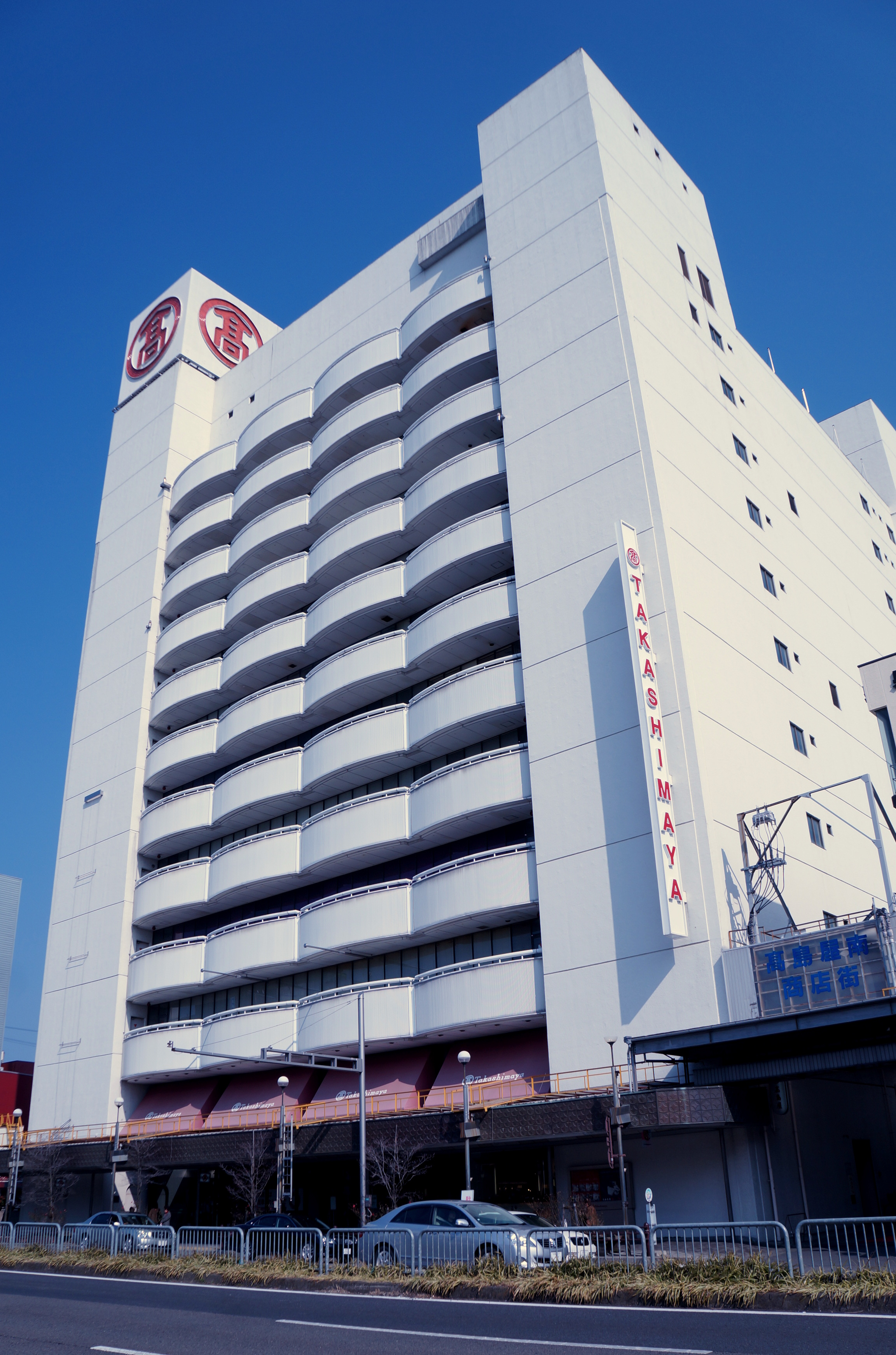
岐阜高島屋

### 本社を置く企業
運輸業
- 岐阜乗合自動車（岐阜バス）グループ
- 日の丸自動車（本社・営業所）
- 日本タクシー（本社・営業所）
- 岐阜名鉄タクシー
- 濃飛倉庫運輸
- 岐阜観光索道（金華山ロープウェイ）

アパレル
- 水甚
- 美濃屋
- 坂口捺染

製造業
- ナベヤ（鋳物）
- ベンテンドー（製菓）
- ヤマニパッケージ（製紙）
- ハビックス（不織布）
- アピ（養蜂・健康食品・医薬品）
- 日本泉酒造（酒造）

卸売業・小売業・サービス業
- 平成薬品（医薬品・医療機器卸売り）
- アルフレッサ日建産業（医薬品）
- ユニオン（建設コンサルタント）
- トーカイ（医療・福祉）
- アダチムセン（電気機器販売）
- GIFUSHO（衣類・食品）：県立岐阜商業高校が設立した企業[28]）
- ギフライス（米穀卸売）
- ひまわり（コンビニエンスストア）
- 岐阜フットボールクラブ（サッカークラブの運営）
- 岐阜トヨタ自動車（自動車ディーラー）
- トヨタカローラネッツ岐阜（自動車ディーラー）
- フィットイージー（フィットネスクラブの運営）

情報通信業
- テクノア(パッケージソフトウェアベンダー)
- 電算システム（情報処理）

建設業
- 大日本土木
- 昭和コンクリート工業
- 岐阜造園

金融業
- 十六フィナンシャルグループ

不動産業
- カワボウ（旧「川島紡績」）

### 拠点を置く企業

#### 生活協同組合
- 全労済岐阜県本部

### 金融機関
本店を設置している銀行・協同組織金融機関は以下のとおりである。
- 十六銀行（地方銀行）
- 岐阜信用金庫（信用金庫）
- 岐阜商工信用組合（信用協同組合）
- イオ信用組合（信用協同組合）
- 岐阜県医師信用組合（信用協同組合）
- 岐阜県信用農業協同組合連合会（JA農協連）

### 証券
支店
- 三菱UFJモルガン・スタンレー証券
- SMBC日興証券
- 大和証券
- 野村証券
- みずほ証券
- 十六TT証券
- 岡地証券
- 大徳証券
- 大万証券
- 豊証券

### 保険
支社・支店
- 日本生命保険（支社）
- 富国生命保険（支社）
- プルデンシャル生命保険（支社）
- 明治安田生命保険（支社）
- あいおいニッセイ同和損害保険
- 朝日火災海上保険
- 朝日生命保険
- 日新火災海上保険
- AIG損害保険（営業支店）
- 三井住友海上火災保険
- 東京海上日動火災保険

営業所
- アクサ生命保険
- エヌエヌ生命保険
- 大樹生命保険

### 岐阜市発祥の企業
- 双葉社 - 日本の出版社。1948年（昭和23年）岐阜市で創業、1954年（昭和29年）に東京都に本社移転。現在の本社は東京都新宿区。
- ライドオンエクスプレスホールディングス - 銀のさらなどを含む宅配専門のチェーン店を展開する企業。1992年（平成4年）4月に岐阜市にて創業。
- フライト・プラン -かつて存在していた家庭用ゲームソフト開発会社。現在ではアポロソフトとFELISTELLAに分裂している。
- 株式会社 タム・タム
- イギン - 婦人フォーマルウェアの製造・販売を行う会社。創業者・井上銀一が岐阜市で既製服（オートクチュール）の販売を行う「井上商店」として1947年（昭和22年）創業。1956年（昭和31年）に法人登記し設立。現在も岐阜市に登記上の本店と岐阜営業所が所在するが、本社機能は東京都にある。

## 情報通信・生活基盤

### マスメディア

#### 新聞社・通信社
地方紙・ブロック紙
- 岐阜新聞社
- 中日新聞社 岐阜支社
  - 中日新聞印刷 岐阜工場 - ※岐阜県（東濃地域除く）および滋賀県・福井県向けの中日新聞・中日スポーツと日刊県民福井を印刷。
- 中部経済新聞社 岐阜支局

全国紙
- 朝日新聞社 岐阜総局
- 毎日新聞社 岐阜支局
- 読売新聞東京本社 岐阜支局
- 日本経済新聞社 岐阜支局

#### 放送局
テレビ･ラジオ
岐阜県がエリアに含まれる放送局のうち、全国放送および、中京広域圏（東海3県を範囲とする）を放送対象地域とするテレビ放送については、おおむね愛知県瀬戸市にある瀬戸デジタルタワーからの電波を受信して視聴するエリアとなっている。瀬戸からの電波が地形で遮られる市内北部地区向けには岐阜芥見テレビ中継局・長良テレビ中継局が設置されている。上記に相当する民放4社（東海テレビ放送・中京テレビ放送・CBCテレビ・名古屋テレビ放送）は、いずれも市内に支社・支局を設置している。
岐阜県の県域放送局のうち、岐阜放送・NHK岐阜放送局は市内に演奏所・親局送信所を置いている。エフエム岐阜も親局送信所があるが、本社・演奏所は大垣市に置かれている。
- 岐阜放送
  - 岐阜放送ラジオ
- NHK岐阜放送局
  - 総合テレビ・FM放送[注釈 9]
- シティエフエムぎふ（コミュニティFM）
- シーシーエヌ（ケーブルテレビ）

また、岐阜市内には、NHK名古屋放送局ラジオ第1放送の予備送信所が設置されており、名古屋親局（NHK鍋田ラジオ放送所）が万が一送信できなくなった場合に運用される。（周波数：729kHz、空中線電力：1 kW）

### ライフライン

#### 電力
- 中部電力パワーグリッド（岐阜支社）

#### ガス
- 東邦ガス（岐阜事業所）

### 市外局番
- NTTの市外局番は058（岐阜MA。各務原市[注釈 10]や羽島市、羽島郡、瑞穂市（一部を除く）、本巣市の一部[注釈 11]、本巣郡北方町と同じ）[注釈 12]。

## 教育

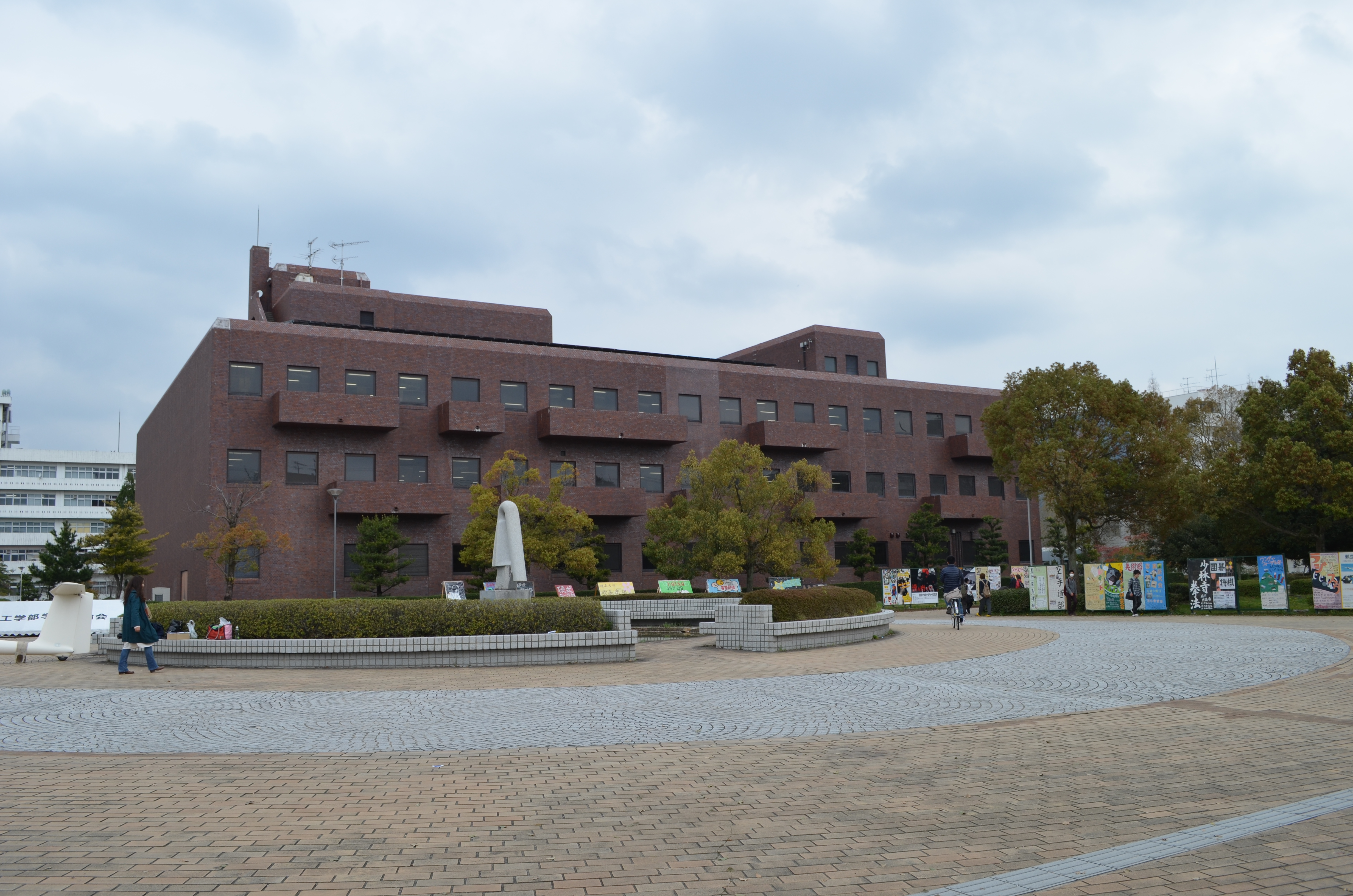
岐阜大学

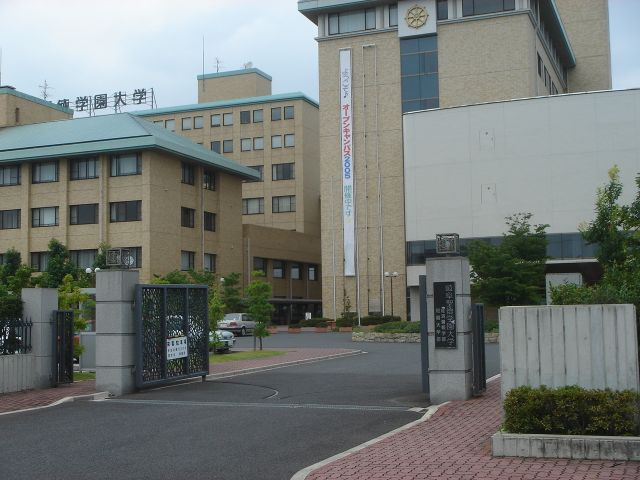
岐阜聖徳学園大学

### 大学
国公立
- 岐阜大学 ：岐阜市柳戸
- 岐阜薬科大学 ：岐阜市三田洞東
- 岐阜市立女子短期大学 ：岐阜市一日市場北町

私立
- 岐阜聖徳学園大学 ：岐阜CP‐岐阜市中鶉、羽島CP‐岐阜市柳津町高桑西
  - 同 短期大学部 ：岐阜市中鶉
- 岐阜女子大学 ：岐阜市太郎丸
- 岐阜保健大学 ：岐阜市東鶉
- 平成医療短期大学 ：岐阜市黒野
- 放送大学（岐阜学習センター）：岐阜市薮田南（県民ふれあい会館第2棟2階）

### 専修学校
- 石木編物専門学校　※休校中
- コロムビア・ファッション・カレッジ
- 飯原服装専門学校
- 岐阜調理専門学校
- 城南高等専修学校
- 岐阜美容専門学校
- ベルフォートアカデミーオブビューティ
- 岐阜歯科衛生専門学校　※2016年より休校中
- 岐阜保健短期大学医療専門学校
- ToBuCo専門学校
- 岐阜市医師会看護学校
- 大原簿記医療観光専門学校 岐阜校
- 大原法律公務員専門学校 岐阜校

### 高等学校
- 岐阜県立岐阜高等学校
- 岐阜県立岐阜北高等学校
- 岐阜県立加納高等学校
- 岐阜県立岐山高等学校
- 岐阜県立長良高等学校
- 岐阜県立羽島北高等学校
- 岐阜県立岐阜総合学園高等学校
- 岐阜県立岐阜商業高等学校
- 岐阜県立岐南工業高等学校
- 岐阜県立岐阜城北高等学校
- 岐阜県立華陽フロンティア高等学校
- 岐阜市立岐阜商業高等学校

- 鶯谷高等学校※中高併設
- 富田高等学校
- 岐阜東高等学校※中高併設
- 済美高等学校
- 聖マリア女学院高等学校※中高併設
- 岐阜聖徳学園高等学校
- 城南高等学校
- ぎふ国際高等学校
- ウィッツ青山学園高等学校岐阜キャンパス※2017年廃校

### 義務教育学校
国立
- 岐阜大学教育学部附属小中学校

市立
- 岐阜市立藍川北学園

### 中学校
市立
- 岐阜市立岐阜清流中学校
- 岐阜市立岐阜中央中学校
- 岐阜市立本荘中学校
- 岐阜市立梅林中学校
- 岐阜市立加納中学校
- 岐阜市立長森中学校
- 岐阜市立長良中学校
- 岐阜市立島中学校
- 岐阜市立岩野田中学校
- 岐阜市立精華中学校
- 岐阜市立藍川中学校
- 岐阜市立三輪中学校
- 岐阜市立岐北中学校
- 岐阜市立厚見中学校
- 岐阜市立青山中学校
- 岐阜市立陽南中学校
- 岐阜市立藍川東中学校
- 岐阜市立岐阜西中学校
- 岐阜市立長森南中学校
- 岐阜市立東長良中学校
- 岐阜市立境川中学校

私立
- 岐阜聖徳学園大学附属中学校
- 聖マリア女学院中学校※中高併設
- 岐阜東中学校※中高併設
- 鴬谷中学校※中高併設

### 小学校
市立
- 岐阜市立岐阜小学校
- 岐阜市立明郷小学校
- 岐阜市立徹明さくら小学校
- 岐阜市立白山小学校
- 岐阜市立梅林小学校
- 岐阜市立華陽小学校
- 岐阜市立本荘小学校
- 岐阜市立日野小学校
- 岐阜市立長良小学校
- 岐阜市立島小学校
- 岐阜市立三里小学校
- 岐阜市立鷺山小学校
- 岐阜市立加納小学校
- 岐阜市立加納西小学校
- 岐阜市立則武小学校
- 岐阜市立西郷小学校
- 岐阜市立市橋小学校
- 岐阜市立岩小学校
- 岐阜市立鏡島小学校
- 岐阜市立厚見小学校
- 岐阜市立長良西小学校
- 岐阜市立長森南小学校
- 岐阜市立長森北小学校
- 岐阜市立常磐小学校
- 岐阜市立木田小学校
- 岐阜市立岩野田小学校
- 岐阜市立黒野小学校
- 岐阜市立方県小学校
- 岐阜市立茜部小学校
- 岐阜市立鶉小学校
- 岐阜市立七郷小学校
- 岐阜市立早田小学校
- 岐阜市立且格小学校
- 岐阜市立芥見小学校
- 岐阜市立合渡小学校
- 岐阜市立三輪南小学校
- 岐阜市立三輪北小学校
- 岐阜市立網代小学校
- 岐阜市立城西小学校
- 岐阜市立長良東小学校
- 岐阜市立長森西小学校
- 岐阜市立芥見東小学校
- 岐阜市立岩野田北小学校
- 岐阜市立長森東小学校
- 岐阜市立柳津小学校

私立
- 岐阜聖徳学園大学附属小学校

### 幼稚園・認定こども園
市立
- 岐阜市立加納幼稚園
- 岐阜市立岐阜東幼稚園

私立
- 中部学院大学・中部学院大学短期大学部附属幼稚園
- こばと幼稚園
- こばと西幼稚園
- こばと第三幼稚園
- 若葉第一幼稚園
- 若葉第二幼稚園
- 若葉第三幼稚園
- いづみ中央幼稚園
- 明照幼稚園
- こじか幼稚園
- いづみ第二幼稚園
- はなぞの幼稚園
- ひかり幼稚園
- かぐや第一幼稚園
- かぐや第三幼稚園
- まどか幼稚園
- まどか南幼稚園
- ゆりかご幼稚園
- みのり幼稚園
- 芥見幼稚園
- 芥見第二幼稚園
- 若草第二幼稚園
- 東海第一幼稚園
- 東海第二幼稚園
- ながら幼稚園
- サニーサイドインターナショナルスクール
- むつみ幼稚園
- 長森幼稚園
- ながもり第二幼稚園
- くるみ幼稚園
- 岐阜幼稚園
- 芽含幼稚園
- 天使幼稚園
- ほんごう幼稚園
- 諏訪幼稚園
- 岐阜聖徳学園大学附属幼稚園
- 黒野こども園
- 認定こども園ながらこどもの森
- 沖ノ橋認定こども園
- 加納西認定こども園
- ひきえ子ども園
- 幼保連携型認定こども園カトレヤこども園
- ハートンこまづめ認定こども園
- 清流認定こども園
- 大洞こども園
- 認定こども園芽含幼稚園

### フリースクール
- 児童・思春期デイケア こらっじょ（市民病院内）
- フリースクール Mahalo
- 学校法人KTC学園 おおぞら高等学院岐阜校
- 特定非営利活動法人 教育・地域交流機構
- NPO法人えん あいぎふ自由学校

### 自動車学校
指定自動車教習所
- 三田洞自動車学校
- 聖徳自動車学園

### 各種学校
- 岐阜市医師会准看護学校
- 岐阜伎芸学院
- 加納高等珠算簿記学校　※休校中
- 中日喫茶調理学院岐阜校
- ホツマインターナショナルスクール（日本語学校）
- 岐阜朝鮮初中級学校
- 河合塾岐阜校
- 岐阜編物専門学院　※休校中
- いぬい洋裁学院

## 交通

### 空港
岐阜市内に空港は存在しない。最寄りの空港は、中部国際空港・名古屋空港である。
中部国際空港へは、名鉄岐阜駅から中部国際空港駅まで結ばれている。

### 鉄道
岐阜駅から名古屋駅までJRの快速電車で最速およそ20分で行けるため、名古屋方面への通勤・通学には至便である。一方で市内には鉄道空白地帯が多く、市内輸送はバス交通やマイカーに依存している。

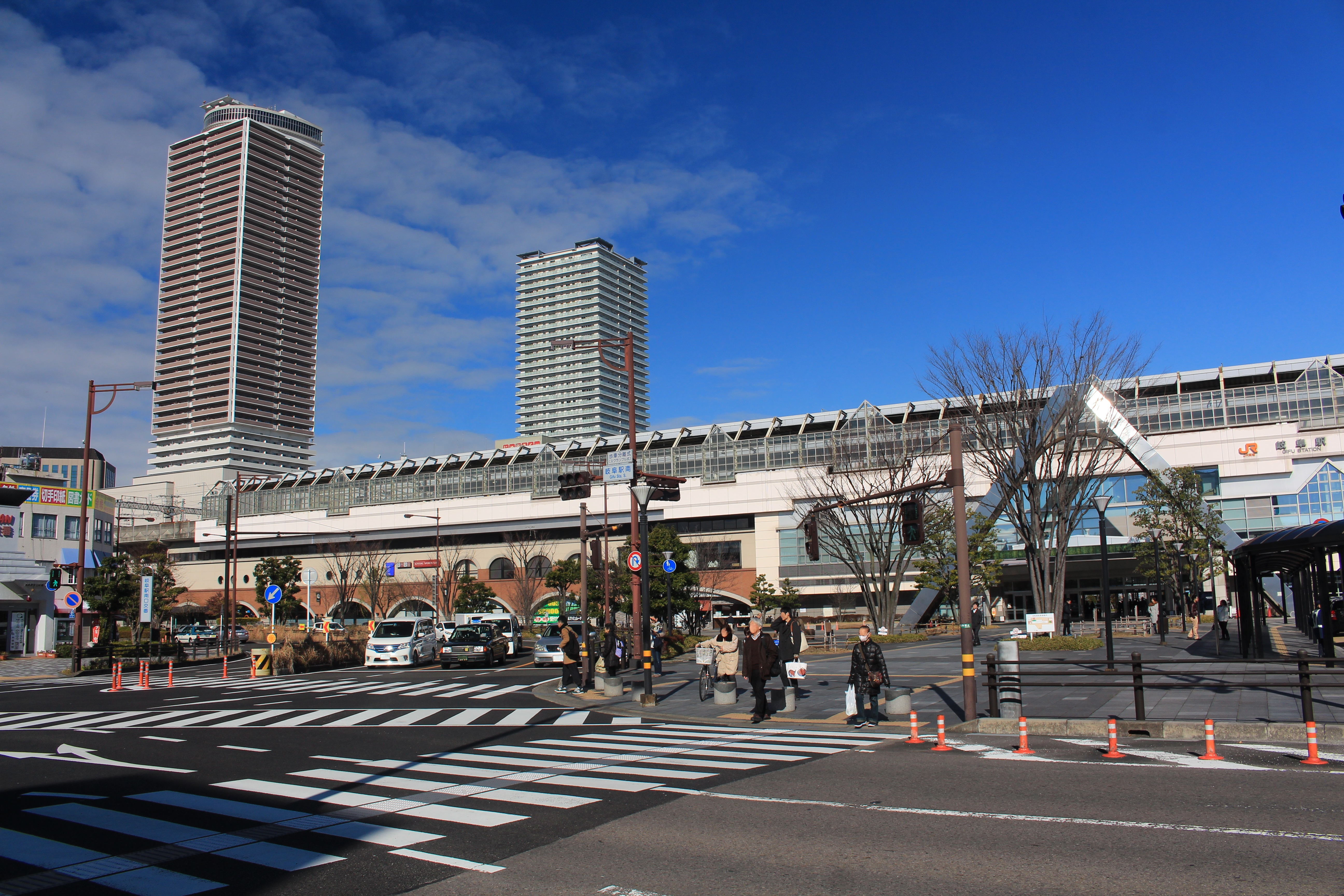
岐阜駅南口

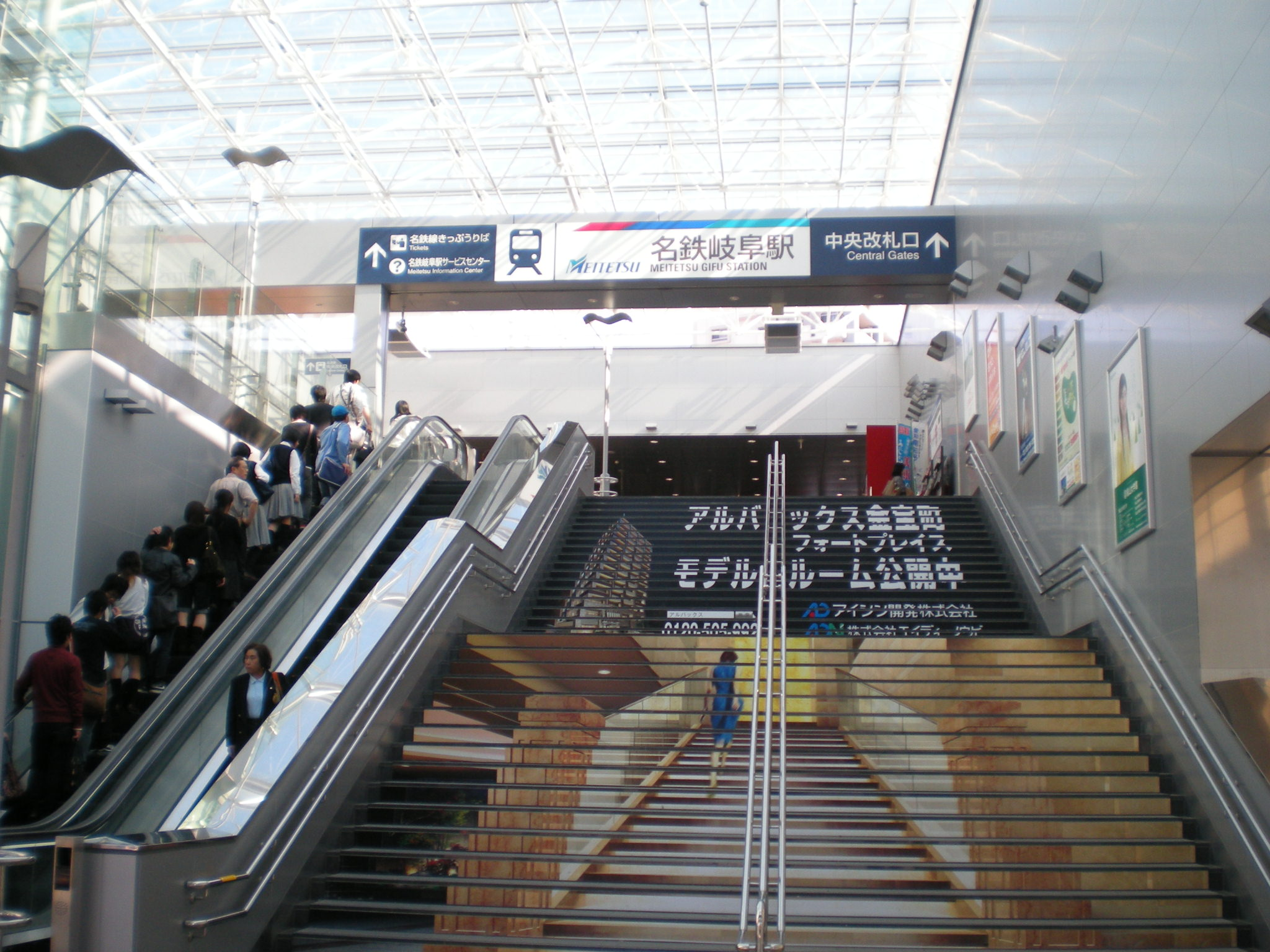
名鉄岐阜駅

中心駅：JR岐阜駅、名鉄岐阜駅

#### 鉄道路線
東海旅客鉄道（JR東海）
CA 東海道本線：- 岐阜駅 - 西岐阜駅 -
CG 高山本線：岐阜駅 - 長森駅 -
日本貨物鉄道（JR貨物）
■東海道本線：岐阜貨物ターミナル駅
名古屋鉄道（名鉄）
NH 名古屋本線：- 茶所駅 - 加納駅 - 名鉄岐阜駅
KG 各務原線：名鉄岐阜駅 - 田神駅 - 細畑駅 - 切通駅 - 手力駅 - 高田橋駅 -
TH 竹鼻線：- 柳津駅 -
2005年（平成17年）3月までは岐阜市内線や名鉄揖斐線、名鉄美濃町線、名鉄田神線があった。（通称600V線区）

### バス

#### 路線バス
| 「清流ライナー」 |  | 客室 |
| 「清流ライナー」 |  | 客室 |

- 岐阜バス
- 岐阜市コミュニティバス
- 名阪近鉄バス：柳津町とその周辺のみ

かつては名鉄バス、岐阜市交通事業部（岐阜市営バス）が市内を運行していたが、2004年9月と2005年3月にそれぞれ廃止され、路線は共に岐阜バスに譲渡された。

#### 自動運転バス
- ギフハートバス
  - 2023年11月25日から2028年3月31日まで運行予定

### 道路

#### 高速道路
中日本高速道路（NEXCO中日本）
- E41 東海北陸自動車道

（各務原市）- (4)岐阜各務原IC（料金所は各務原市） - 蘇原BS -（関市）
- C3 東海環状自動車道

（関市）- (11-1)岐阜三輪スマートIC -（山県市）- (13)岐阜IC -（本巣市）
他に名神高速道路・岐阜羽島IC（羽島市）も利用できる。

#### 国道
- 国道21号（中山道）
- 国道22号（岐阜街道。美濃路。重複区間）
- 国道156号（郡上街道）
- 国道157号
- 国道248号
- 国道256号
- 国道303号

#### 県道
主要地方道
- 岐阜県道1号岐阜南濃線
- 岐阜県道・愛知県道14号岐阜稲沢線
- 岐阜県道31号岐阜垂井線
- 岐阜県道53号岐阜関ケ原線
- 岐阜県道54号岐阜停車場線
- 岐阜県道59号北野乙狩線
- 岐阜県道77号岐阜環状線
- 岐阜県道78号岐阜大野線
- 岐阜県道79号関本巣線
- 岐阜県道91号岐阜美山線
- 岐阜県道92号岐阜巣南大野線
- 岐阜県道93号川島三輪線
- 岐阜県道94号岐阜美濃線
- 岐阜県道95号芋島鵜沼線

一般県道
- 岐阜県道151号岐阜羽島線
- 岐阜県道152号岐阜各務原線
- 岐阜県道153号羽島茶屋新田線
- 岐阜県道154号笠松墨俣線
- 岐阜県道157号鶉羽島線
- 岐阜県道163号墨俣合渡岐阜線
- 岐阜県道164号鶉笠松線
- 岐阜県道167号金原上西郷線
- 岐阜県道168号屋井黒野線
- 岐阜県道173号文殊茶屋新田線
- 岐阜県道175号岐阜岐南線
- 岐阜県道176号安食粟野線
- 岐阜県道180号松原芋島線
- 岐阜県道181号岐阜那加線
- 岐阜県道183号正木岐阜線
- 岐阜県道187号岐阜停車場城南線
- 岐阜県道190号忠節停車場線
- 岐阜県道194号茶屋新田堀津線
- 岐阜県道195号岐阜千本松原公園自転車道線
- 岐阜県道201号溝口下白金線
- 岐阜県道203号岐阜小倉公園自転車道線
- 岐阜県道205号長森各務原線
- 岐阜県道208号岐阜インター線
- 岐阜県道287号上白金真砂線

#### 市内道路通称名
- 岐阜西通り
- 忠節橋通り
- 金華橋通り
- 長良橋通り
- 加納中通り
- 岐阜東通り
- さぎやま道山通り
- 岐阜東西通り
- 長住町通り
- 岐阜環状線

### 道の駅
- 道の駅柳津（岐阜県道1号岐阜南濃線沿い）

## 観光
かつてのミス岐阜・ミス長良川にあたる「ぎふ長良川メイツ」が、岐阜市のイメージアップと観光PRに務めている。

### 名所・旧跡
主な城郭
- 岐阜城（稲葉山城、国の史跡[30]）・金華山
- 加納城跡（国の史跡）
- 鷺山城跡
- 黒野城跡（市の史跡）
- 賀夫良城（市指定史跡・金神社）
- 長森城跡
- 切通陣屋跡（長森城と同一箇所）
- 川手城跡
- 上茜部城跡
- 柳津城跡
- 高桑城跡

主な寺院

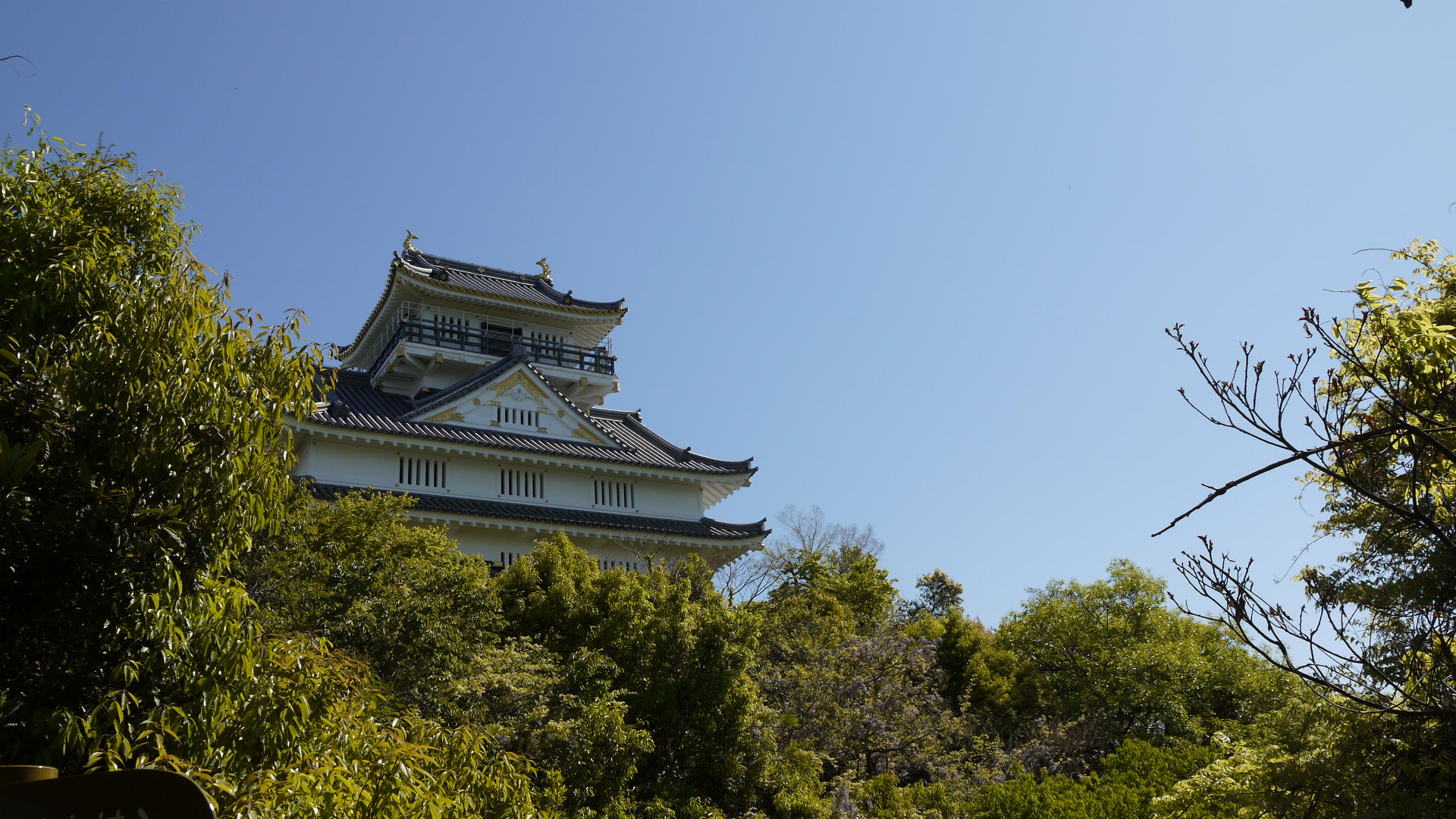
岐阜城

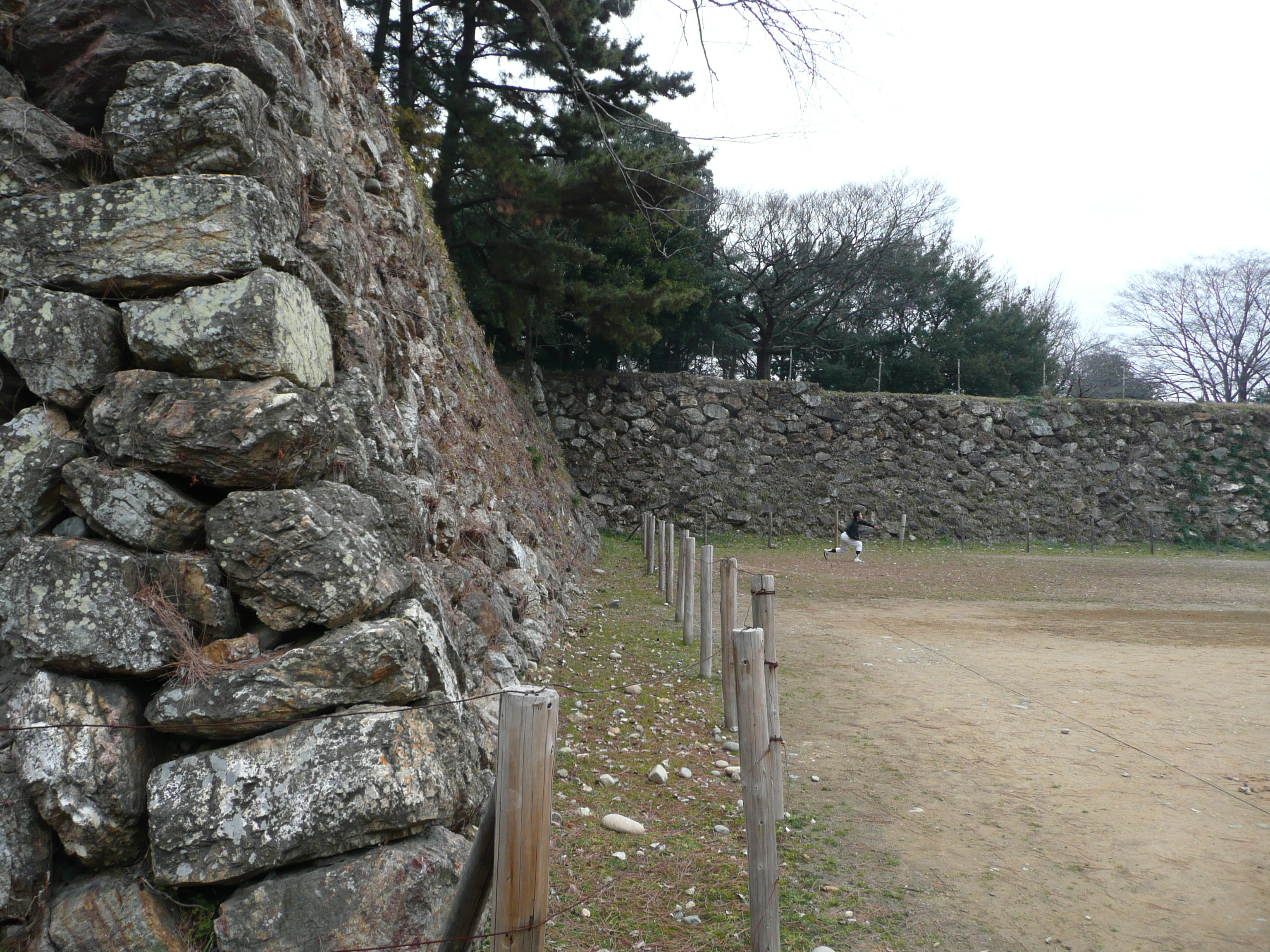
加納城

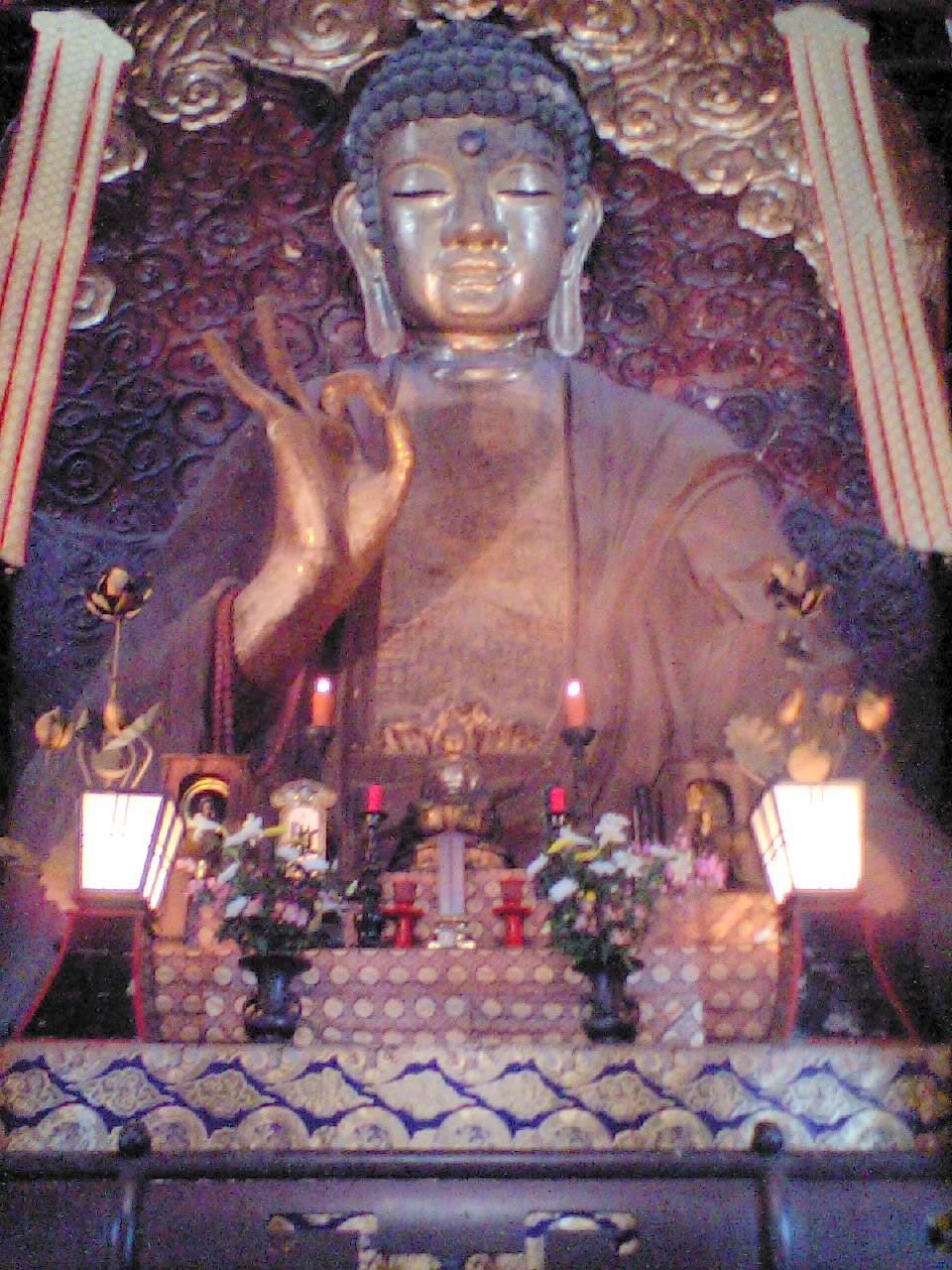
正法寺（岐阜大仏）

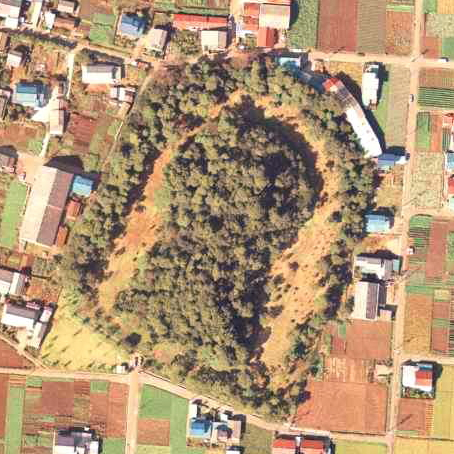
琴塚古墳

- 正法寺: 金華山の麓にある寺院。この寺院には大仏堂があり、そこにある大仏（岐阜大仏）は奈良・鎌倉と並び日本三大仏の一つと言われている。大仏は1832年（天保3年）に作られたもので、かご大仏としては日本一の大きさを誇る。
- 常在寺: 日蓮宗妙覚寺派の寺院。1450年（宝徳2年）に守護代の斎藤妙椿により建立される。本尊は文殊菩薩。斎藤氏は斎藤道三のころに下克上により美濃国の国主となる。常在寺は斎藤氏の菩提寺となっており、墓所や道三、斎藤義龍の肖像画（いずれの肖像画も国の重要文化財に指定）なども所蔵されている。
- 瑞龍寺
- 乙津寺：おっしんじ（鏡島弘法）: 岐阜市鏡島にある臨済宗の古刹で、738年に行基菩薩が開山した。通称名の「鏡島弘法」の方が一般に知られている。十一面千手観音像をはじめ文化財を多数所有している。
- 法華寺（三田洞弘法）
- 護国之寺：岐阜市長良雄総にある高野山真言宗の寺で、寺伝によれば746年に聖武天皇の勅願により建立された。岐阜市内唯一の国宝「金銅獅子唐草紋鉢」をはじめ岐阜県・岐阜市指定の各種の文化財を所有している。
- 大龍寺: 岐阜市粟野、別名「高富大龍寺」「だるま観音」。
- 美江寺: 岐阜市美江寺町、天平年間の開山。
- 延算寺: 岐阜市岩井、別名「岩井山かさ神」「瘡神薬師」
- 真長寺 （三輪釈迦）
- 崇福寺: 岐阜市長良福光、織田信長ゆかりの寺
- 願成寺: 岐阜市大洞、国の天然記念物の中将姫誓願桜が境内にある。
- 玉性院: 節分の日の2月3日に行われる節分つり込み祭りが有名。この祭りは赤鬼に扮した厄男を神輿に、お福に扮した厄女を御所車に乗せ、おはらいをして無病息災を祈るもの。厄払い祈祷の豆まきは昼ごろから随時行われる。また、節分期には豆まきの宣伝と交通安全を推進するために、巨大な赤鬼の張りぼてを立てている。
- 岐阜別院
  - 岐阜市西野町 - 浄土真宗本願寺派（西本願寺）の本願寺岐阜別院
  - 岐阜市小熊町 - 真宗大谷派（東本願寺）の真宗大谷派岐阜別院
- 善光寺（岐阜善光寺）: 伊奈波神社に隣接。
- 妙照寺:身延山久遠寺を総本山とする日蓮宗の寺院。慶長5年（1600年）に岐阜中納言織田秀信公より竹中半兵衛重治の屋敷跡であるに寄進され移転した。松尾芭蕉は貞享5年（1688年）6月に訪れて約1ヶ月滞在した[31]。
- 震災紀念堂：濃尾地震の犠牲者の慰霊施設。

主な神社
- 伊奈波神社: 金華山山麓にある神社。西暦85年（景行天皇14年）の時代に創立されたと言われ、1900年以上の歴史を持つ。主祭神は五十瓊敷入彦命。毎年4月の第一土曜日には例祭の宵宮がある。初詣スポットとして多くの人びとを集める。近年、茶室を増設。美濃の国の三ノ宮。
- 加納天満宮: JR岐阜駅の南側ほど近いところにある。15世紀、文安の時代に土岐の長臣斎藤帯刀左衛門利永により立てられた。10月には天満まつりがある。他の天満宮同様、菅原道真を祀る。
- 金神社: 岐阜市中心部にある神社。金大神の鎮座は成務天皇の時代（西暦135年）と伝える。境内には古墳「賀夫良城」があり物部氏である物部臣賀夫良命がこの地に赴任し国府に定め、金大神を崇拝されたと伝えられている。現在、主祭神は、渟熨斗姫命。商売繁盛のご利益があるとして市民から信仰を集めている。近年、神社境内の整備も進み、正月・祭礼日には多くの人が訪れ、11月23日の新嘗祭には「こがねさんの秋まつり」を行い、市民に親しまれている。: 金公園と文化センターは隣接している。
- 橿森神社: 岐阜市中心部にある神社。夫婦和合、子供の神社として知られている。祭神の市隼雄命は五十瓊敷入彦命と渟熨斗姫命の子である。
- 岐阜護國神社
- 長良天神神社
- 葛懸神社: 裸祭りの池ノ上みそぎ祭で知られる。
- 溝旗神社
- 手力雄神社: 岐阜市東部に鎮座する神社。火薬や花火を仕込んだ神輿を、裸男が火の粉を浴びつつ担ぐ豪壮な「手力の火祭」で有名。
- 伊波乃西神社（日子坐命陵）
- 三輪神社
- 茜部神社
- 本荘神社
- 天神神社
- 若江神社
- 鶉田神社
- 方県津神社
- 津神社
- 縣神社
- 比奈守神社
- 加納八幡神社
- 吉野神社
- 諏訪神社
- 八幡神社

主なキリスト教会
- 芥見キリスト教会：同盟福音基督教会
- インマヌエル岐阜キリスト教会：イムマヌエル綜合伝道団
- 華陽教会：日本基督教団
- 長良キリスト教会：日本同盟基督教団
- 岐阜グレイスチャーチ（長良キリスト教会伝道所）：日本同盟基督教団
- 岐阜加納教会：日本キリスト改革派教会
- 岐阜教会：日本キリスト教会
- 岐阜教会：在日大韓基督教会
- 岐阜教会：聖イエス会
- 岐阜キリスト教会：同盟福音基督教会
- 岐阜グレースキリスト教会
- 岐阜聖書バプテスト教会：日本バプテスト・バイブル・フェローシップ
- 岐阜聖パウロ教会：日本聖公会
- 岐阜バプテスト教会：日本バプテスト連盟
- 聖泉キリスト教会
- クリスチャン・コミュニティー・チャーチ
- ハレルヤチャーチ岐阜：日本福音ペンテコステ教団
- ヨハン岐阜キリスト教会
- TLEA岐阜教会

主なイスラム教モスク
- 岐阜モスク

主な遺跡
- 琴塚古墳（国の史跡）
- 道三塚：斎藤道三は、長男斎藤義龍との長良川の戦いで討死にし、その遺体は道三塚に葬られた。斎藤家の菩提寺であった常在寺の日椿上人が、現在の地に移し、供養碑を建てたといわれている[32]。
- 日野の舟伏山の蛇首塚 - 舟伏山（海抜二六一ｍ）の山頂に蛇首塚がある。昔、天から舞い下りた竜が、長良川で水を飲み、天に帰ろうとしたところ、勇士に首を斬り落とされてしまう。その祟りか、洪水で村が悩まされるので、蛇の首を山頂に埋めて弔ったと伝わる[33]。

### 観光スポット
自然
- 金華山 - 金華山ドライブウェイ（天気が良いと、名古屋市や伊勢湾方面まで見渡せる）
- 長良川
  - 長良川鵜飼
  - 小紅の渡し

公園
- 岐阜公園
- 梅林公園
- 岩戸公園
- 島南公園
- 畜産センター
- 岐阜ファミリーパーク
- 長良公園
- 清水緑地
  - 湊コミュニティ水路
- 境川緑道公園

宿場町
- 中山道
  - 53.加納宿
  - 54.河渡宿

湊町
- 川原町

温泉
- 長良川温泉（源泉は岐阜市北部三田洞地区）
- 三田洞神仏温泉

繁華街･歓楽街
- 柳ヶ瀬（商店街）
- 金津園（日本三大ソープ街の一つである西日本最大級のソープランド街。岐阜駅南側にある）
- 玉宮町

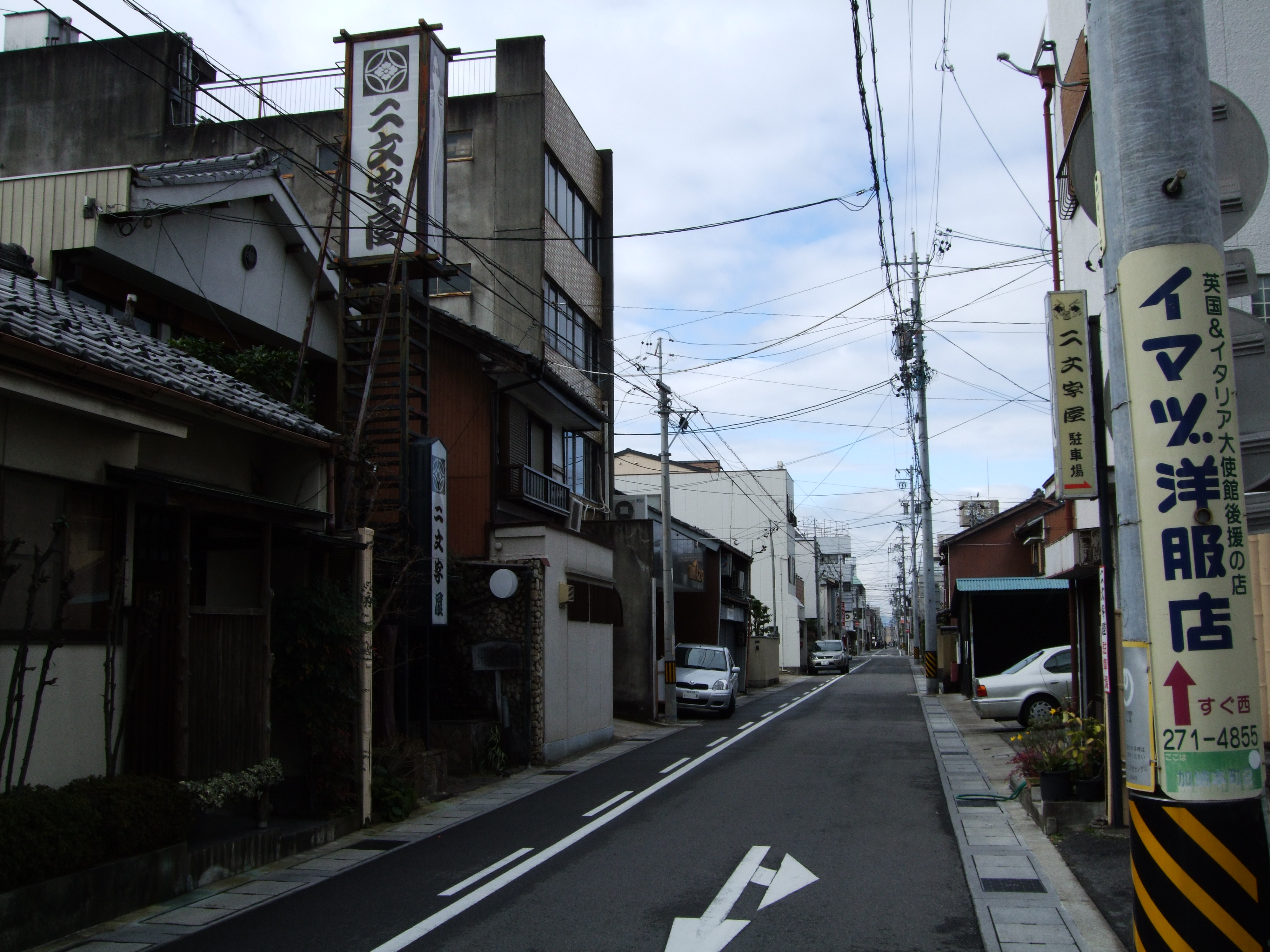
中山道 加納宿
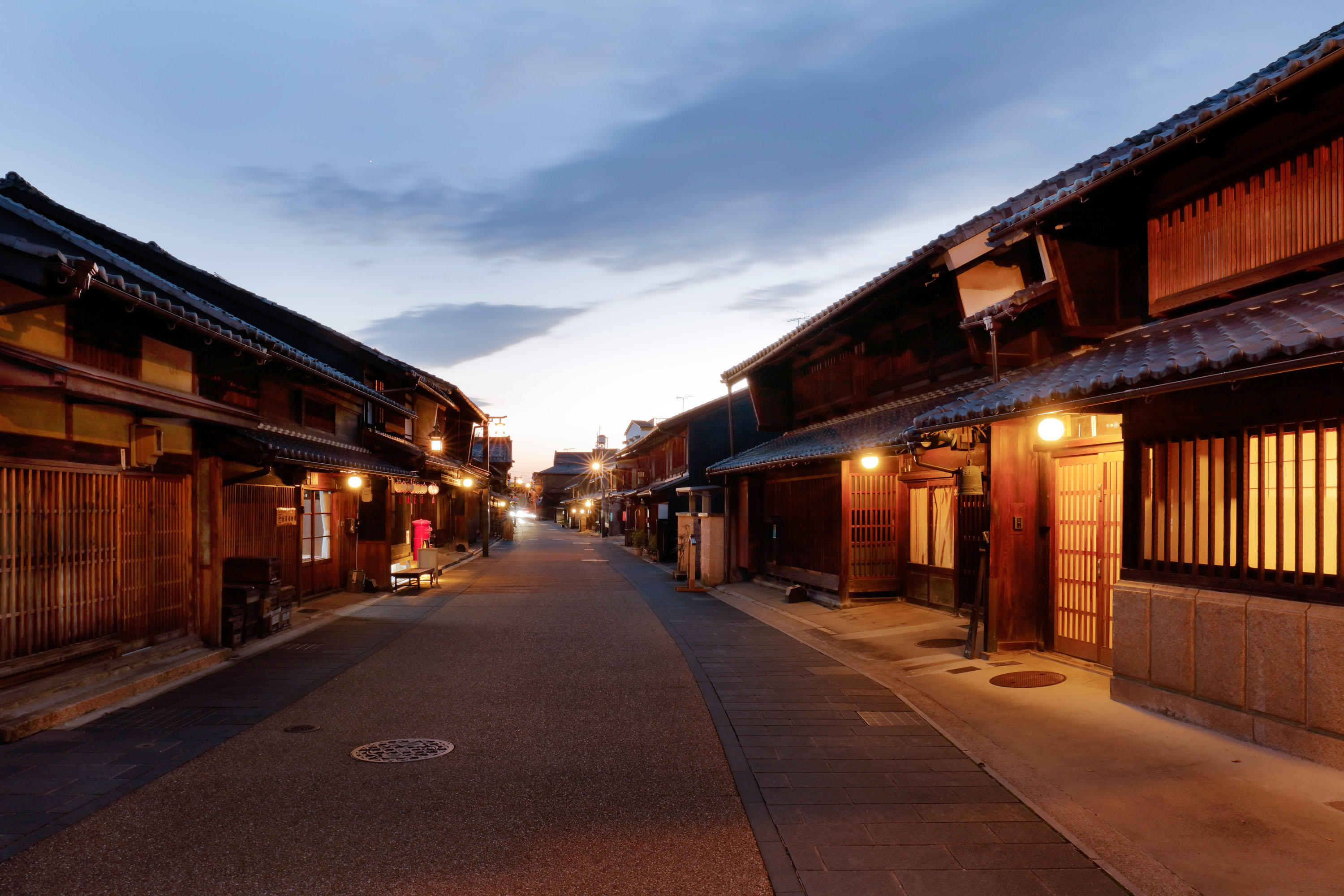
川原町 目抜き通り
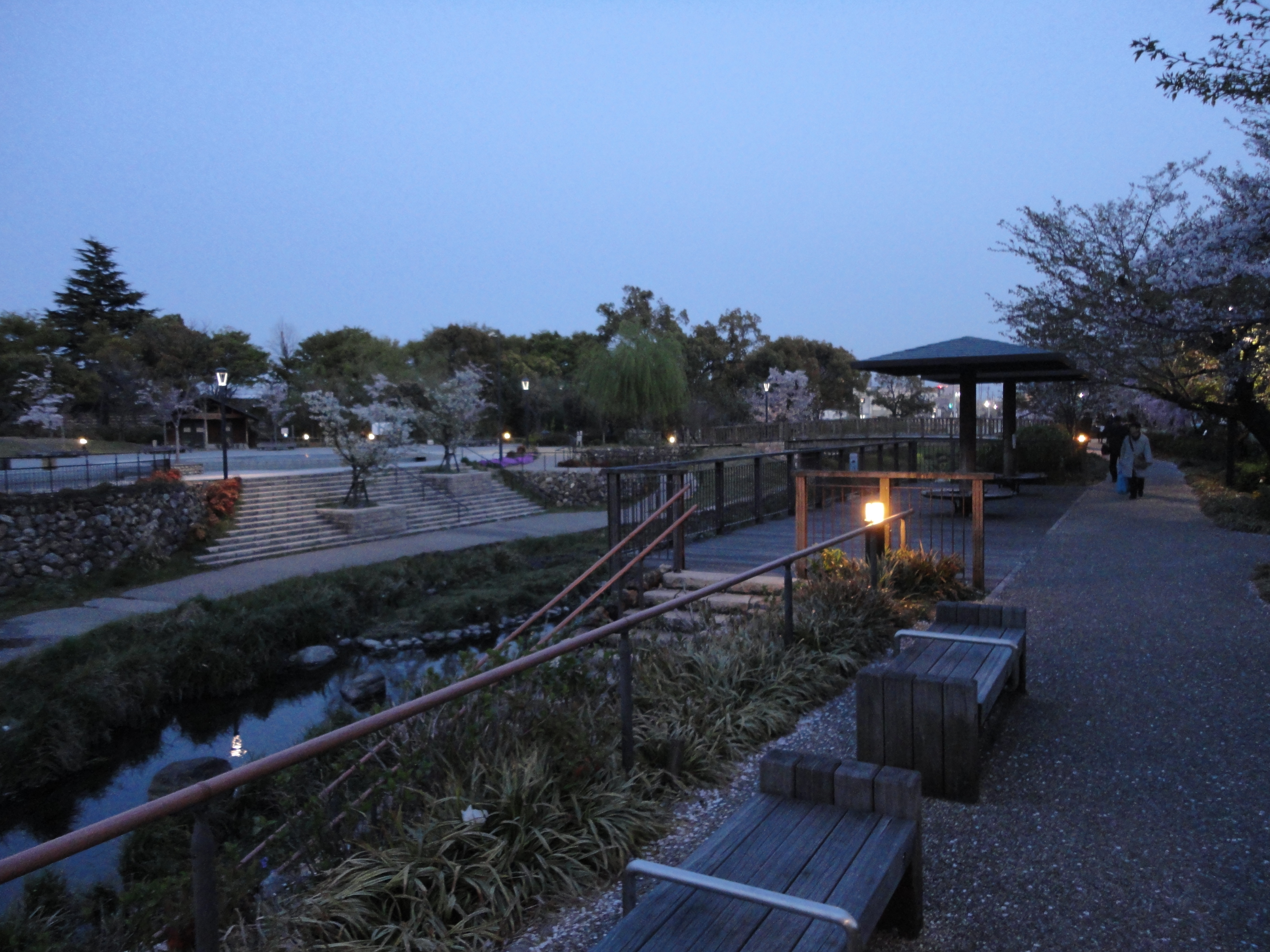
清水緑地
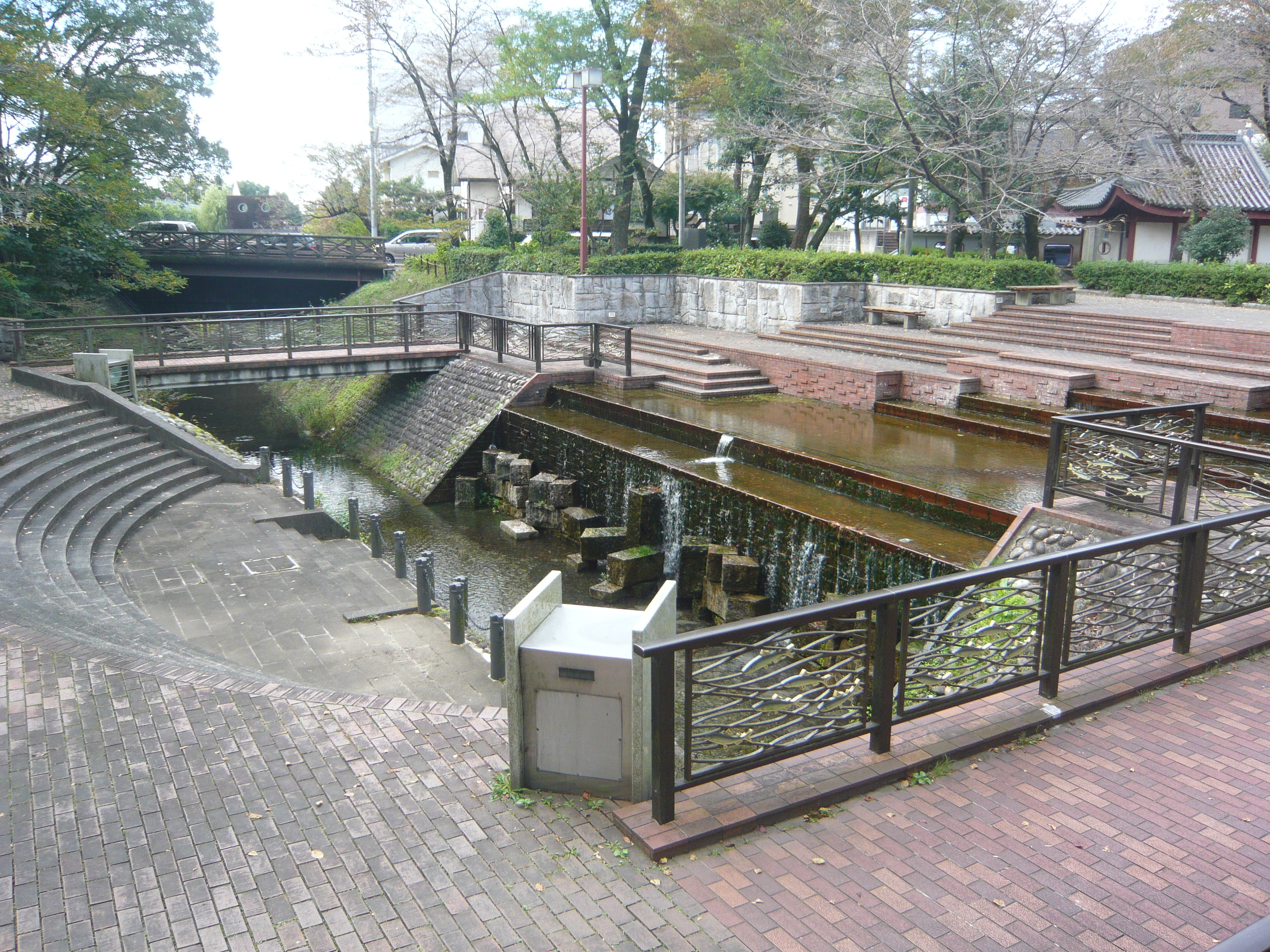
湊コミュニティ水路
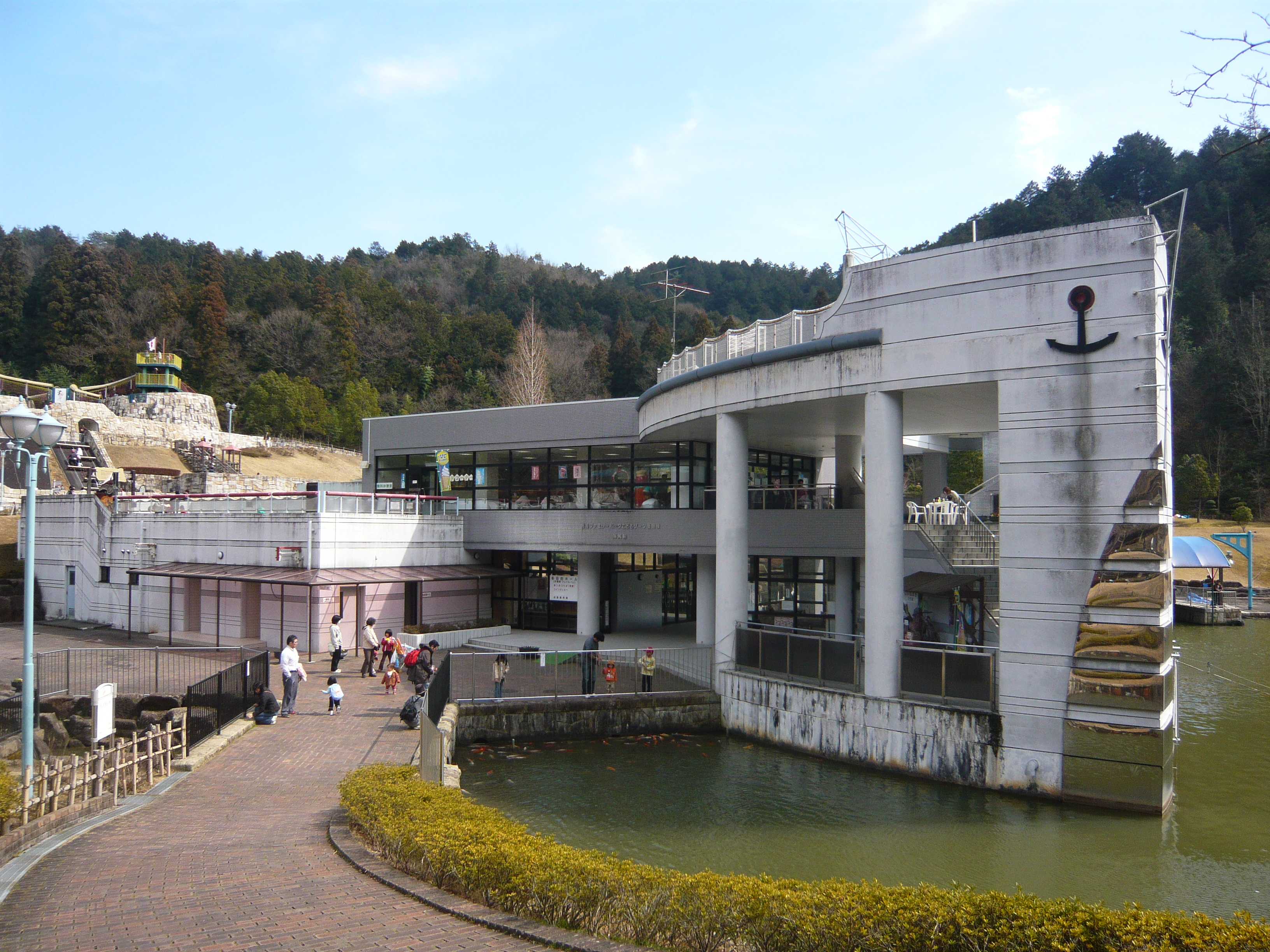
岐阜ファミリーパーク
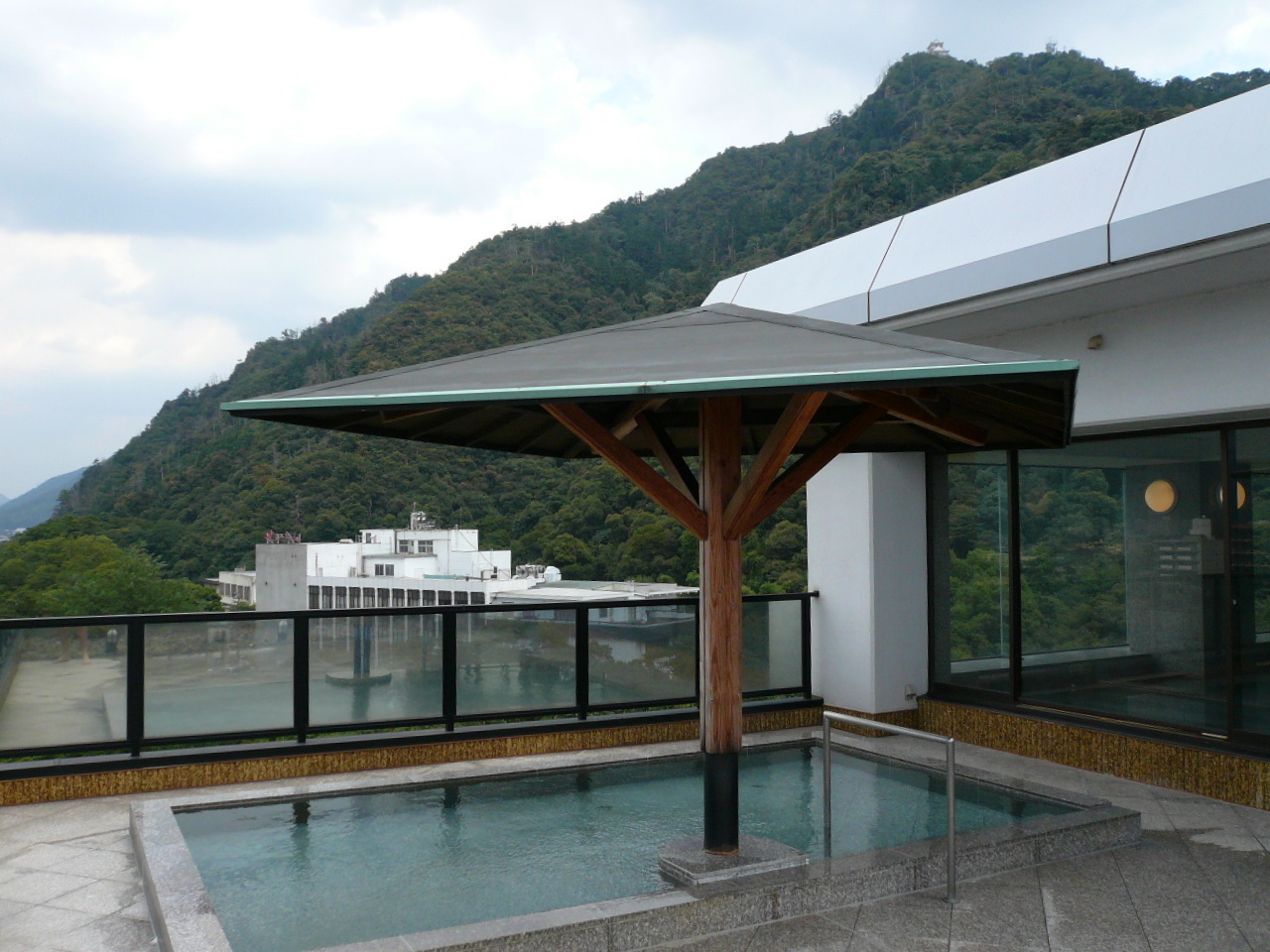
長良川温泉
柳ヶ瀬
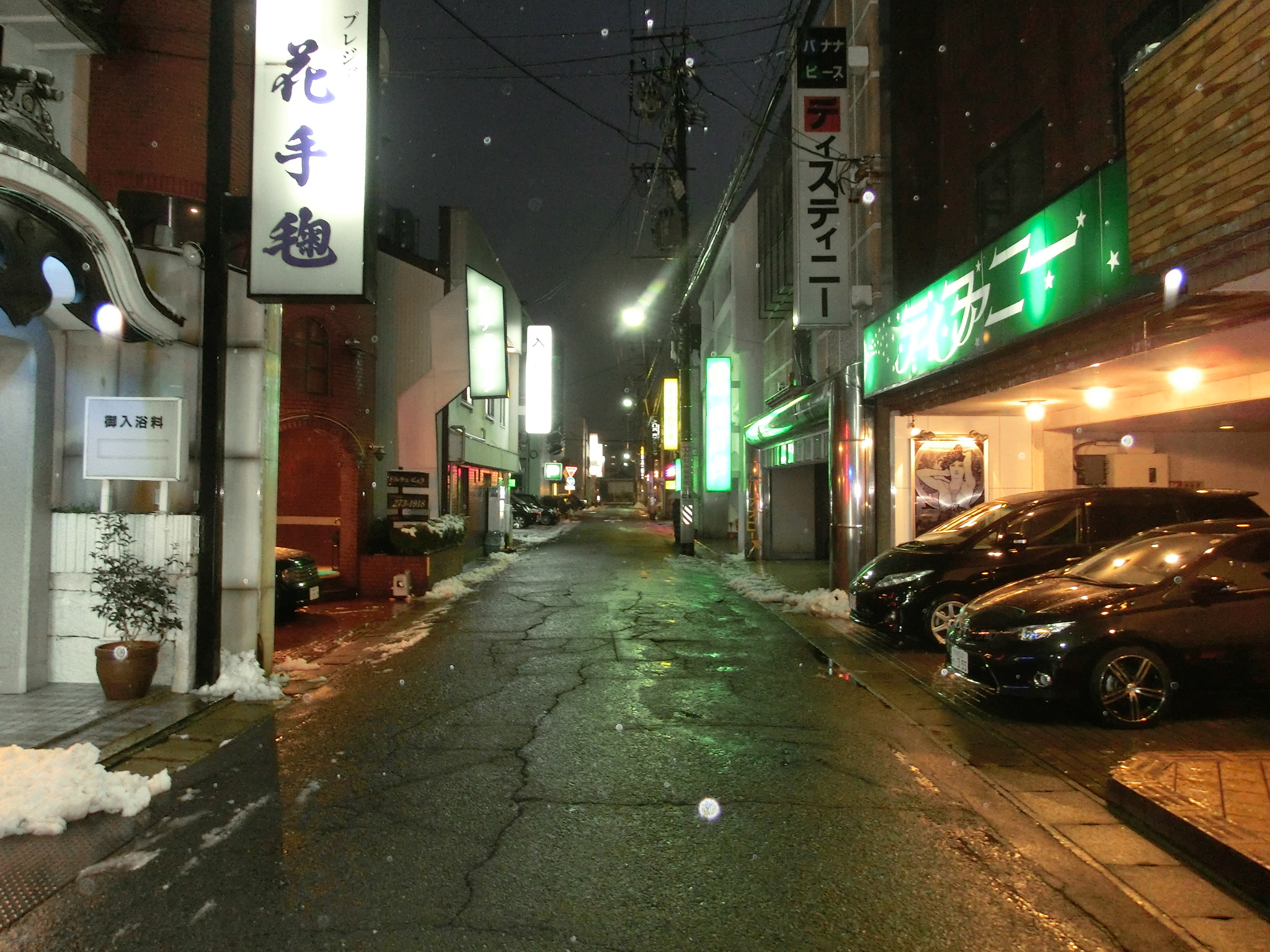
金津園

## 文化・名物

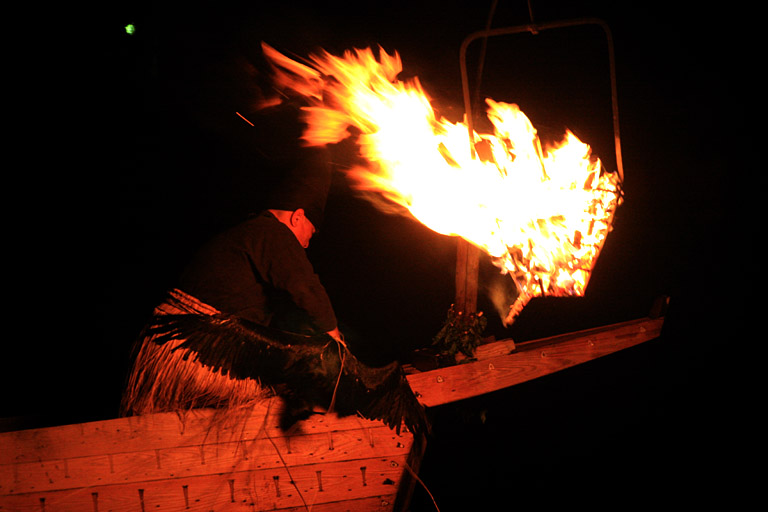
長良川河畔で行われている鵜飼い

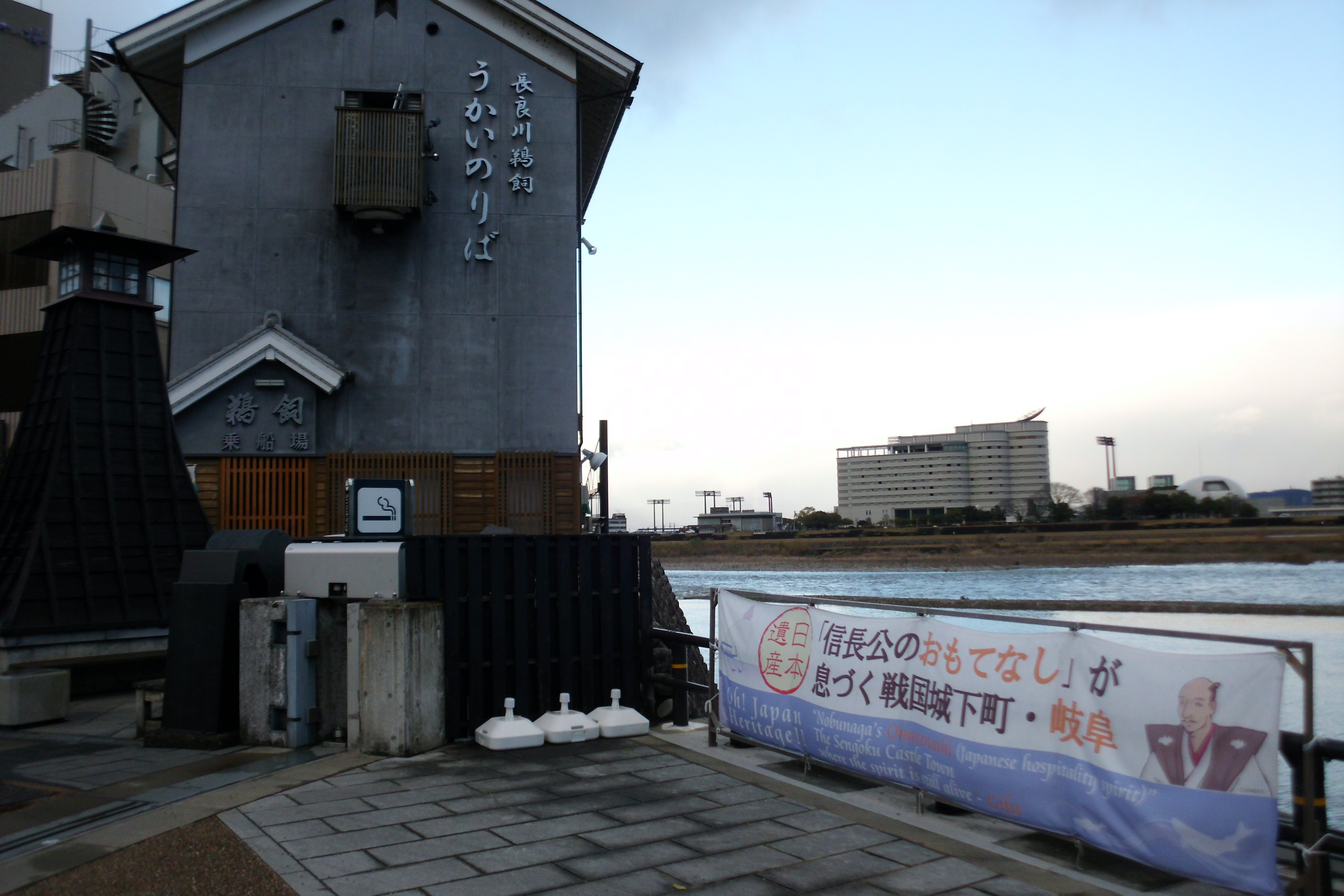
長良川鵜飼船着場

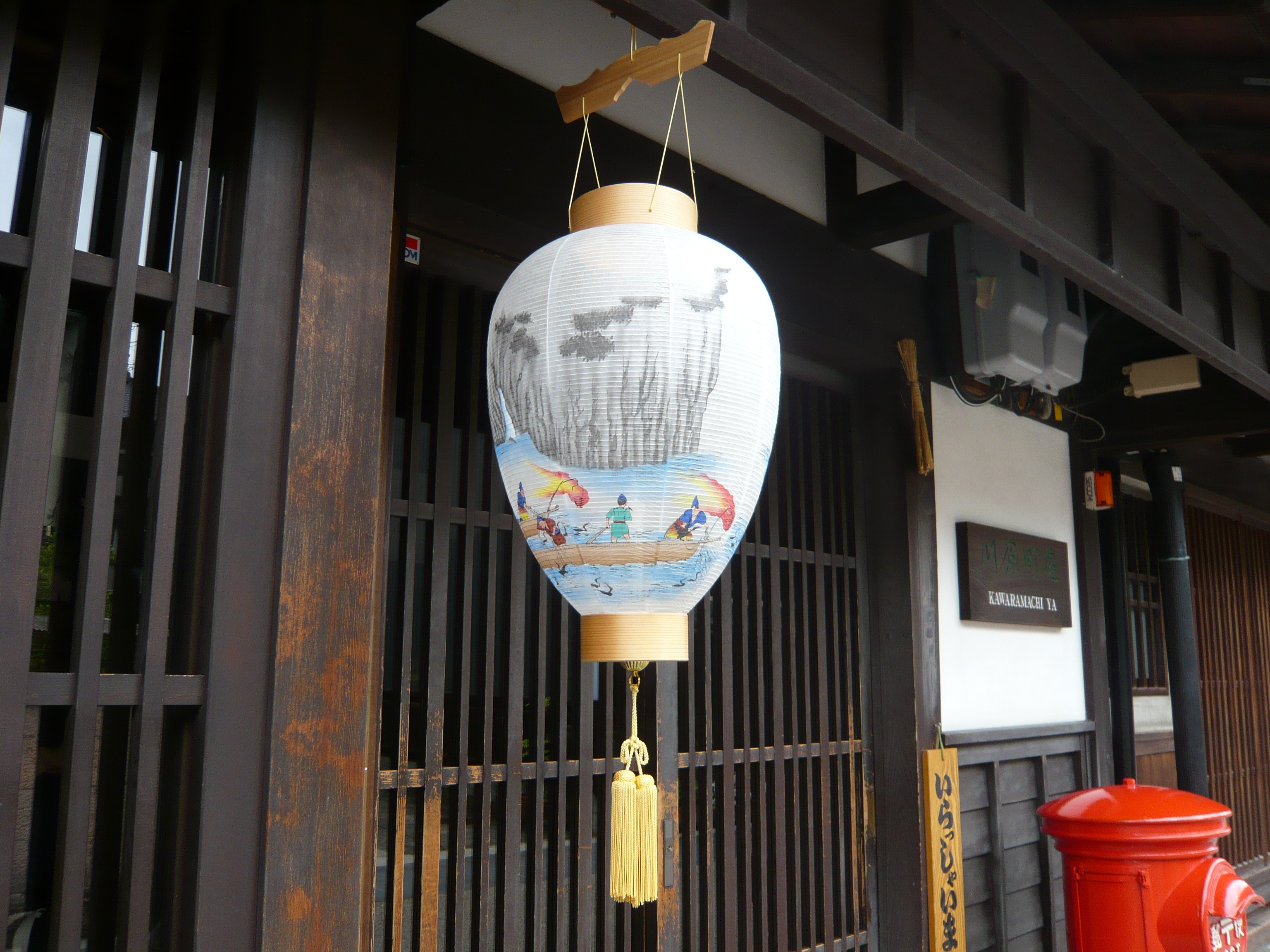
岐阜提灯

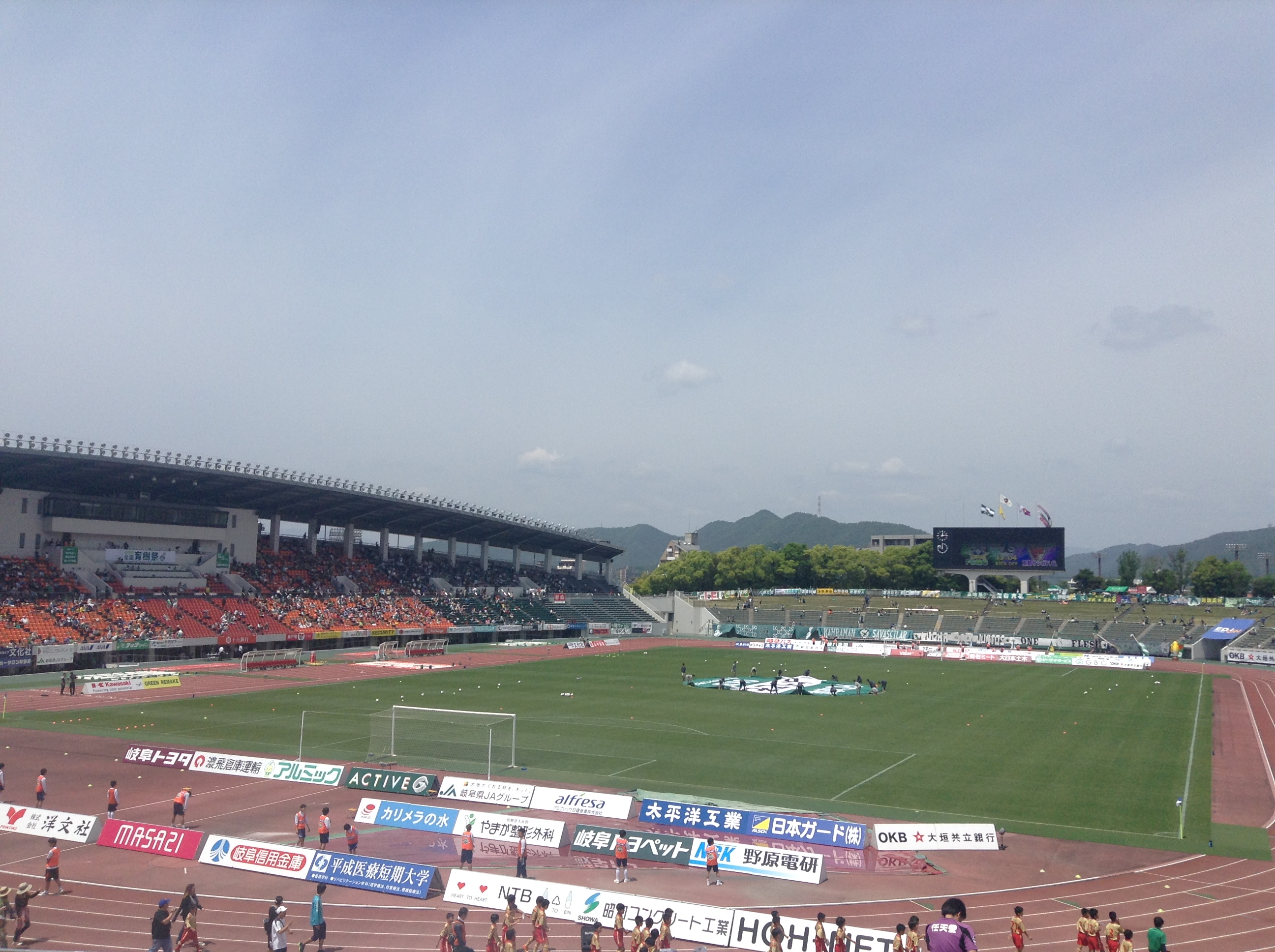
岐阜メモリアルセンター長良川競技場

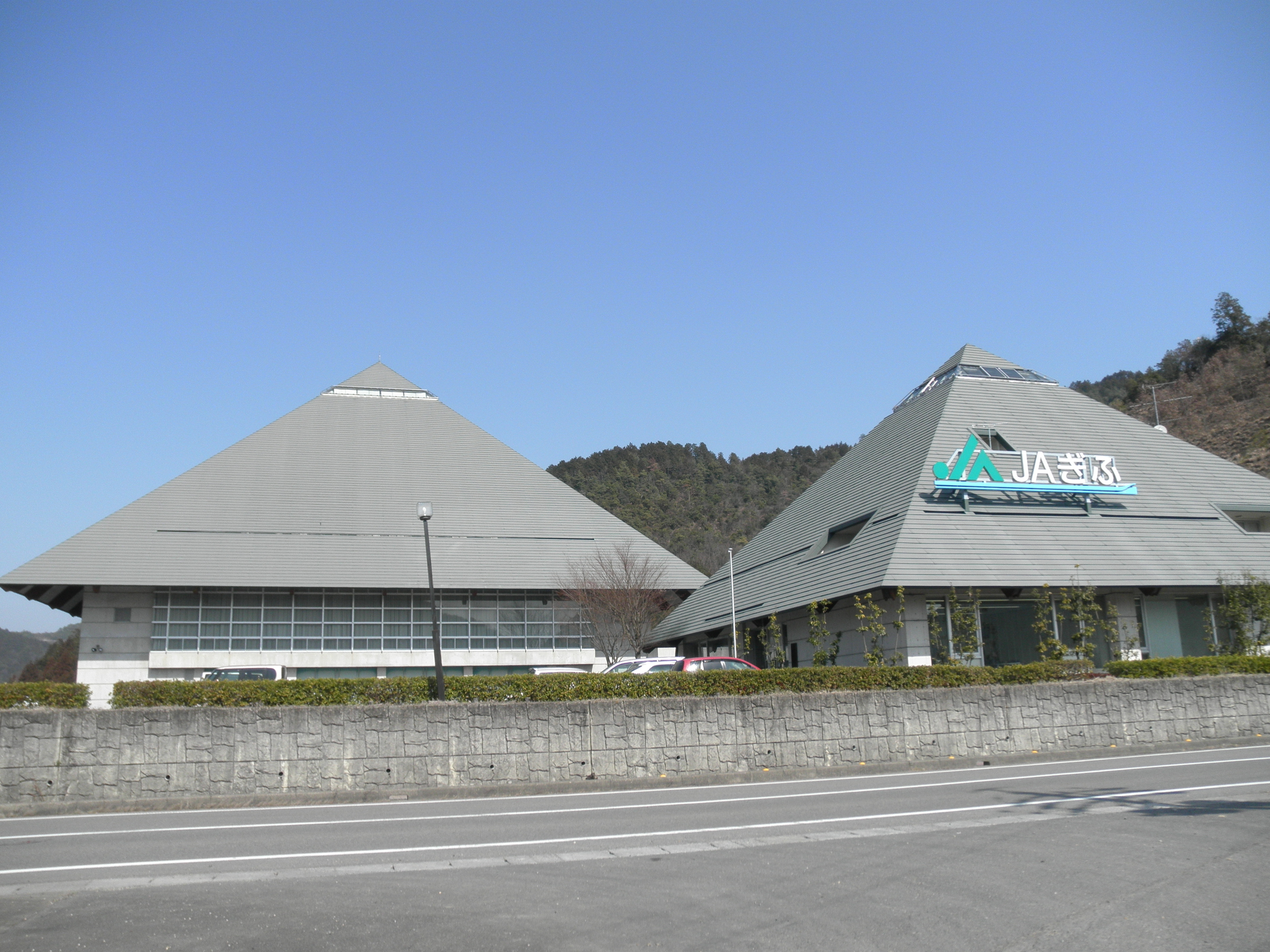
JAぎふアグリパーク鈴ヶ坂

### 祭事･催事
主な祭事・催事
- 美江寺まつり （3月の第1日曜日）
- 岐阜まつり（4月5日）
- 道三まつり（4月の第1土曜と翌日日曜）
- 手力の火祭（4月の第2土曜日と8月の第2日曜日）
- 高橋尚子杯ぎふ清流ハーフマラソン（4月の第3又は第4日曜日）※日本のハーフマラソンで初めてワールドアスレティックスのゴールドラベルを獲得。
- ぎふ長良川花火大会（8月11日頃）
- 長良川薪能（8月）
- 境川ふれあい夏祭り花火大会（8月下旬）
- ぎふ信長まつり（10月の第1土曜と翌日日曜）
- 池ノ上みそぎ祭（12月の第2土曜）
- 岐阜フラッグアート展
- 全日本学生落語選手権・策伝大賞
- ぎふアジア映画祭（9月から12月ごろ）
- こよみのよぶね（冬至の夜、長良橋付近の長良川で行われる）
- 長良川おんぱく
- せんい祭
- 全国エンタメまつり
- 問屋EXPO

#### 盆踊り
- 盆踊りのレパートリーには、荻野目洋子のダンシング・ヒーローに合わせて「1・2・3・4の掛け声にあわせて鉄砲を撃つ」風習がある。岐阜市の一部の学校では、運動会の演目で同曲を踊り、そこで指鉄砲の振り付けを習う[34]。

### 伝統芸能
- 落語 - 落語の祖と言われている安楽庵策伝が生まれた岐阜市は落語発祥の地とされている。毎年全日本学生落語選手権・策伝大賞という落語の全国大会が開催されている。
- 狂俳 - 岐阜公園には「狂俳発祥の地」碑があることから発祥の地とされている。

### 名物･名産
- 岐阜提灯
- 岐阜和傘
- 岐阜うちわ
- 美濃筒引き本染め
- 若鮎（鮎菓子） - 長良川の鵜飼にちなんで鮎を形どった銘菓。カステラ生地で求肥を包んだものやせんべい、あられなど種類もさまざま[35]。
- 枝豆まんじゅう - 枝豆を餡に使った薄皮まんじゅう[36]
- 柿羊羹[37]
- みょうがぼち
- いかだばえ - 寒バエの佃煮。丸ごと食べられる。
- 鮎 - 塩焼き、刺身、鮎雑炊、一夜干し、昆布巻きなど様々な調理方法がある。
- ベトコンラーメン
- 天ぷら中華
- 冷やしたぬきそば - 市内蕎麦店「更科｣が発祥のソウルフード[38]。

### 音楽
- 岐阜県交響楽団

### スポーツチーム
| 名称             | 競技種目         | 所属リーグ                      | 本拠地                                 | 運営会社・団体                   | 設立               |
| ---------------- | ---------------- | ------------------------------- | -------------------------------------- | -------------------------------- | ------------------ |
| 長良クラブ       | サッカー         | 東海社会人サッカーリーグ（2部） | 岐阜メモリアルセンター長良川競技場など | 岐阜県立長良高等学校サッカー部OB | 1968年（昭和43年） |
| JAぎふリオレーナ | バレーボール     | Vリーグ（V2）                   | JAぎふアグリパーク鈴ヶ坂など           | ぎふ農業協同組合（JAぎふ）       | 1979年（昭和54年） |
| FC岐阜           | サッカー         | Jリーグ（J3）                   | 岐阜メモリアルセンター長良川競技場など | 株式会社岐阜フットボールクラブ   | 2001年（平成13年） |
| 岐阜スゥープス   | バスケットボール | Bリーグ（B3）                   | 岐阜アリーナ                           | 岐阜バスケットボール株式会社     | 2003年（平成15年） |
| FC岐阜SECOND     | サッカー         | 東海社会人サッカーリーグ（1部） | 岐阜県フットボールセンターなど         | 株式会社岐阜フットボールクラブ   | 2006年（平成18年） |

## 出身者・ゆかりの人物

### 政治家・官僚
- 上松陽助（岐阜県知事、岐阜市長）
- 梶原拓（岐阜県知事）
- 園田康博（衆議院議員）
- 寺田吉道（国土交通審議官、国土交通省大臣官房長、新潟県副知事）[39]
- 野田卯一（経済企画庁長官、行政管理庁長官、建設大臣、北海道開発庁長官、衆議院議員、参議院議員）[40]
- 舩後靖彦（参議院議員）
- 古田肇（岐阜県知事）
- 松田岩夫（参議院議員）
- 松本太（外交官、駐イラク大使）
- 武藤容治（衆議院議員）
- 吉本明子（中央労働委員会事務局長、人材開発統括官、愛知県副知事、小松市助役）
- 若井敦子（岐阜県議会議員、西濃運輸空手道部監督）
- 若山貴嗣（岐阜市議会議員、岐阜放送アナウンサー）
- 渡辺嘉蔵（衆議院議員）

### 実業家
- 藍川清成（愛知電気鉄道社長、名古屋鉄道社長）
- 各務鎌吉（東京海上火災保険社長、会長）
- 垣見吉彦（サントリープロダクツ社長、サントリー生命科学財団理事長）
- 西岡徹人（SUNSHOW GROUP代表）
- 原富太郎（横浜興信銀行頭取）
- 山本亜土（名古屋鉄道会長）
- 吉田勝利（岐阜フットボールクラブ（FC岐阜）取締役、サッカー解説者）
- 森田敬和（クイズ解答者）
- 河島浩二（イビデン社長）

### 学界
- 川島武宜（法学者「日本人の法意識」）
- 川出敏裕（刑事訴訟法学者、東京大学教授）
- 酒井正三郎（経済学者、名古屋大学名誉教授）
- 大栗博司（理論物理学者）
- 中井猛之進（植物学者、東京帝国大学教授、国立科学博物館館長）

### 画家
- 北蓮蔵（洋画家）
- 加藤栄三（日本画家）
- 加藤東一（日本画家）
- 川﨑小虎（日本画家）

### 写真家
- 杉山宣嗣

作家
- 小島信夫
- 塩谷鵜平（俳人）
- 森田草平
- なるせゆうせい（脚本家）
- 奥田英朗
- 林雄介（作家、政治評論家）

### 漫画家
- 雷句誠（金色のガッシュ!!）
- 新田朋子
- 清原なつの
- 本田恵子
- あいざわ遥
- 山田貴敏（Dr.コトー診療所）
- 白井カイウ（約束のネバーランド）

### 映画監督
- 篠田正浩（映画監督）
- 神山征二郎（映画監督）

### デザイナー
- 日比野克彦（アート）
- 山本寛斎（ファッションデザイナー）
- けみ芥見（芸術家、ファッションデザイナー、アートディレクター）

### 建築家
- 西澤徹夫 - 建築家

### 棋士
- 山口仁子梨（将棋女流棋士）
- 山口稀良莉（将棋女流棋士）
- 岩佐美帆子（将棋女流棋士）
- 土田正光（囲碁棋士）
- 石榑郁郎（囲碁棋士）

### 声優
- 立花慎之介
- 美名

### タレント
- ドーキンズ英里奈
- やながせゆっこ
- 林詩遥子
- 西田有沙
- Mr.マリック（マジシャン）

### アイドル
- 奈月（グラビアアイドル、旧芸名：奈月セナ）
- 熊田曜子（グラビアアイドル）
- 八代みなせ（グラビアアイドル）
- 古田愛理（グラビアアイドル）
- 長尾しおり（SUPER☆GIRLSメンバー）
- 伊藤寧々（元乃木坂46メンバー）[41]
- 堀未央奈（元乃木坂46メンバー）

### 芸能人
- 中条きよし（俳優、歌手）
- あいざき進也（歌手）
- 柳家燕弥（落語家）
- 酒井雲（浪曲師）
- 綾野剛（俳優）
- 伊藤英明（俳優）
- 岡田奈々（女優、元アイドル歌手）
- ブルボンヌ（ドラァグクイーン、エッセイスト）
- 長谷部優（歌手、DRMのメンバー）
- 見田村千晴（シンガーソングライター）
- 江崎普子（1986年ミス・ユニバース日本代表）

### スポーツ選手
- 高橋尚子（マラソン選手）
- 青木沙弥佳（短距離選手）
- 早田俊幸（長距離走、マラソン選手）
- 高木守道（プロ野球選手、監督）
- 勅使川原郁恵（ショートトラックスピードスケート選手）
- 和田一浩（野球選手）
- 岩田慎司（野球選手）
- 青木高広（野球選手）
- 森祇晶（野球選手、監督、野球解説者）
- 髙橋純平（野球選手）
- 中神拓都（野球選手）
- 朝倉健太（プロ野球選手）
- 赤塚瑞樹（野球選手）
- 森山泰行（サッカー選手）
- 片桐淳至（サッカー選手）
- 高原寿康（サッカー選手）
- 下川健一（サッカー選手）
- 羽田一平（サッカー選手）
- 鈴木亨（ゴルフ選手）
- 三浦恵子（ホッケー選手）
- 坪井保菜美（新体操選手）
- 東明有美（サッカー選手）
- 今井月（競泳選手）
- 飯田将成（格闘家、元プロボクサー）
- 清水綾乃（ライフル射撃選手、陸上自衛官）
- 中嶋茜（ゴールボール選手）
- 村瀬心椛（スノーボーダー）
- 赤松諒一（陸上 走高跳選手）

### アナウンサー
- 安藤結衣（NHK）
- 中尾晃一郎（NHK)
- 梅田淳（フリー、元関西テレビ）
- 青山紀子
- 粕谷康太郎
- 鷲見玲奈（岐阜市プロモーション大使[42]）
- 小野厚徳（Talk company代表、元ブルームバーグテレビジョンのアンカーマン、元ショップチャンネルのキャスト）
- 林美玖

### ゆかりの人物
- 尚庸流永井家 : 加納藩主

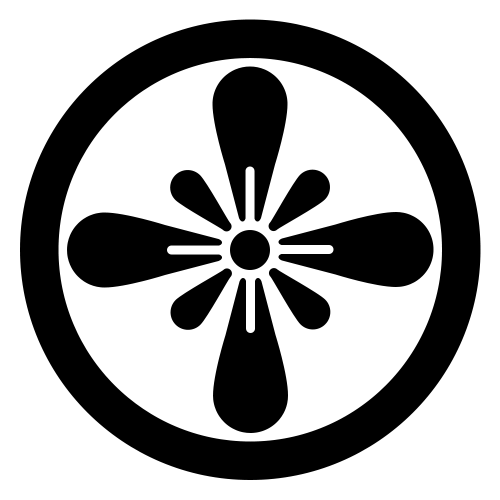
丸に梨の切り口（加納藩主永井家家紋）

### 名誉市民
岐阜市名誉市民条例および岐阜市名誉市民条例施行規則により名誉市民章が贈呈された人物。
| 贈呈日                    | 氏名       | 贈呈理由                                             |
| ------------------------- | ---------- | ---------------------------------------------------- |
| 1956年（昭和31年）5月3日  | 松尾国松   | 6期22年にわたり市長を務める。                        |
| 1956年（昭和31年）10月9日 | 山田永俊   | 4期にわたり市議会議員を務める。                      |
| 1970年（昭和45年）11月3日 | 松尾吾策   | 15年余の間市長を務める。                             |
| 1971年（昭和46年）9月10日 | 東前豊     | 2期8年にわたり市長を務める。                         |
| 1972年（昭和47年）8月3日  | 渡辺甚吉   | 岐阜薬専（岐阜薬科大学）創設の際、建設費を全額寄附。 |
| 1975年（昭和50年）9月9日  | 早川光治郎 | 10期連続42年にわたり市議会議員を務める。             |
| 1979年（昭和54年）8月22日 | 桑原善吉   | 通算24年にわたり岐阜商工会議所会頭を務める。         |
| 1990年（平成2年）2月6日   | 上松陽助   | 2期6年市長、3期12年知事を務める。                    |
| 1994年（平成6年）4月28日  | 蒔田浩     | 4期16年にわたり市長を務める。                        |
| 1995年（平成7年）5月1日   | 安田梅吉   | 16年にわたり岐阜商工会議所の正副会頭を務める。       |
| 1996年（平成8年）7月1日   | 加藤東一   | 日本画（日展第一科）を中心に活躍。                   |
| 2007年（平成19年）9月21日 | 林春雄     | 全国最多の15期58年にわたり、市議会議員を務める。     |
| 2008年（平成20年）5月15日 | 浅野勇     | 3期8年余にわたり市長を務める。                       |
| 2021年（令和3年）3月25日  | 細江茂光   | 4期16年にわたり市長を務める。                        |

## 岐阜市を舞台にした作品
音楽
- 柳ヶ瀬ブルース（1966年）（美川憲一）
- 長良川艶歌（1984年）（五木ひろし）
- 金津園（2013年）（鳴ル銅鑼）

映画
- 柳ヶ瀬ブルース（1967年 東映） 監督 村山新治、脚本 成澤昌茂、音楽 八木正生、主演 梅宮辰夫
- 関東テキヤ一家 喧嘩火祭り（1971年 東映） 監督 鈴木則文、主演 菅原文太 - シリーズ4作目。埼玉県秩父も舞台となっている。
- 男はつらいよ 知床慕情（1987年、松竹、シリーズ38作目） - メインの舞台は北海道だが、北海道から去った寅さんが岐阜市の長良川祭りで花火売りをするシーンがエピローグとなっている[43]。
- ルドルフとイッパイアッテナ (劇場アニメ)（2016年）監督 湯山邦彦、榊原幹典[44]

小説
- 篝火（川端康成）
- 南方の火（川端康成）
- 美濃（小島信夫）

児童文学
- ルドルフとイッパイアッテナ（斉藤洋） - 主人公の黒猫ルドルフがかつて住んでいた街が岐阜市である。本作でルドルフが岐阜に住んでいたころに行った岐阜城や、金華山ロープウェーから岐阜市内の街並みを眺めている描写が描かれている他、作品発表当時（1987年）はまだ走っていた名鉄岐阜市内線（2005年に廃止）も登場している。

また、次作の『ルドルフともだちひとりだち』では、ルドルフは東京（江戸川区）から首都高速7号線、東名高速道路、国道22号を経由して岐阜市へ帰って来る。
漫画・アニメ・ライトノベル
- 恋愛ラボ
- みそララ
- 僕らはみんな河合荘 - 宮原るり
- 僕は友達が少ない - ちなみに原作者の平坂読の出身地も岐阜県である。
- 変人のサラダボウル - 作中で舞台が岐阜市であると明言。単行本の表紙では岐阜市内の風景の実写写真を背景に登場人物が描かれている。アニメでも岐阜城やJR岐阜駅前の黄金の信長像などが登場する。
- 聲の形 - メインの舞台は大垣市であるが一部岐阜市をモデルとした風景が作中に登場している。
- 小市民シリーズ - 岐阜市をモデルとした「木良市」が舞台。
- 安達としまむら
- 虹いろイヤリング（下川香苗）
- 君と歩かなかった青春（水沢菜穂子）